# 名古屋駅

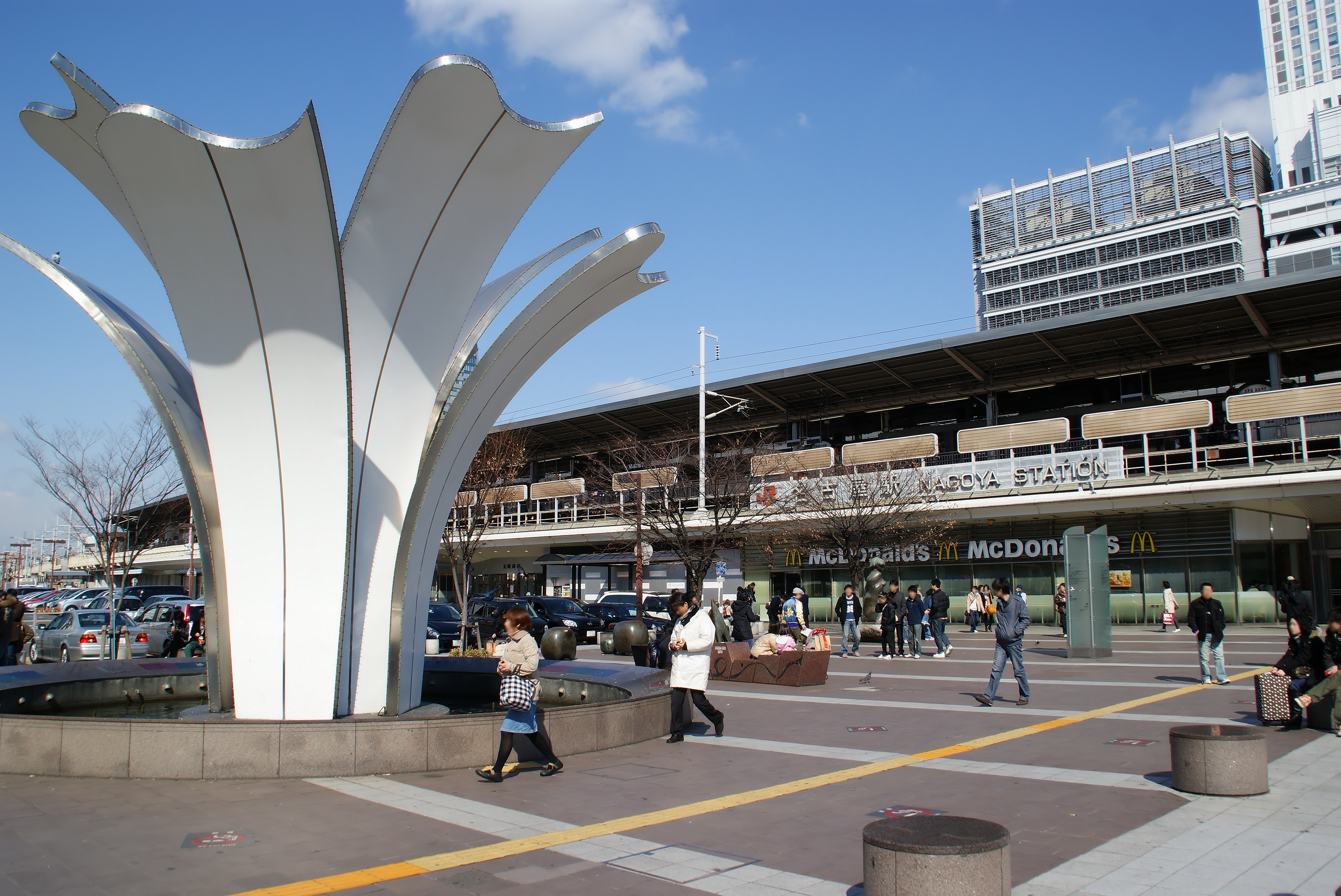
太閤通口（2010年2月）

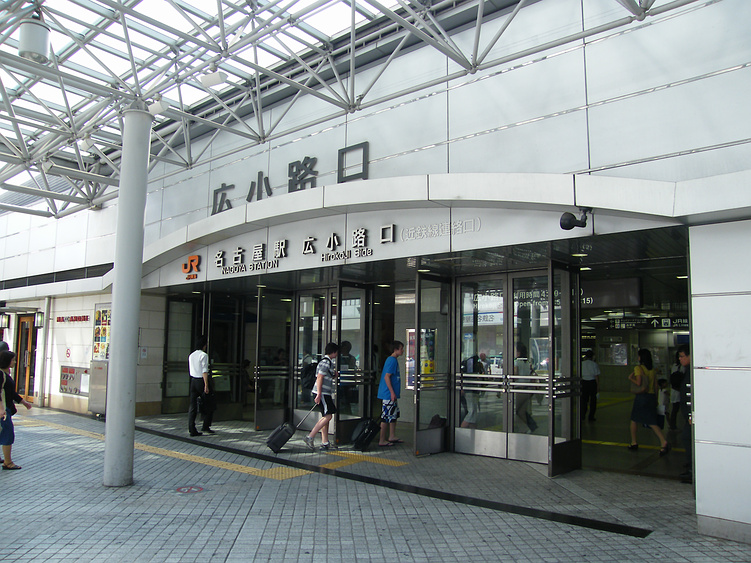
広小路口（2008年9月）

名古屋駅（なごやえき）は、愛知県名古屋市中村区名駅にある、東海旅客鉄道（JR東海）・日本貨物鉄道（JR貨物）・名古屋臨海高速鉄道・名古屋市交通局（名古屋市営地下鉄）の駅である。

## 概要

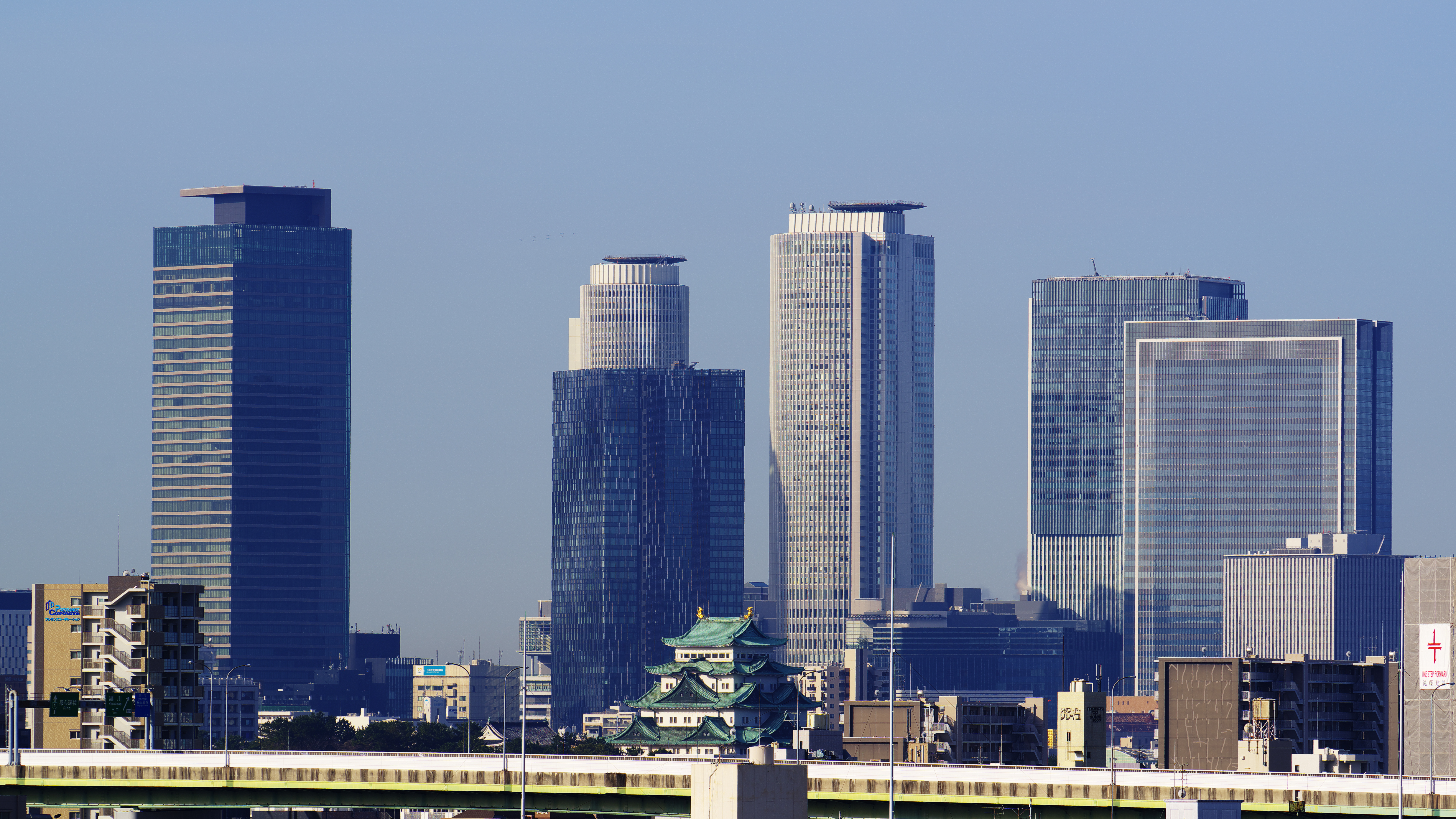
JRセントラルタワーズと名古屋城大天守。両者を対比すると駅ビルの巨大さがわかる。（2018年3月）

中部地方・東海地方最大のターミナル駅であり、JR東海の広域輸送拠点となっている。JRは東海道新幹線の全列車が停車し、在来線は当駅を中心に「ひだ」・「しなの」・「しらさぎ」・「南紀」など各方面への特急列車が発着する。市内各所を結ぶあおなみ線、名古屋市営地下鉄も乗り入れており、近接する名鉄名古屋駅や近鉄名古屋駅とあわせ、中京圏最大の鉄道ターミナルとして機能している。運営各企業ごとの区分のため、「JR名古屋駅」、「あおなみ線名古屋駅」、「地下鉄名古屋駅」（または「東山線名古屋駅」「桜通線名古屋駅」）と呼ばれることが多い。
略称の「名駅」は当駅周辺の地域名及び当駅が立地する行政上の町名となっており、中部地方最大の繁華街である栄と並ぶ名古屋を代表する繁華街・オフィス街として賑わっている。表玄関の東口は近年の再開発により日本有数の超高層ビル街にまで成長している。
JR東海本社も入居する駅ビル「JRセントラルタワーズ」は都市再開発によって1999年に竣工した。名古屋のランドマークとなり、利便性を生かして核テナントのJR名古屋タカシマヤは多大な集客力を誇っている。このビルを発端として、現在では2027年開業予定のリニア中央新幹線に向けて、今まで開発がされていなかった西口を含めて駅周辺は数多くの再開発計画が進められている。
第2回中部の駅百選に選定されている。

### 乗り入れ・接続路線
- JR東海
  - 東海道新幹線
  - 東海道本線 - 駅番号「CA68」 JR貨物が第二種鉄道事業者。運行形態の詳細は東海道線 (名古屋地区)を参照。
  - 中央本線 - 駅番号「CF00」 当駅が終点。JR貨物が第二種鉄道事業者。運行形態の詳細は中央線 (名古屋地区)を参照。
  - 関西本線 - 駅番号「CJ00」 当駅が起点。JR貨物が第二種鉄道事業者。運行形態の詳細は関西線 (名古屋地区)を参照。

※JRの特定都区市内制度における「名古屋市内」の駅であり、運賃計算の中心駅となる。
※在来線における当駅の所属線は東海道本線である。
- 名古屋臨海高速鉄道
  - あおなみ線 - 駅番号「AN01」 当駅が起点。JR貨物が第二種鉄道事業者。
- 名古屋市交通局（名古屋市営地下鉄）
  - 東山線 - 駅番号「H08」
  - 桜通線 - 駅番号「S02」

次の駅と接続しており、乗り換えが可能となっている。
- 名古屋鉄道（名鉄）名古屋本線 - 名鉄名古屋駅（駅番号「NH36」）
- 近畿日本鉄道（近鉄）名古屋線 - 近鉄名古屋駅（駅番号「E01」）

### 列車ダイヤ

#### JR東海
新幹線は「のぞみ」を含め全列車が停車する。
東海道新幹線は、ほとんどの列車が当駅を跨いで運転されるが、一部当駅を始発・終着とする列車がある。早朝には東京行き、新大阪方面行きとなる「のぞみ」が、深夜には新大阪方面から当駅終着となる「のぞみ」が運行される。東京方面から1時間に2本運行される「こだま」のうち1本が当駅で折り返し、1時間に2本ある「ひかり」のうち1本は当駅から各駅停車になる。2006年3月18日のダイヤ改正以降、当駅で「こだま」が「のぞみ」を待避し、緩急接続する事例は朝の下りと深夜の上りに限られていたが、2020年3月14日のダイヤ改正で、終日に渡って「ひかり」・「こだま」が「のぞみ」を待避する事例が見られるようになった（一部は臨時列車の待避となり、運転されない場合もある）。
東海道本線は、早朝・深夜以外は当駅で快速系統と普通列車が緩急接続を行うダイヤになっている（日中は快速などの優等種別の5分後に普通が発車する）。ただし、2019年10月1日現在1番線（2018年3月17日から2019年9月30日までは2番線）の使用が停止されているため、上り列車はホームの移動が必要となる。また、寝台特急サンライズ瀬戸・サンライズ出雲は上下列車とも当駅を通過する。
中央本線及び関西本線はすべての列車が当駅始発・終着である。なお、かつて中央線の列車は東海道本線に直通していたが、2022年3月12日のダイヤ改正に伴い、中央線の列車は全て当駅始発・終着になった。

## 歴史

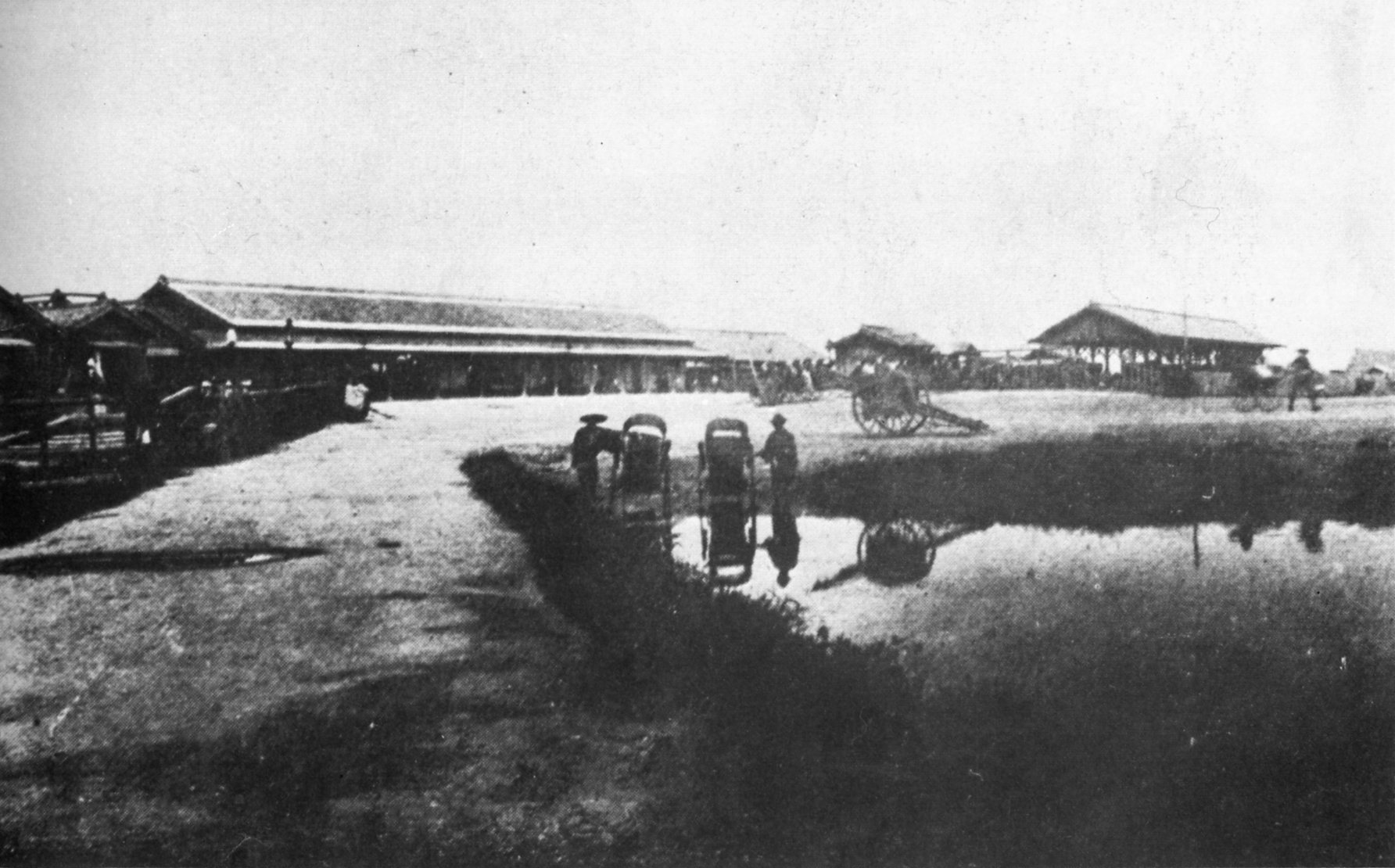
初代駅舎

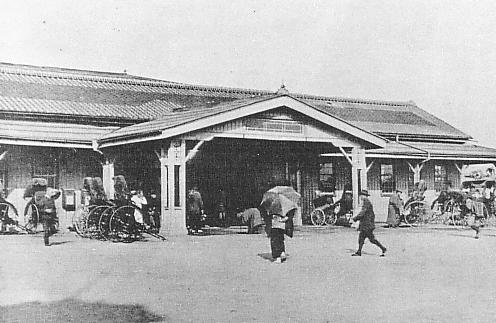
明治時代の名古屋駅

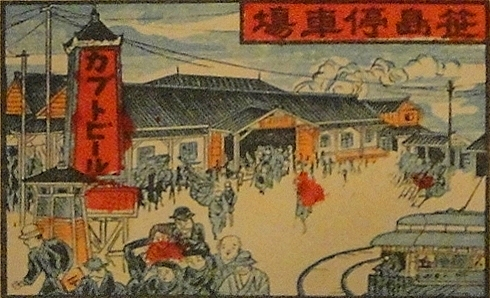
1914年（大正3年）に描かれた駅周辺

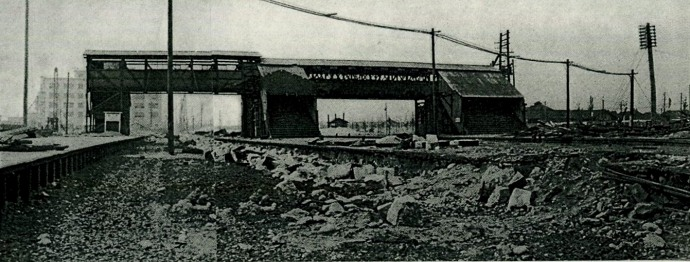
1937年頃、明治橋側から見る取り壊された名古屋駅。左奥は新駅舎。

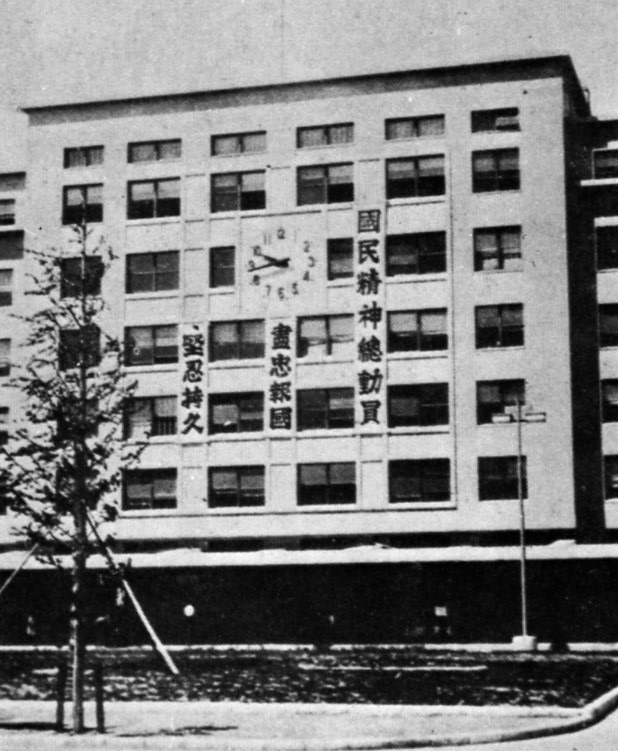
戦時体制下の3代目駅舎

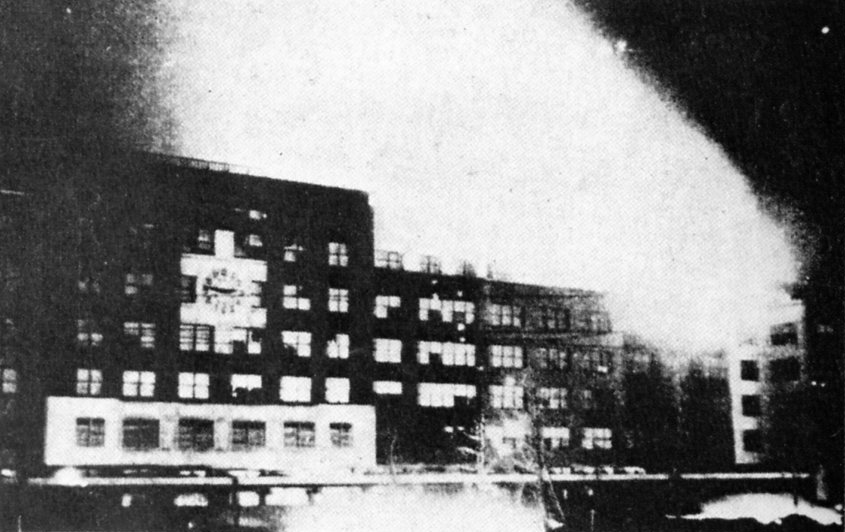
1945年3月19日の大空襲で炎上する駅舎

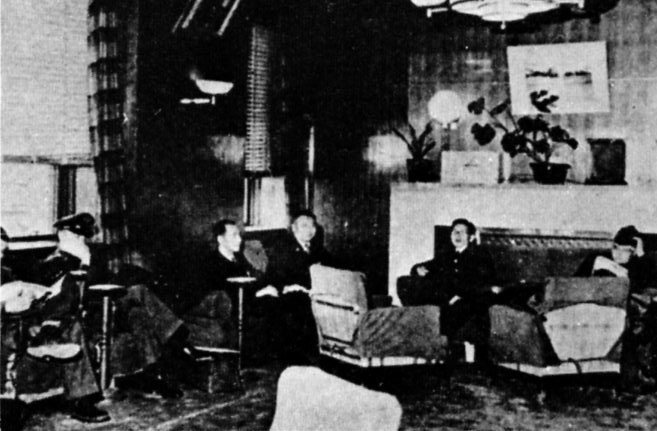
進駐軍専用待合室

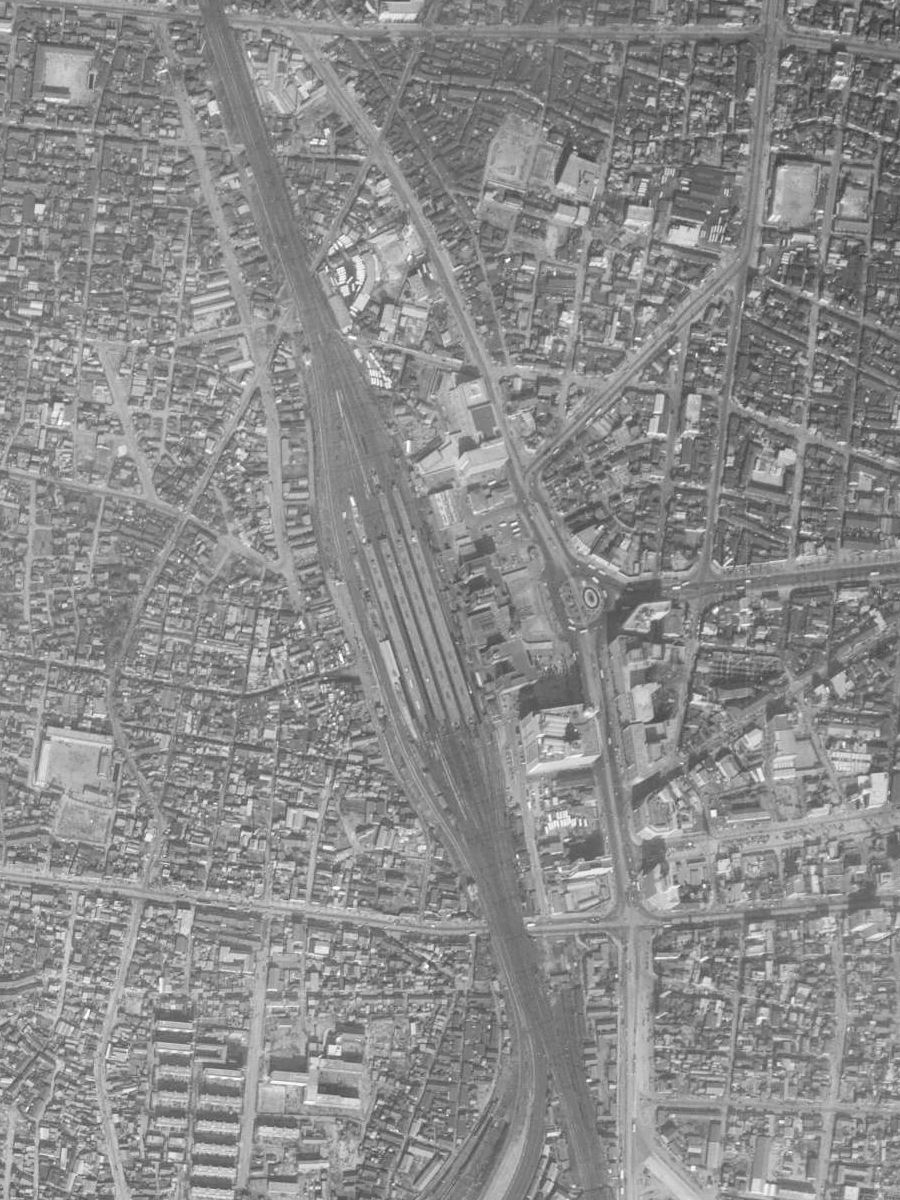
名古屋駅周辺の白黒空中写真（1960年1月撮影）

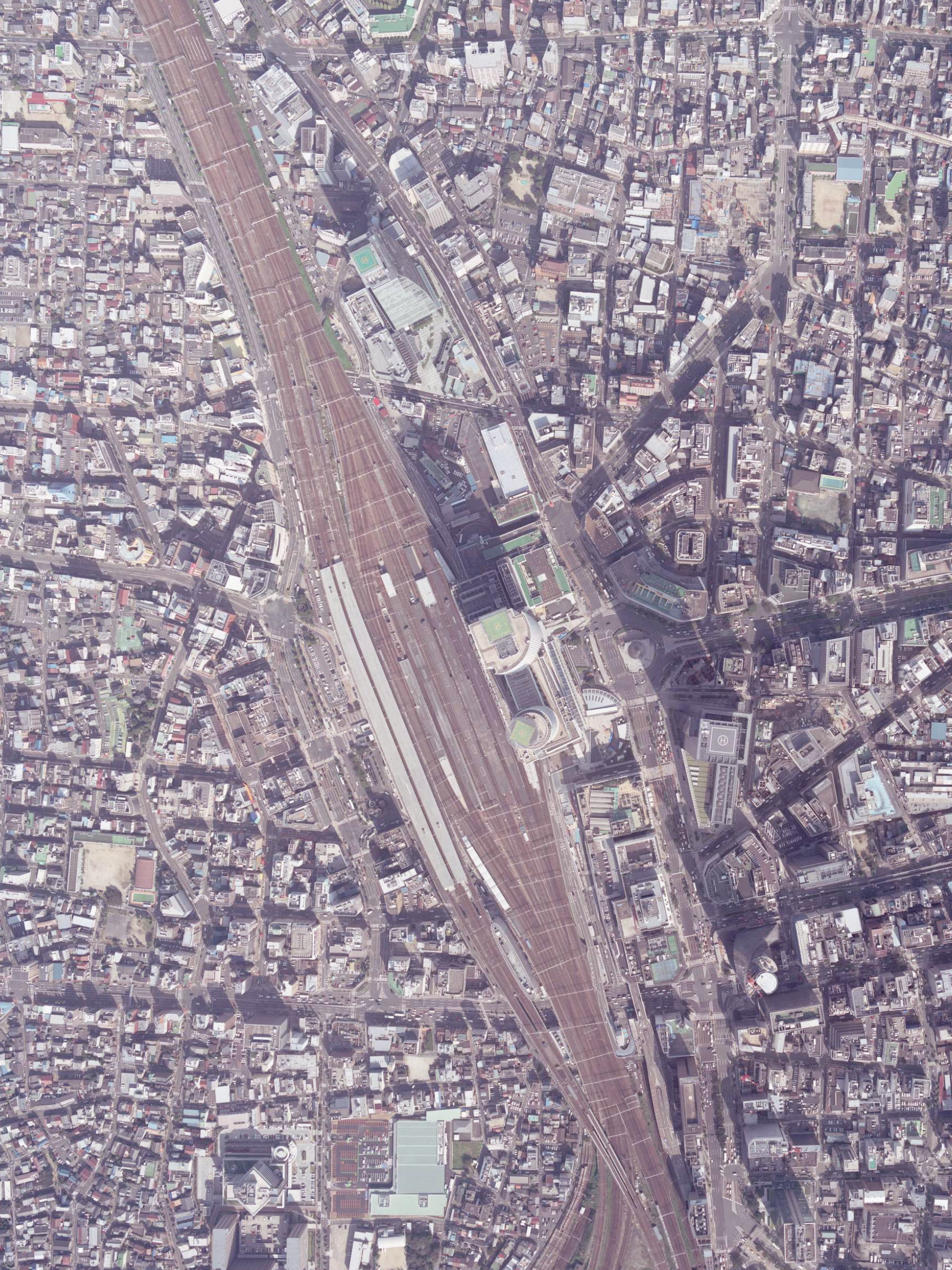
名古屋駅周辺の空中写真（2007年10月撮影）

日本の東西両京を結ぶ鉄道路線計画は、東海道経由と中山道経由のいずれにするかが、明治10年代後半まで決定されていなかった。1884年（明治17年）に中山道ルートの採用が決定し（中山道幹線を参照）たが、その建設資材を搬入するため、太平洋側と中山道を結ぶ鉄道路線が同時に計画された。三河湾に面した知多半島の武豊港と岐阜を結ぶ路線（現在の東海道本線の一部及び武豊線）がそれで、武豊駅を起点に工事が進められた。
1886年（明治19年）4月1日に熱田 - 枇杷島(当時の駅名は清洲駅)間が開業し、その翌月の5月1日に名護屋停車場が開設された。現在の駅より200 mほど南方、当時の広井村笹島地内-で葦が茫々と繁る湿地帯であった。金山付近は台地（熱田台地）のため線路を切土構造にして、そこで発生した土砂を運搬して湿地帯に盛土するという土木工事が行われた。これが名護屋駅開業が遅れた理由だという。
開業の翌年には名古屋駅と改称されるが、当時は『笹島ステンション』（『ステン所』の意）と広く呼ばれていた。
その後、東西両京を結ぶ幹線鉄道は碓氷峠など山岳地帯の工事が予想以上に難航するとみられたこと、さらに当時の名古屋区長（現在の市長格）である吉田禄在が中山道幹線では名古屋を通過しないことになり、名古屋の衰退を招くと、東海道経由への計画変更を政府へ働きかけたこともあり、岐阜以東の幹線鉄道ルートは美濃路・東海道経由に変更され、名古屋は東海道幹線上の駅とされることとなった。またこの吉田により、名古屋駅の近くを通り、名古屋駅と市街地を結ぶ道となる広小路通も拡幅され、後の1898年（明治31年）には京都電気鉄道に次いで日本で2番目の路面電車となる名古屋電気鉄道（→名古屋市電）がこの通り上へ開通している（笹島 - 県庁前間）。
1892年（明治25年）には、前年の濃尾地震で倒壊した初代駅舎に代わって、2代目の駅舎が竣工。そして1895年（明治28年）には関西本線の前身となる私鉄の関西鉄道が当駅まで乗り入れ、1900年（明治33年）には現在の中央本線となる官営鉄道線が名古屋駅を起点に多治見まで開業し、複数路線が乗り入れるターミナル駅へと成長した。
なお、関西鉄道は後に名阪間輸送で官営鉄道と競うことを見込み、名古屋乗り入れ翌年の1896年（明治29年）には名古屋駅のすぐ南方、現在では名古屋車両区がある辺りに独自ターミナルの愛知駅を開設しているが、鉄道国有法に基づき関西鉄道が国有化されたことにより、国有化2年後の1909年（明治42年）に廃止されている。
1889年（明治22年）には日本の鉄道総延長1,000マイル (1,609 km) 達成記念、1906年（明治39年）には5,000マイル (8,046 km) 達成記念の祝賀行事がそれぞれ名古屋で開催された。
1937年（昭和12年）には高架化工事が竣工し、駅は北へ200mほど移転した。新駅舎は鉄筋コンクリート造り、地上5階（一部6階）地下1階、延べ床面積7万㎡、国内最大級の駅舎だった。この駅舎は、セントラルタワーズの建設工事が始まる1993年（平成5年）10月まで使用された。
名古屋市営地下鉄東山線は、建設当初、国鉄との相互直通運転を行う計画があり、国鉄ホームの東側に地上ホームの設置計画があったが列車本数が増加することもあり断念。結局、東口の地下にホームが建設された。
1964年（昭和39年）には東海道新幹線が開業した。国鉄の名古屋幹線工事局長として新幹線建設に関わった仁杉巌（のちに国鉄総裁）は、次のように述べていた。
将来は、リニア中央新幹線の駅が併設される。JR東海は、将来の関西圏延伸までに大多数の乗客が行う既存新幹線や在来線各線との相互乗り換えに配慮し、名古屋駅新幹線ホーム北東直下の大深度に新駅を建設した場合に乗り換えにかかる移動時間が3分 - 9分であると試算報告し、既存の名古屋駅を拡張する計画である。

### 年表

#### JR東海
- 1886年（明治19年）5月1日：官設鉄道（国鉄）の名護屋駅として、熱田駅 - 清洲駅（初代、現在の枇杷島駅）間に新設開業[2]。
  - 当時、ホームは2面2線のみであった。東海道本線が全通する1889年（明治22年）までに、2つのホームの間に中線が敷設された。
- 1887年（明治20年）4月25日：名古屋駅に改称[18]。
- 1891年（明治24年）10月28日：濃尾地震が発生、初代駅舎が倒壊[18]。
- 1892年〈明治25年）4月：2代目駅舎設置[18]。
- 1895年（明治28年）
  - 4月1日：線路名称制定[18]。東海道線の所属となる[18]。
  - 5月24日：関西鉄道線（現在の関西本線）の名古屋駅が開業[19]。
- 1896年（明治29年）7月6日：関西鉄道が現在の名古屋車両区付近に愛知駅を開設[20]。
- 1900年（明治33年）7月25日：中央西線となる路線が多治見駅まで開業[21]。
  - この時に、東海道線上りホームの一部を使用して切欠きホーム1線が設置された。
- 1907年（明治40年）10月1日：関西鉄道が国有化[19]。
- 1909年（明治42年）
  - 6月1日：愛知駅を統合[22]。
  - 10月12日：線路名称制定。当駅を通る東海道線の本線筋は東海道本線、多治見駅方面の路線は中央西線、旧・関西鉄道線は関西本線となる[22]。
- 1911年（明治44年）5月1日：東海道本線貨物支線（名古屋港線）が開業[23]。同日の線路名称改定で、中央西線は中央本線に編入。
- 1913年（大正2年）
  - 7月1日：関西線専用ホーム1面2線を新設。
  - 8月21日：構内に名古屋工場を新設。
- 1914年（大正3年）：高等有料便所化粧室が開設。使用料は1回2銭[24]。
- 1925年（大正14年）1月16日：稲沢駅構内に稲沢操車場が開業、当駅での貨車組成を廃止。
- 1935年（昭和10年）11月16日：構内に客車操車場（現・名古屋車両区）を新設[18]。
- 1937年（昭和12年）2月1日：現在地に移転・高架化、3代目の駅舎が使用を開始[18][25]。貨物取扱施設を分離し笹島駅が開業[2]。
  - 移転前のホームは2面5線であったが、高架化に伴い4面8線に拡張された。当時は1 - 15番線があり、3・4番ホームが東海道本線上り、5・6番ホームが同線下り、7・8番ホームが中央本線、10・11番ホームが関西本線ののりばとなっていた。
  - また、中央本線は東海道本線の東側を通っていたが、高架化により名古屋駅付近は西側を通るようになった。
  - 移転前は軌道中心間隔が約3.8mと狭かったが、高架化に伴い軌道中心間隔を約4.6mに拡大された。将来の標準軌（1435mm軌間）への改軌を考慮したため。
- 1945年（昭和20年）3月19日：名古屋大空襲で駅舎が火災に遭う[18]。
- 1946年（昭和21年）1月11日：進駐軍専用待合室の使用開始。
- 1950年（昭和25年）6月1日：東海道本線貨物支線（西名古屋港支線）が開業[18]。
- 1953年（昭和28年）7月21日：東海道本線浜松駅 - 当駅間電化により、当駅で電気運転を開始[26]。当駅の在来線構内の架線の高さはレール面上より5mとされた。
- 1956年（昭和31年）4月15日：自動券売機設置。
- 1959年（昭和34年）11月26日：12・13番線ホームを新設。
- 1964年（昭和39年）10月1日：東海道新幹線の名古屋駅が開業[18]。新幹線用ホーム2面4線を新設。
- 1966年（昭和41年）6月29日：0・1番線ホームを新設。
- 1969年（昭和44年）
  - 4月1日：南口（現在の広小路口）開設[18]。南通路はそれまでは貴賓通路として使用されていたものである[注釈 2]。
  - 10月1日：当日のダイヤ改正により、当駅発着の定期旅客列車から関西本線を最後に蒸気機関車が消える[28]。
- 1971年（昭和46年）4月26日：当駅を経由する貨物列車からも蒸気機関車が消える[28]。
- 1982年（昭和57年）
  - 3月15日：寝台特急「紀伊」の下り列車が当駅10番線で衝突事故（寝台特急「紀伊」機関車衝突事故）。
  - 12月1日：国鉄在来線で全国初のホーム案内放送を自動化[29]。
- 1983年（昭和58年）4月1日：新幹線のホーム案内放送を自動化[30]。
- 1986年（昭和61年）11月1日：笹島駅が廃止される[31]。
- 1987年（昭和62年）
  - 3月31日：貨物取扱再開（書類上）[2]。
  - 4月1日：国鉄分割民営化により国鉄の駅は東海旅客鉄道（JR東海）[19]・日本貨物鉄道（JR貨物）が承継[2]。同時に名古屋港線の起点は、実際の分岐点である山王信号場に改められ、書類上当駅には乗り入れなくなる。
  - 7月1日：名古屋港線上に臨時駅のナゴヤ球場正門前駅を開設。当駅から気動車を運行[32]。
- 1988年（昭和63年）
  - 3月13日：0・1番線ホームを1・2番線ホームに改称[33]。
  - 12月21日：従来の北口・中央口を桜通口に、西口を太閤通口に、南口を広小路口にそれぞれ改称[34]。
- 1989年（平成元年）7月12日：太閤通北改札口開設[35]。
- 1991年（平成3年）11月30日：全国唯一の駅内銭湯であった早川浴場がこの日限りで閉店[36]。
- 1992年（平成4年）
  - 3月14日：東海道新幹線に「のぞみ」が新設され、朝の下り列車である「のぞみ301号」が新幹線で初めて当駅と京都駅を通過するダイヤを組んだため、「名古屋飛ばし」として話題になった（名古屋飛ばしは1997年11月29日をもって廃止された）。
  - 6月27日：在来線中央改札口に自動改札機を導入[37]。
- 1993年（平成5年）
  - 2月2日：駅ビル解体工事開始[38]。
  - 3月13日：在来線広小路改札口に自動改札機を導入。駅ビル改築工事のため1・2番線ホーム使用停止[注釈 3]。
- 1994年（平成6年）10月8日：名古屋港線のナゴヤ球場正門前駅への運行をこの日限りで終了[40]。
- 1998年（平成10年）
  - 3月12日：新幹線改札口に自動改札機を導入[41][42]。
  - 12月2日：仮改札口となっていた桜通口改札口が再開、同時に自動改札機を導入[43]。
  - 12月7日：1・2番線ホーム使用再開[43][44]。
- 1999年（平成11年）12月20日：JRセントラルタワーズ開業。
- 2006年（平成18年）11月25日：JR東海でICカード「TOICA」の利用が可能となる。
- 2016年（平成28年）
  - 1月16日：リニア中央新幹線工事に伴い、在来線北通路から中央コンコース北側につながる中央北口新設[45]。太閤通北改札口の閉鎖に伴うもの[45][PR 1][注釈 4]。
  - 3月9日：新幹線ホームの可動式安全柵設置完了[47]。
  - 3月26日：ダイヤ改正に伴い、特急「しなの」の当駅以西（大阪方面）の乗り入れが廃止される。「しなの」は、当駅で長野方面へ折り返すようになる。これに伴い、全ての特急列車は当駅発着になり、中央西線から東海道線に直通する列車は平日の2本しかない（多治見発普通岐阜行きと 高蔵寺発快速岐阜行きのみ）
- 2018年（平成30年）3月17日：リニア中央新幹線工事に伴い、2番線使用停止[5]。同時期に在来線に駅ナンバリング導入[PR 2]。
- 2019年（令和元年）10月1日：リニア中央新幹線工事に伴い、1番線を使用停止し、2番線を使用再開[PR 3]。
- 2022年（令和4年）3月12日：同日のダイヤ改正で、中央本線から東海道本線岐阜駅まで直通する列車を廃止。中央本線の列車はすべて当駅始発・終着となる[6]。

#### 名古屋臨海高速鉄道
- 2004年（平成16年）10月6日：JR東海の西名古屋港支線を旅客化し、名古屋臨海高速鉄道西名古屋港線（あおなみ線）として開業（開業時よりトランパスを導入）。
- 2008年（平成20年）10月23日：あおなみ線の名古屋駅で初発列車の手歯止め取り外し忘れにより脱線事故が発生[48]。
- 2011年（平成23年）2月11日：あおなみ線でICカード「manaca」の利用が可能となる。
- 2022年（令和4年）10月27日：日本初となるレゴブロック製の路線案内図を設置[49]。

#### 名古屋市営地下鉄
- 1950年（昭和25年）1月19日：建設省告示第9号で計画決定[50]。
- 1954年（昭和29年）8月：名古屋駅 - 栄町駅間（現・栄駅）の建設工事が着工[50]。
- 1957年（昭和32年）11月15日：名古屋市営地下鉄1号線（後の東山線）名古屋駅開業[51]。
- 1968年（昭和43年）9月1日：1号線名古屋駅のホーム延長、乗車・降車区分使用開始[52]。
- 1969年（昭和44年）
  - 4月1日：1号線中村公園駅 - 名古屋駅間および星ヶ丘駅 - 藤ヶ丘駅（現・藤が丘駅）間が開業、中間駅となる[51][52]。
  - 4月25日：1号線の愛称を東山線と決定[52]。
- 1989年（平成元年）9月10日：名古屋市営地下鉄桜通線の名古屋駅が開業[53]。
- 2011年（平成23年）
  - 2月5日：桜通線で可動式ホーム柵使用開始。
  - 2月11日：名古屋市営地下鉄でICカード「manaca」の利用が可能となる。
- 2014年（平成26年）9月25日：未明の大雨により、隣接のJPタワー名古屋工事現場から東山線の駅構内へ浸水。9時間15分にわたり運転見合わせ[PR 4]。
- 2015年（平成27年）10月25日：東山線で可動式ホーム柵使用開始[PR 5]。
- 2020年（令和2年）6月6日：リニア中央新幹線建設工事のため駅通路・出入口の一部を閉鎖[PR 6]。
- 2022年（令和4年）10月27日：日本初となるレゴブロック製の路線案内図を南改札口前の券売機コーナーに設置[49]。

#### その他
- 1898年（明治31年）5月6日：名古屋駅前に名古屋電気鉄道（後の名古屋市電）が乗り入れ。
- 1938年（昭和13年）6月26日：関西急行電鉄（現・近畿日本鉄道）関急名古屋駅（現・近鉄名古屋駅）開業。
- 1941年（昭和16年）8月12日：名古屋鉄道新名古屋駅（現・名鉄名古屋駅）開業。
- 1972年（昭和47年）3月1日：名古屋市電の名古屋駅前電停が廃止。

## 駅構造

### JR東海
在来線・新幹線ともに高架ホームとなっている。
新幹線は構内西側の島式ホーム2面4線（14番線 - 17番線）を使用する。このうち外側の14・17番線が本線、内側の15・16番線が副本線である。副本線の北方に引上線があり、さらにその北方からは新大阪方の名古屋車両所へ繋がる支線が分岐している。全列車が停車するため、東京駅などと同様に以前は固定式の安全柵が設置されていたが、2016年2月9日に可動式安全柵の設置が完了した。
在来線は島式ホーム6面12線を使用する。9番線はホームのない中線 である。東海道本線は2・6番線、中央本線は7・8番線、関西本線は11・12番線が本線である。
リニア中央新幹線工事に伴い1番線は2019年10月1日から使用停止中であり、2021年3月までに転落防止用のフェンスが設置されている。2023年以降はこの1番線の一部を活用し、期間を区切りながらビアガーデンやラーメン店などを出店させている。12・13番線ホームは他のホームと比較して短く、エスカレーターが設置されていない（エレベーターは設置されている）ほか、階段の設置数も他のホームより少ない。JRセントラルタワーズ建設に伴い、直下に位置する1・2番線ホームが造り直された。当駅の在来線の構内は軌道中心間隔が約4.6mと広く取られている（日本の改軌論争を参照）。
2024年1月11日の始発列車より、6番線の可動式安全柵が使用されている。
在来線13番線と新幹線14番線の間には、13番線側から名古屋車両区出入庫線・稲沢線本線がある。構内には折り返し用の留置線が設けられているほか、分岐器も多数あり、各路線間の転線が可能な配線になっている。ただし、1・2番線は東海道本線上りの発着以外には使用できない。また13番線から東海道本線（上下とも）への発車など、配線上は可能でも信号上の進路が構成されていない組み合わせも一部ある。なお当駅構内の在来線で立体交差になっているのは駅南西側の西名古屋港線（あおなみ線）と関西本線および名古屋車両区出入庫線の交差のみである。
長らく在来線ホームでは接近時、発車時に独自の発車ベルが使用されていたが、2012年9月9日に在来線運行管理システムの更新が行われ、独自の発車ベルは使われなくなり、アナウンス更新（英語アナウンスも導入）及び接近メロディが導入された。なお、アナウンスは2011年以降に導入された中央線、2014年11月に導入された東海道線のものとはやや異なる。
2020年から列車見張員に対して列車接近を確実に把握できるようにするため、在来線構内の線路に青色LED表示灯が設置された。ホームから約800メートルの範囲で東京方面に233個、大阪方面に159個、合計392個設置。列車がいない間は点灯しているが、列車接近時になると点滅するようにしている。
2020年現在、前述したように中央新幹線の島式プラットホーム2面4線が東海道新幹線ホームの北東直下に東西方向で工事中である。
駅長・駅員配置駅（直営駅）であり、管理駅として、尾頭橋駅・枇杷島駅の2駅を管理している。また事務管コードは、▲530116である。なお、名古屋市内の事務管コードは、▲539901が用いられている。

#### のりば（JR東海）
以下は2024年3月16日現在の内容。
| 番線         | 路線                          | 方向                          | 行先                              | 備考                                                                                         |
| ------------ | ----------------------------- | ----------------------------- | --------------------------------- | -------------------------------------------------------------------------------------------- |
| 在来線ホーム |                               |                               |                                   |                                                                                              |
| 1            | （2019年10月1日から使用停止） | （2019年10月1日から使用停止） | （2019年10月1日から使用停止）     | （2019年10月1日から使用停止）                                                                |
| 2            | 東海道本線                    | 上り                          | 豊橋方面                          | 特別快速、新快速、快速の大部分が発着                                                         |
| 3 ・ 4       | 東海道本線                    | 上り                          | 豊橋方面                          | 武豊線の直通列車、上りの普通列車は大部分が発着                                               |
| 3 ・ 4       | 東海道本線                    | 下り                          | 岐阜方面                          | 9号より前の特急「しらさぎ」が使用（4番線） 中央本線初発の普通列車多治見行も使用（4番線）     |
| 5 ・ 6       | 東海道本線                    | 下り                          | 岐阜方面                          | 5番線は普通、6番線は速達列車の特別快速、新快速、快速が主に使用する                           |
| 7 ・ 8       | 中央本線                      | 下り                          | 多治見方面                        | 普通および快速は主にこのホーム（金山駅との間にある尾頭橋駅は東海道本線の駅であり停車しない） |
| 10           | 中央本線                      | 下り                          | 多治見方面                        | 特急「しなの」や中央本線のホームライナーが主に使用 関西本線の列車も発着する場合がある        |
| 11           | 中央本線                      | 下り                          | 多治見方面                        | 一部の列車                                                                                   |
| 11           | 東海道本線                    | 下り                          | 美濃太田・高山方面 米原・金沢方面 | 特急「ひだ」および11号以降の特急「しらさぎ」、「ホームライナー大垣」が使用                   |
| 11           | 関西本線                      | 下り                          | 亀山方面                          | 一部の列車                                                                                   |
| 12 ・ 13     | 関西本線                      | 下り                          | 亀山方面                          | 特急「南紀」は12番線                                                                         |
| 新幹線ホーム |                               |                               |                                   |                                                                                              |
| 14 ・ 15     | 東海道新幹線                  | 上り                          | 東京方面                          |                                                                                              |
| 16 ・ 17     | 東海道新幹線                  | 下り                          | 新大阪方面                        |                                                                                              |

（出典：JR東海:駅構内図）

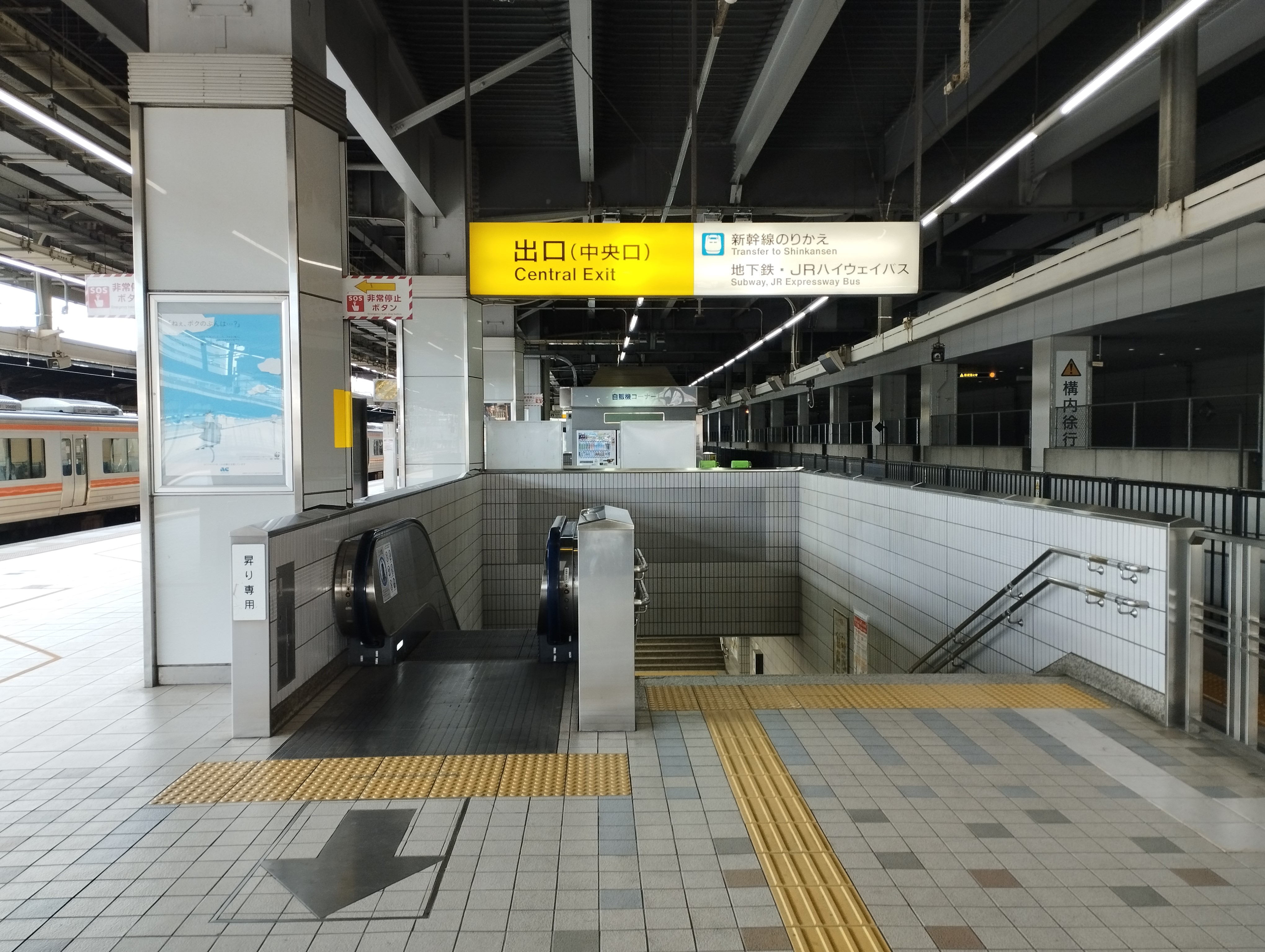
在来線1・2番線ホーム（2023年4月）
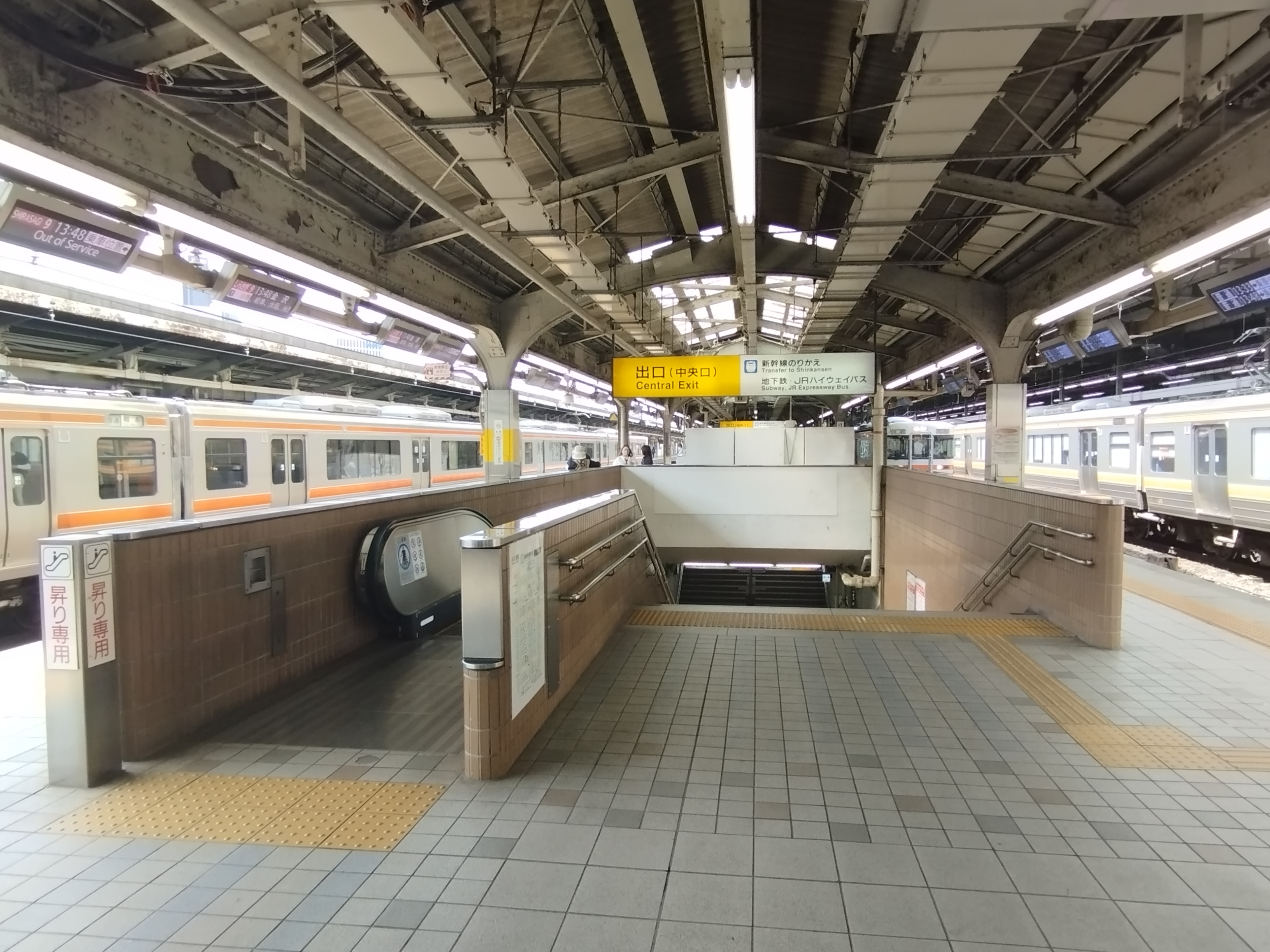
在来線3・4番線ホーム（2023年4月）
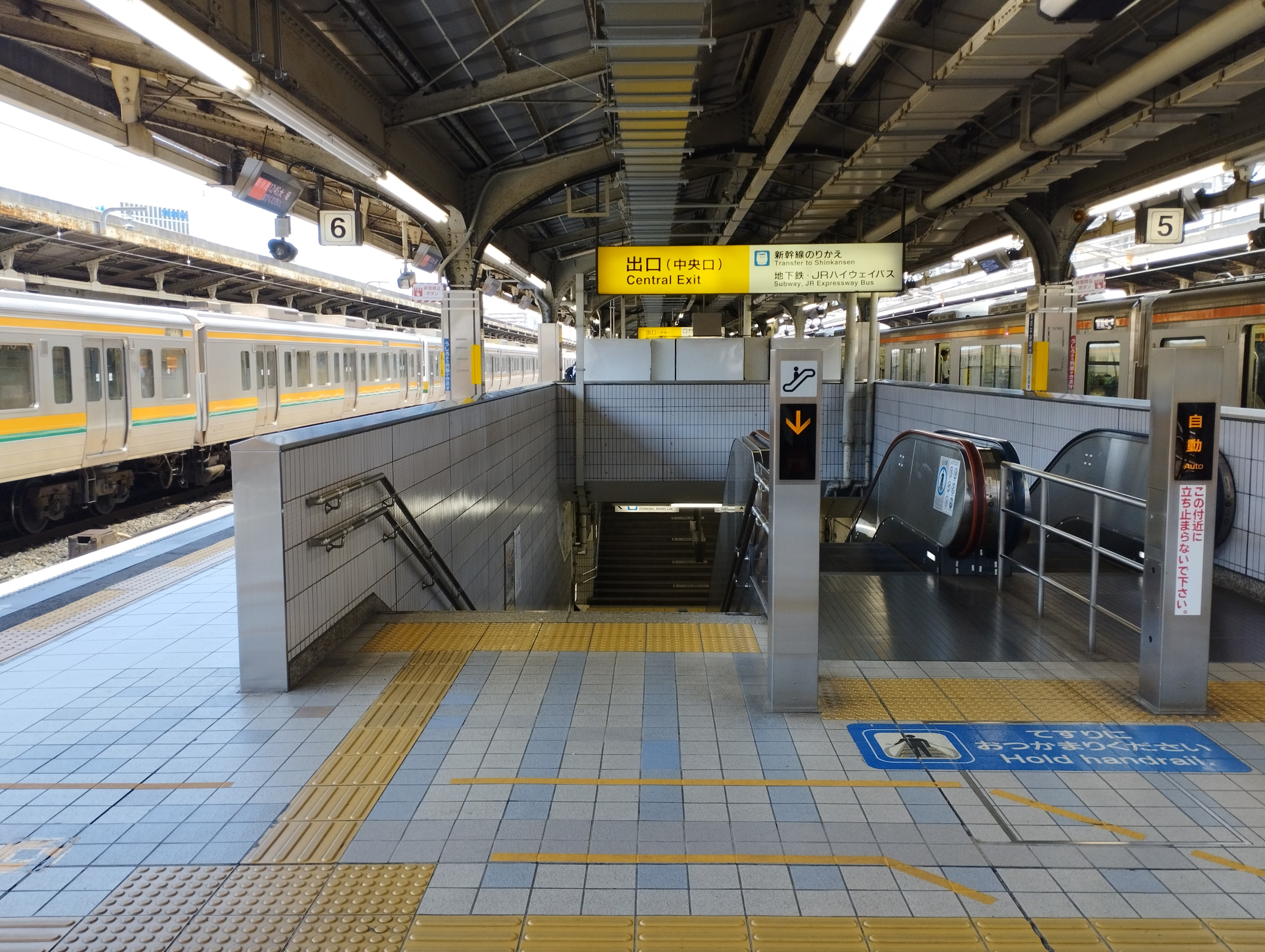
在来線5・6番線ホーム（2023年5月）
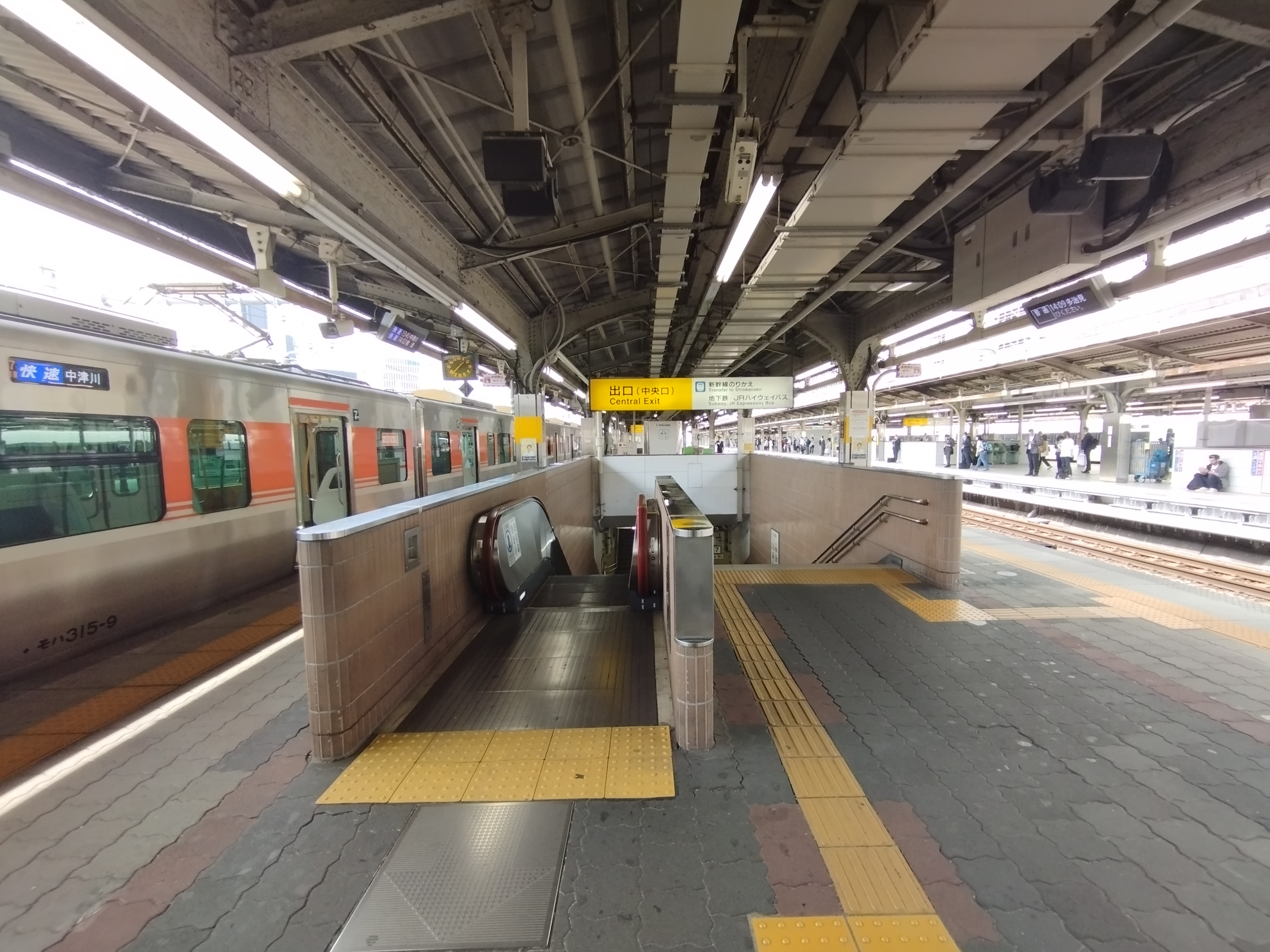
在来線7・8番線ホーム（2023年4月）
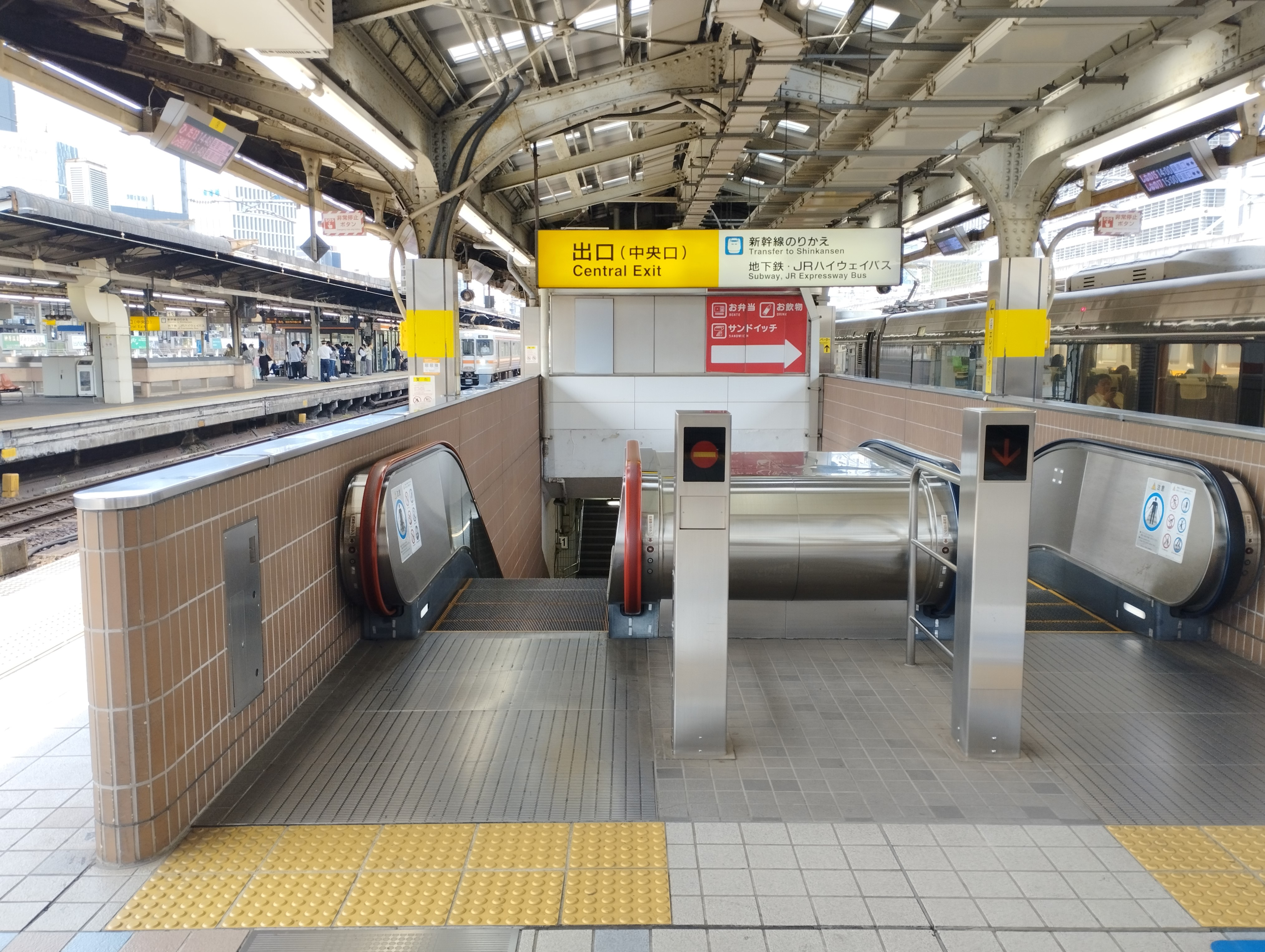
在来線10・11番線ホーム（2023年4月）
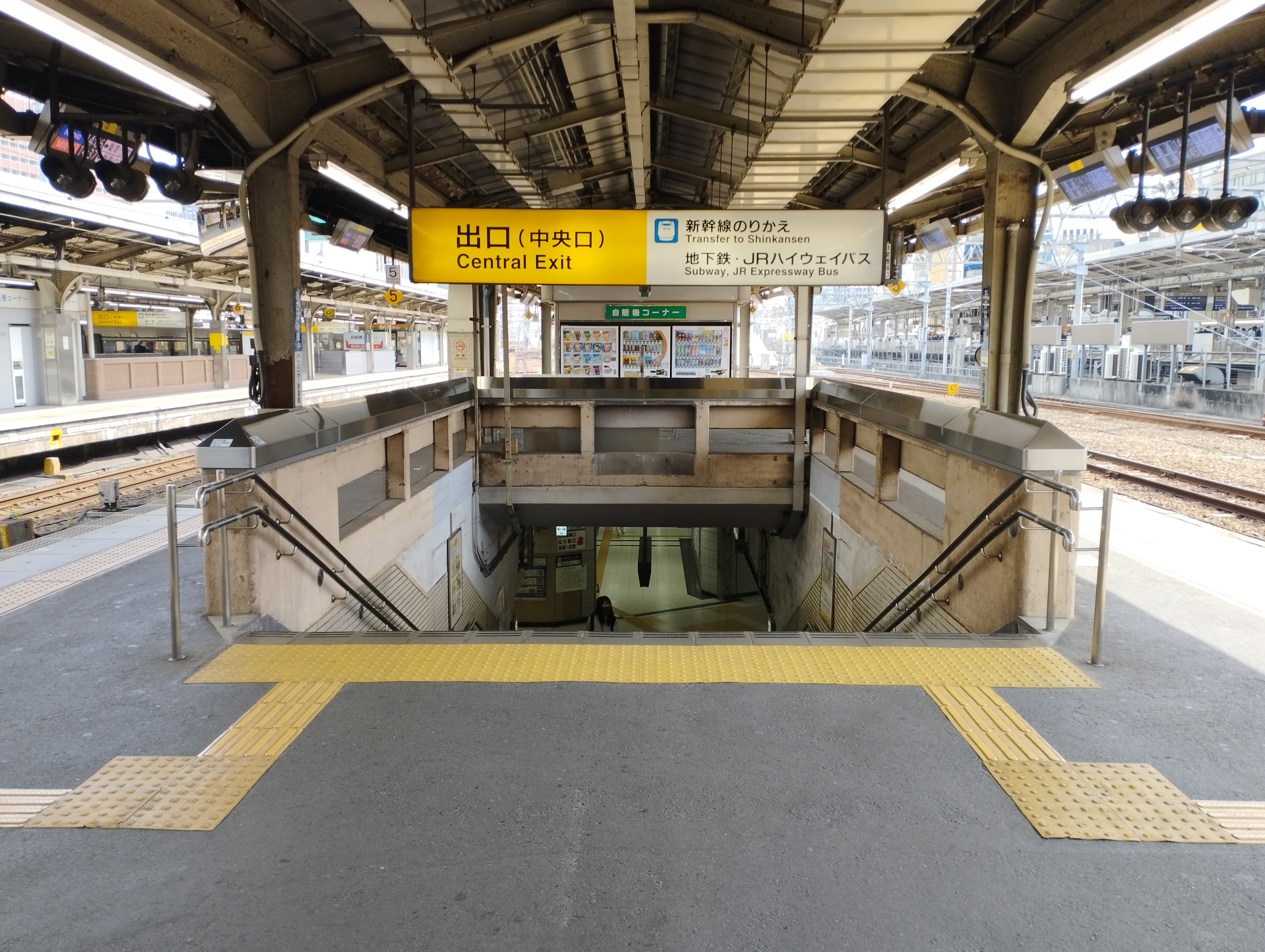
在来線12・13番線ホーム（2023年4月）
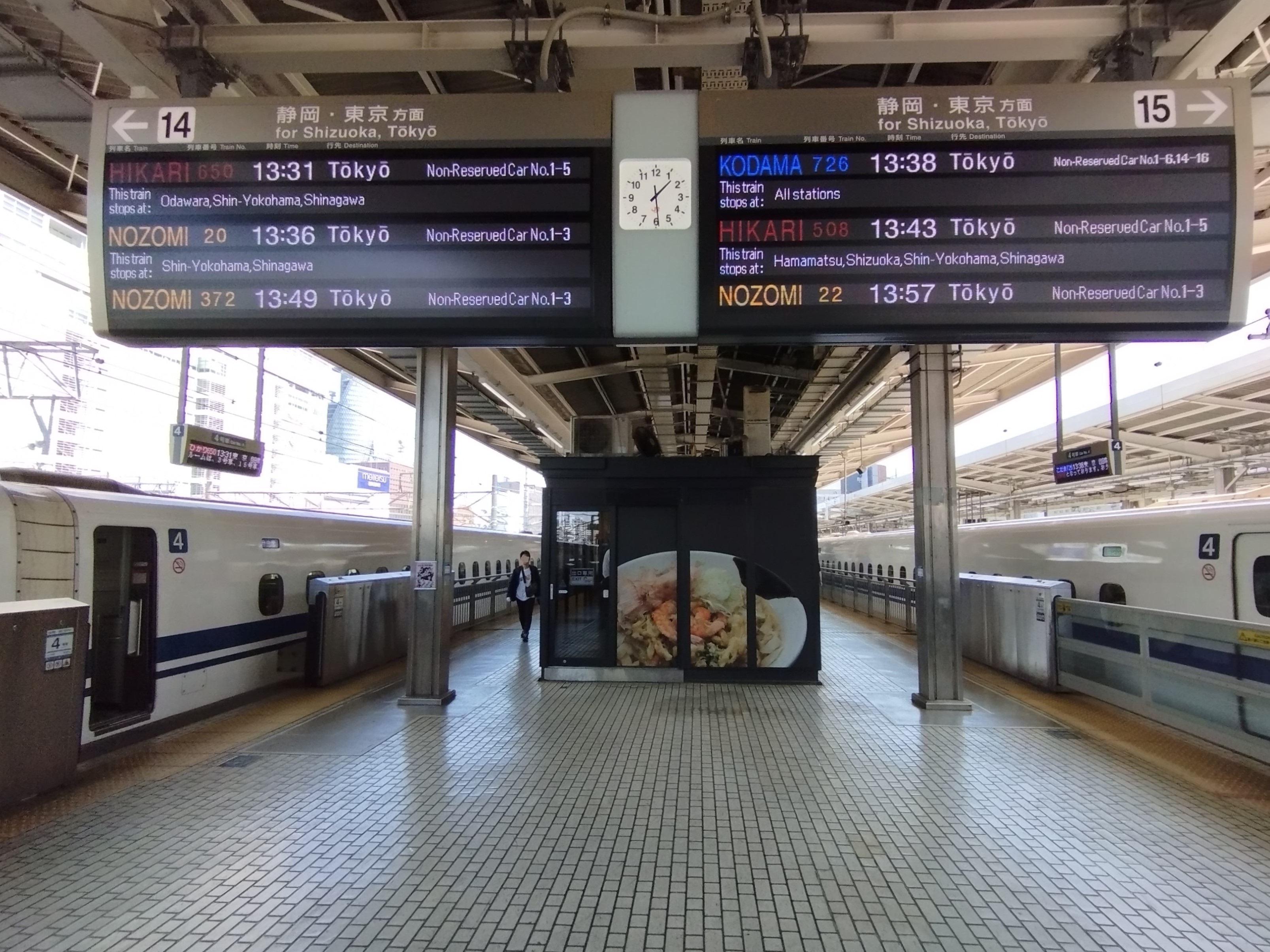
新幹線14・15番線ホーム（2023年5月）
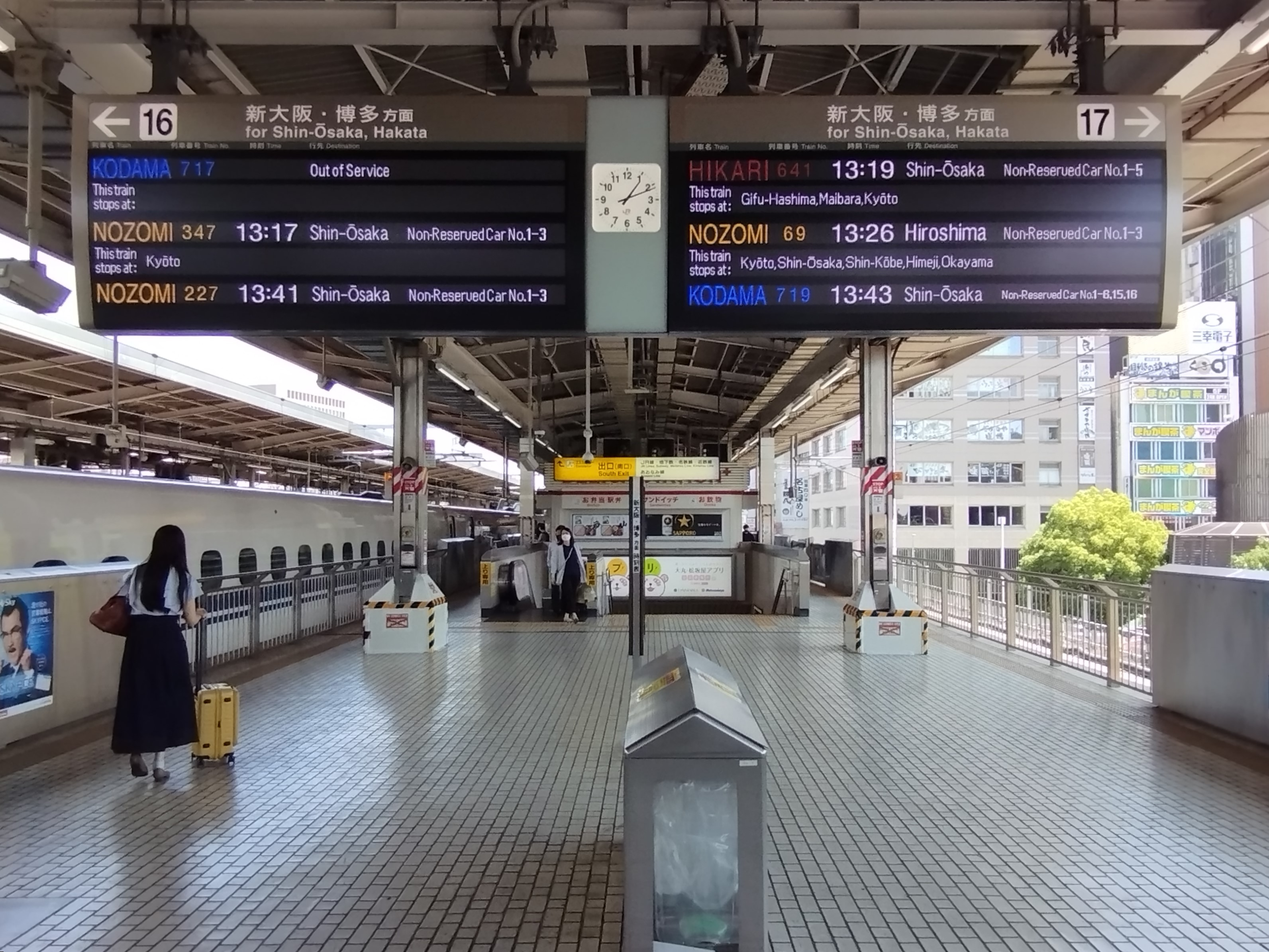
新幹線16・17番線ホーム（2023年5月）
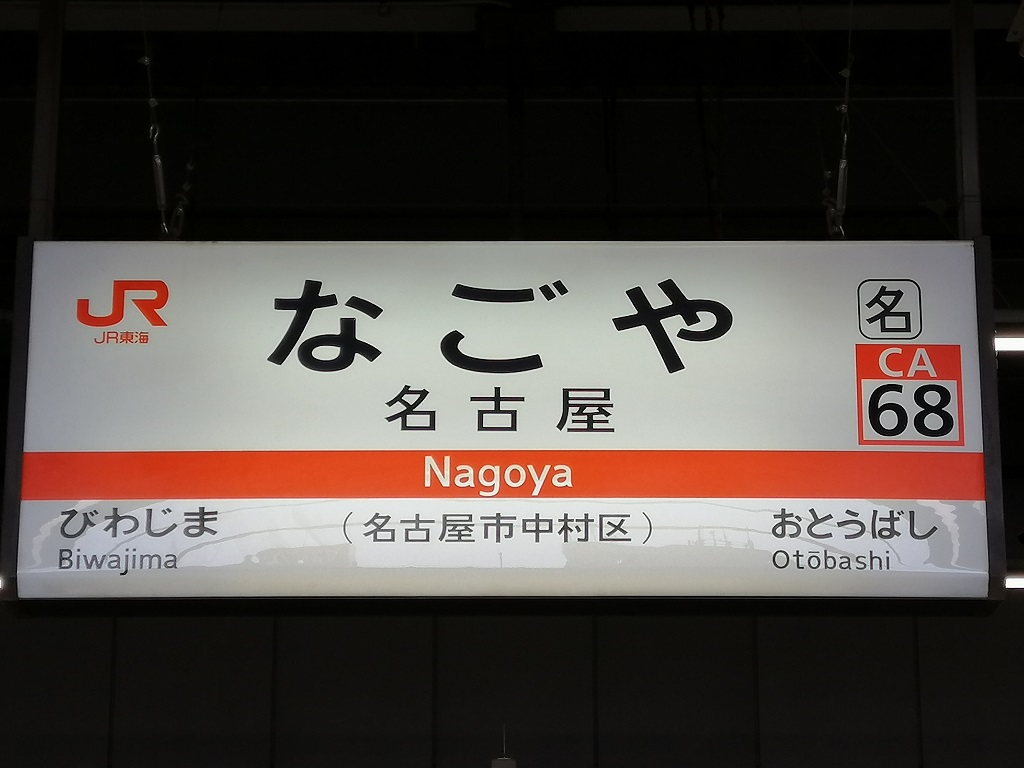
駅名標には路線記号、駅番号が入る（2020年5月）
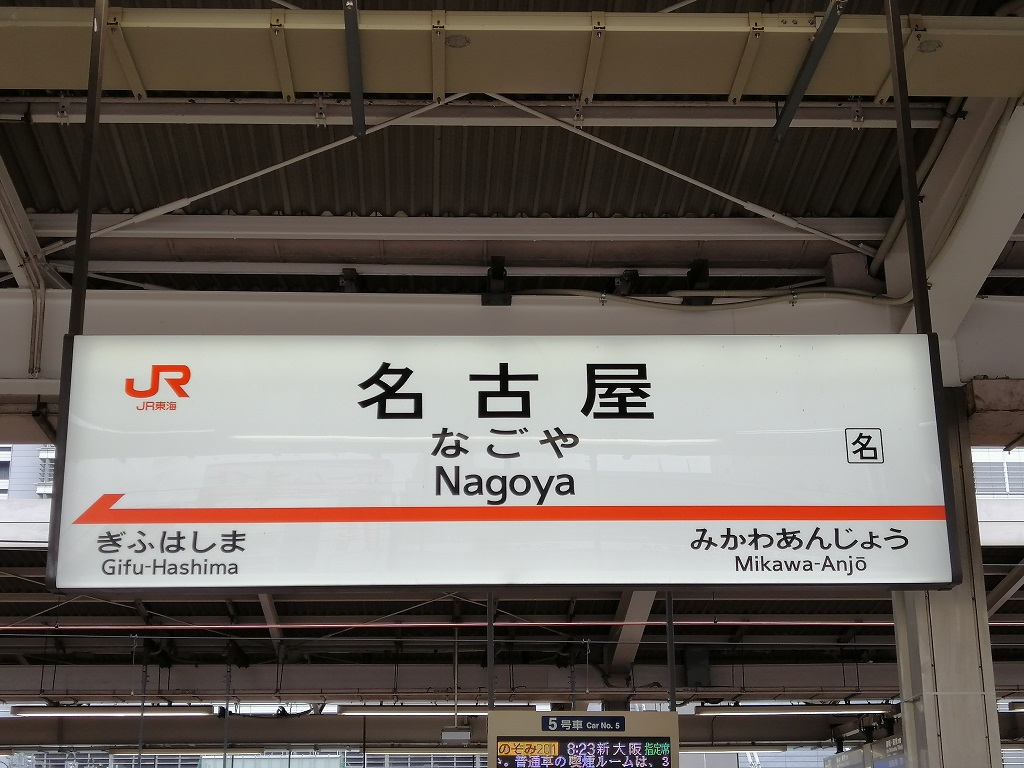
新幹線駅の駅名標（2020年7月）

#### 新幹線配線図
| ← 新横浜・東京 方面 | 名古屋駅付近の東海道新幹線 配線略図 | → 京都・新大阪方面 |
| 凡例 出典:以下を参考に作成 *「特集 ： 東海道新幹線各駅停車」、『鉄道ファン』 第43巻 第6号（通巻第506号）2003年6月号、交友社、2003年、33頁。 ※細線は保線用側線、画像右上は名古屋車両所と名古屋保線所基地 |                                     |                    |

#### 改札口・出入口
北通路に西から新幹線北口と同連絡改札・中央北口・桜通口があり、中央通路には西から新幹線南口と同連絡改札・南通路との連絡路や中央改札がある。
南通路には西から太閤通南口・あおなみ線連絡改札・中央通路との連絡路・近鉄連絡改札に至る階段・広小路口のそれぞれ在来線改札が並ぶ。
太閤北口はリニア中央新幹線の建設工事に伴い閉鎖され、その代わりに設置されたのが中央北口である。

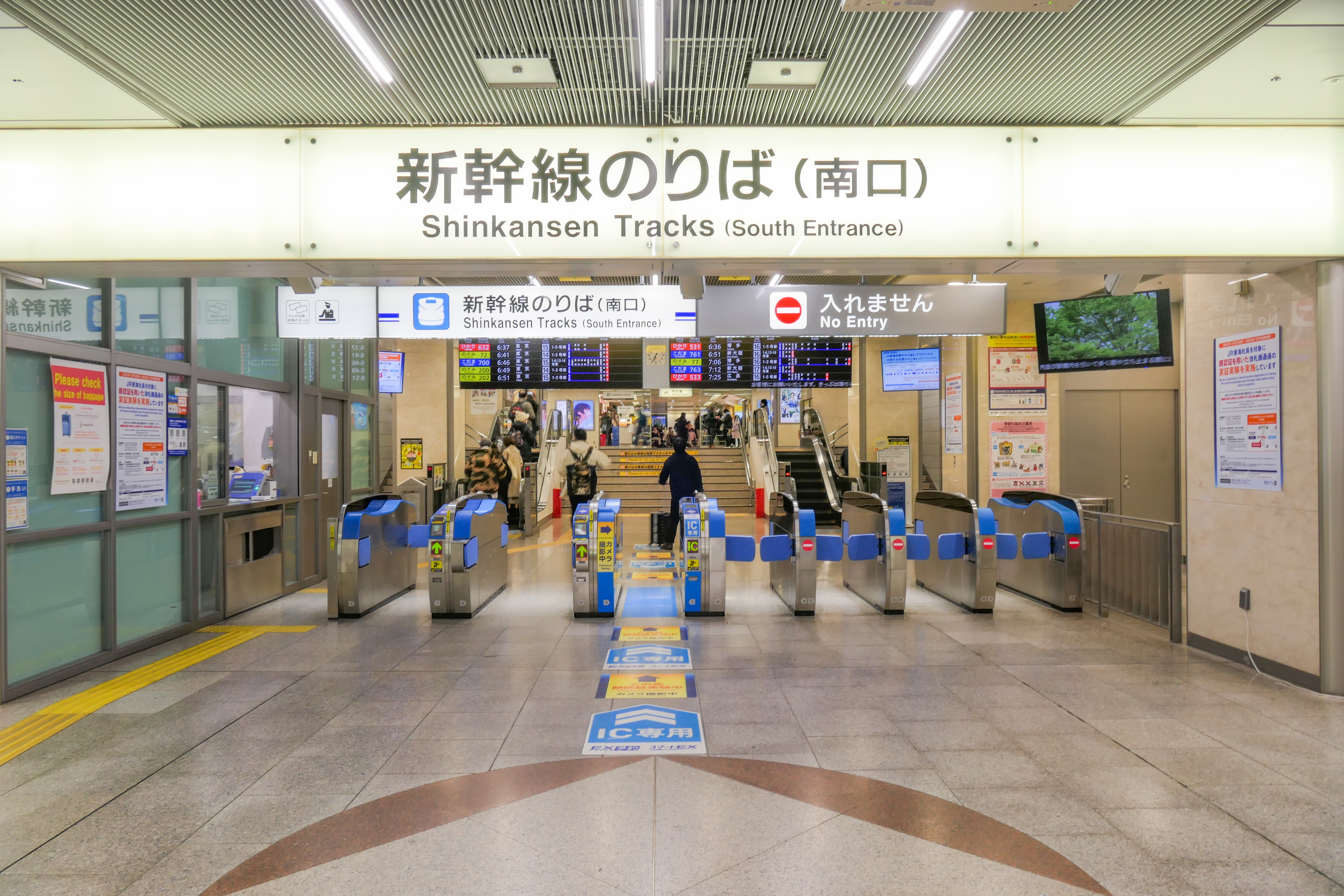
新幹線南口改札（2022年1月）
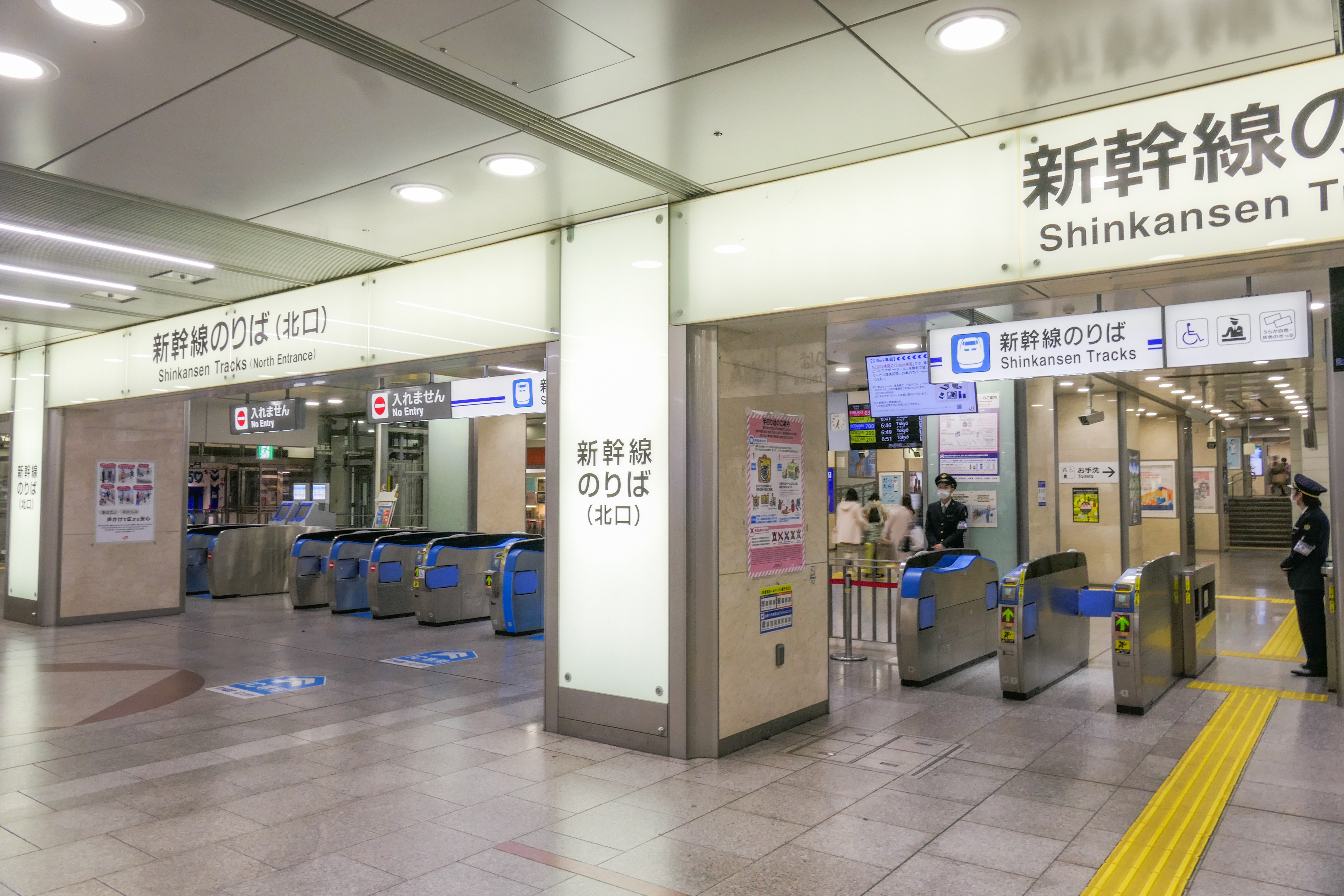
新幹線北口改札（2022年1月）
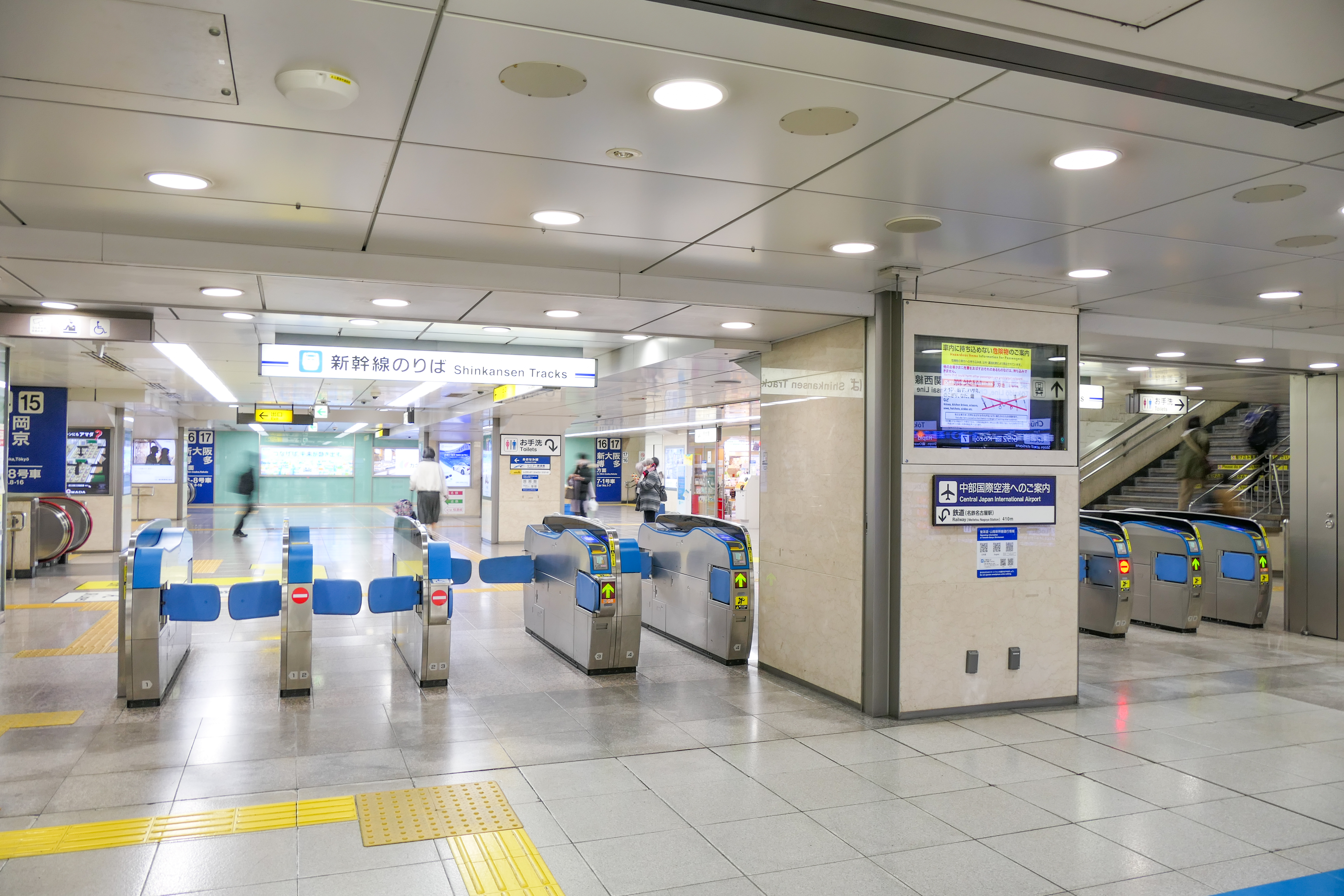
在来線・新幹線南乗換口（2022年1月）
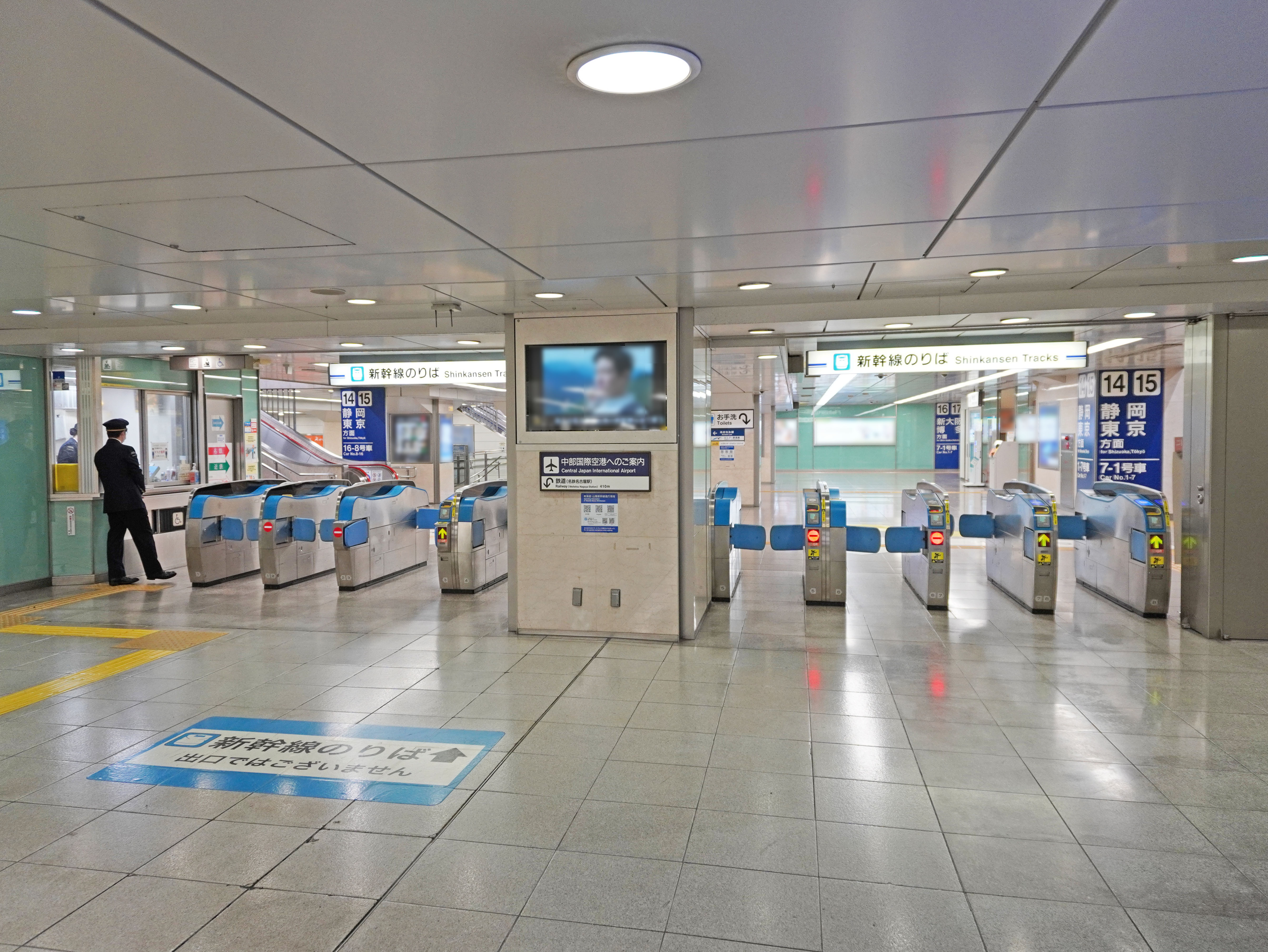
在来線・新幹線北乗換口（2022年11月）
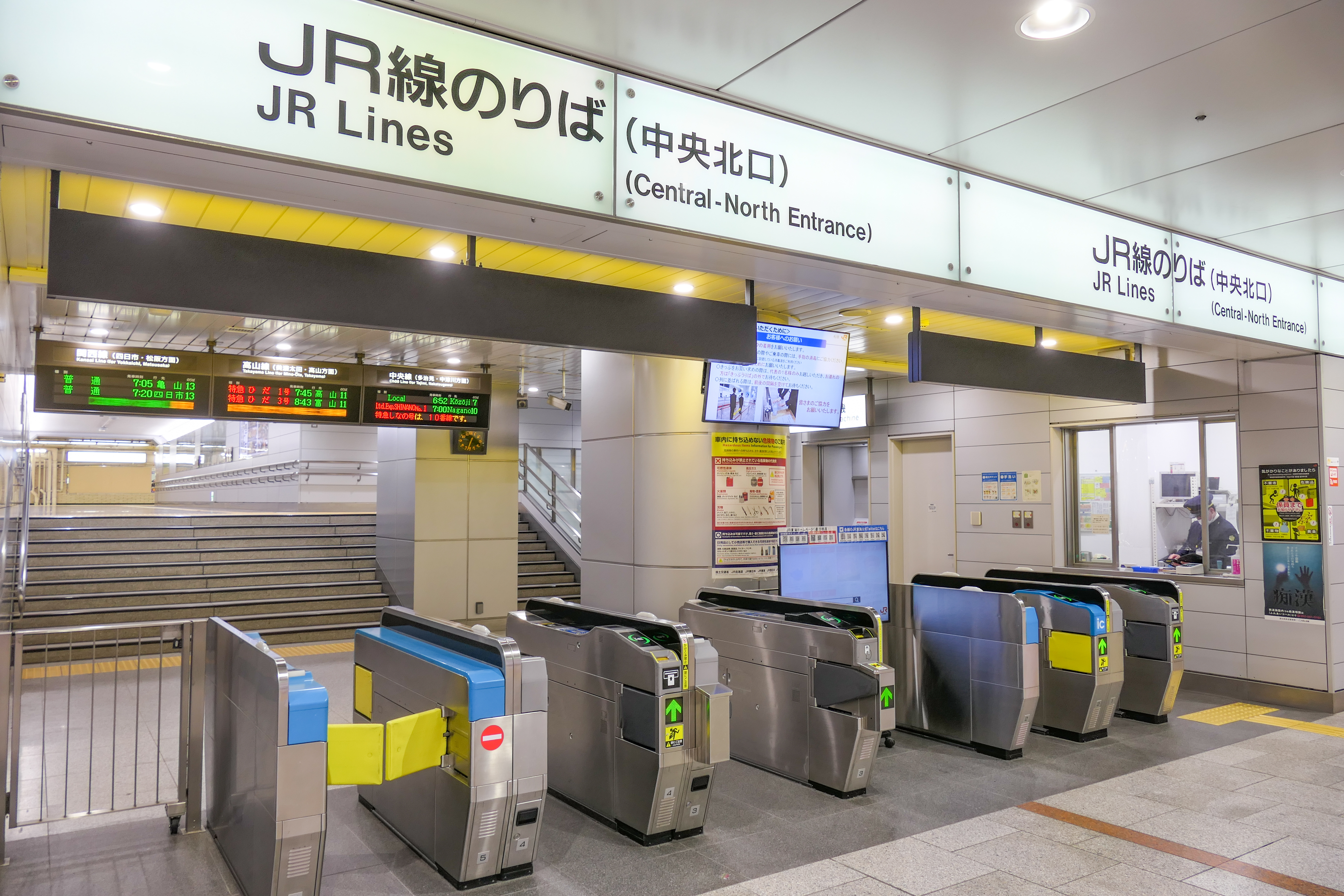
中央北口改札（2022年1月）
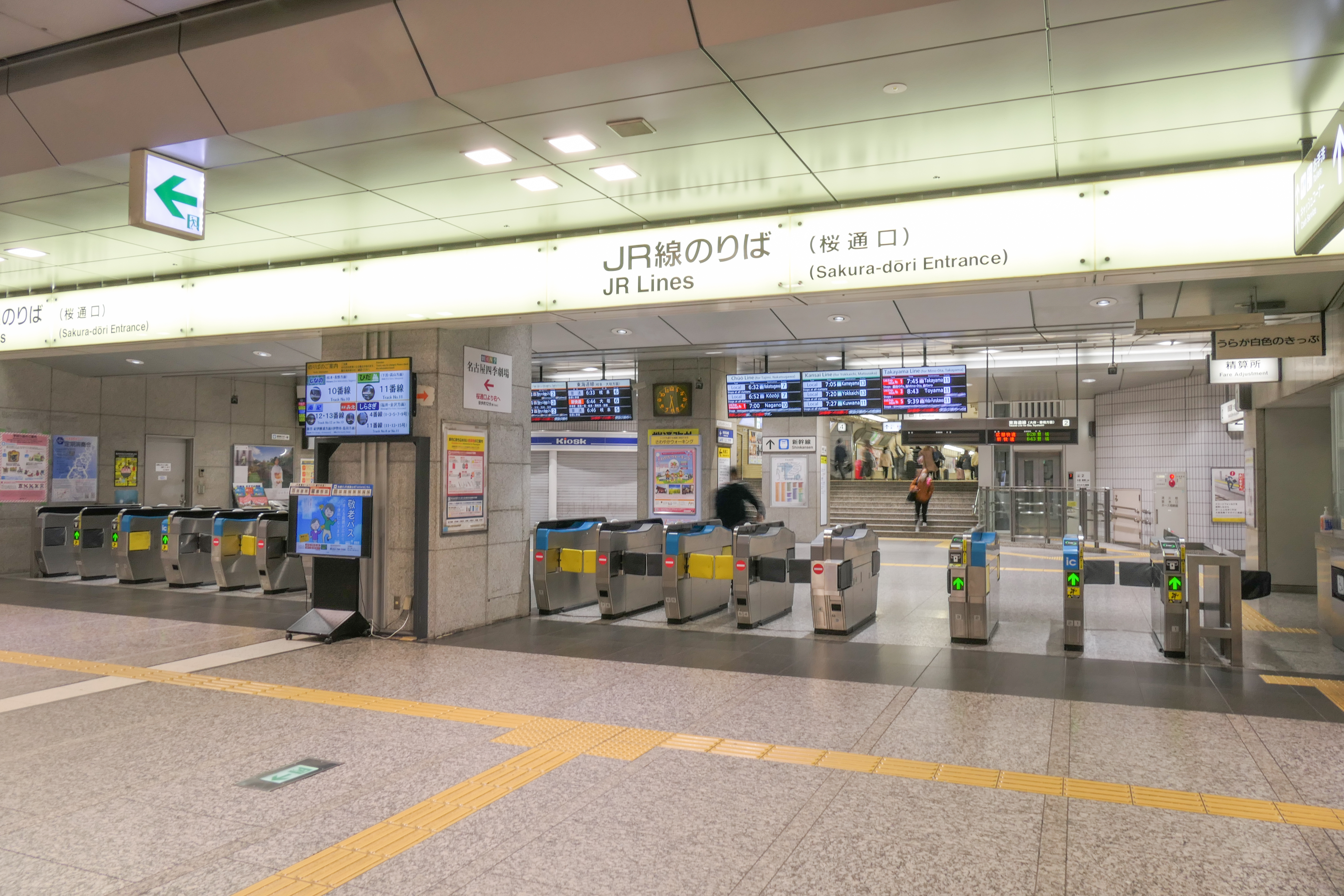
桜通口改札（2022年1月）
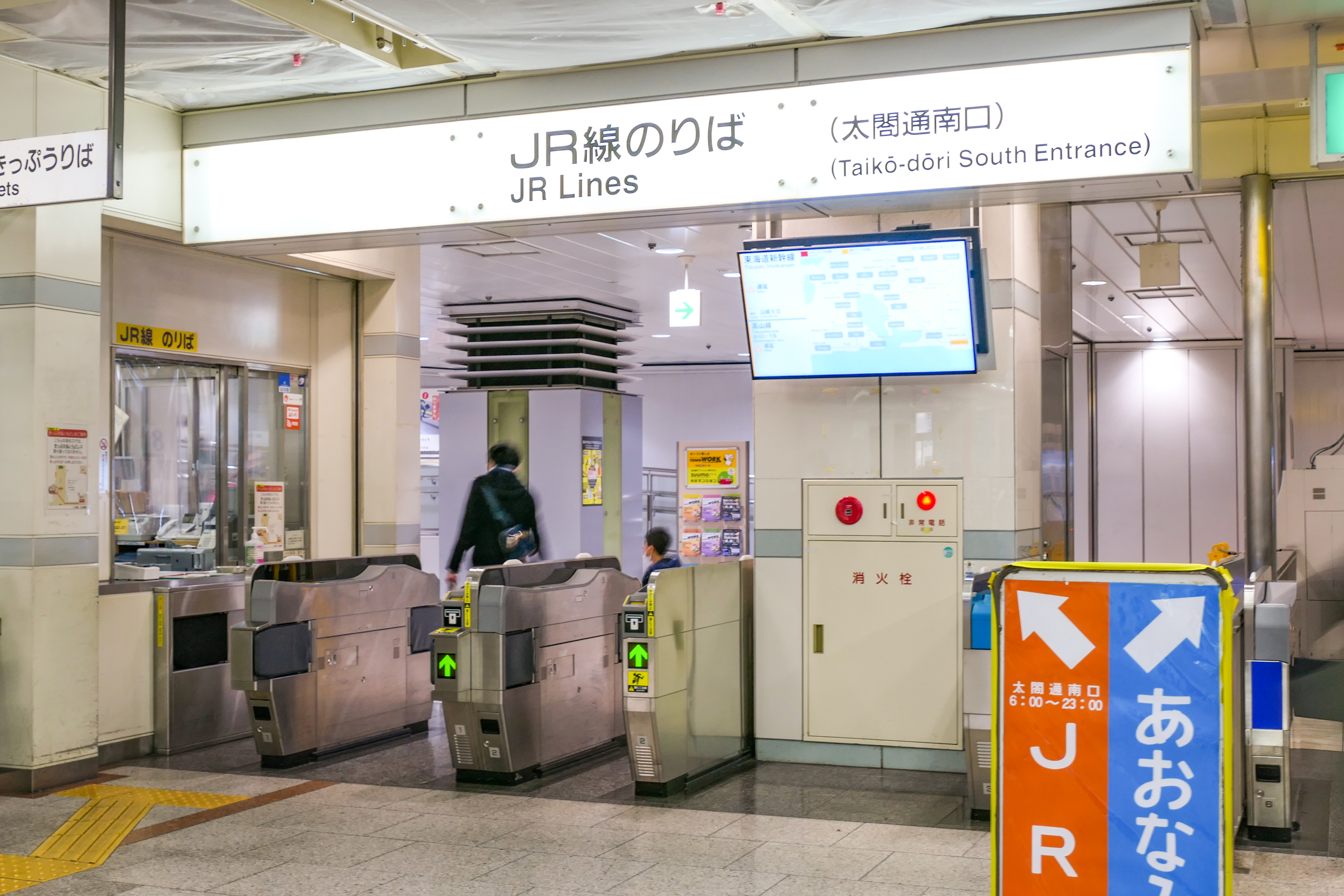
太閤通南口改札（2022年1月）
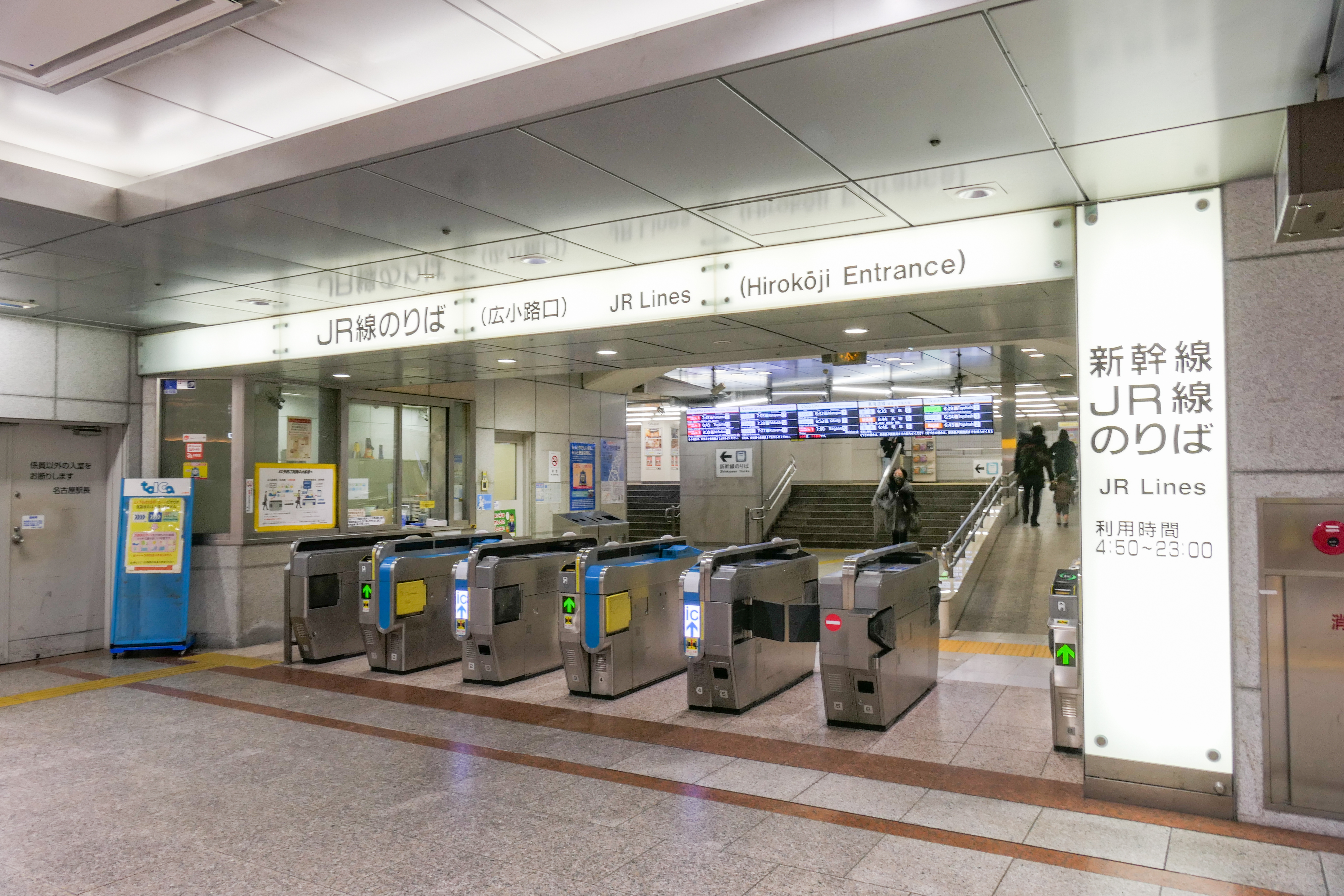
広小路口改札（2022年1月）
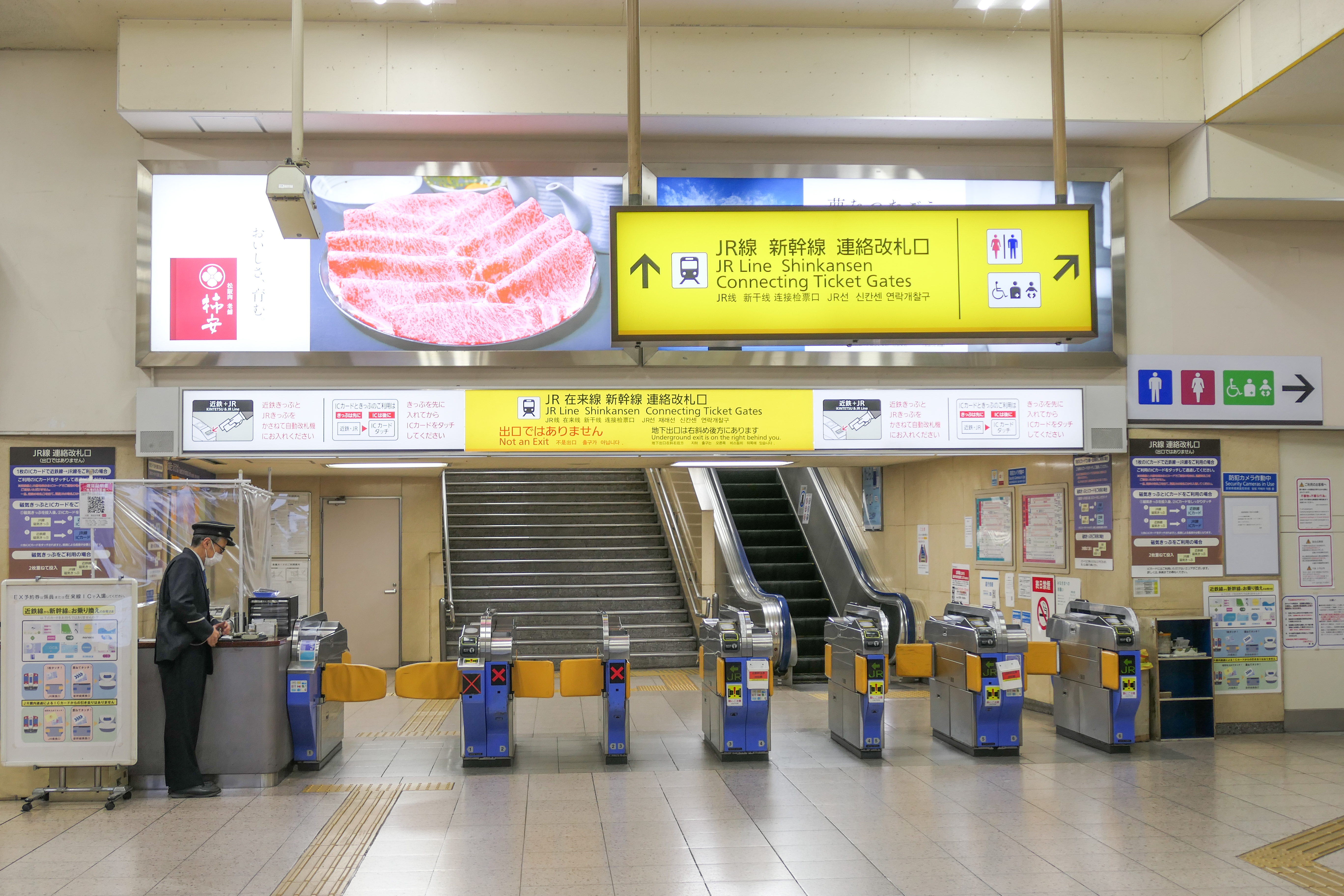
JR線・新幹線連絡改札口（近鉄側）（2022年1月）

#### 特記事項
2006年3月末、自動体外式除細動器 (AED) が在来線ホーム・新幹線ホームに各1箇所、中央口・新幹線口・北口（新幹線側）に各1箇所設置された。
近鉄連絡改札口（近鉄名古屋駅の改札内）での係員による出札窓口は2017年10月31日で終了し、翌11月1日から「サポートつき指定席券売機」が設置されている。
7番・8番線には2025年にホームドアの設置が決定している。開閉方式は金山駅で採用された京浜急行電鉄等と同様のQRコード読み取り式を採用する。
在来線・新幹線ホーム共に名古屋名物のきしめんを販売する飲食店がある。
かつて新幹線南口の精算所の横にはJR6社で唯一、入場券専用の自動券売機が1台設置されていた。ホームの飲食店できしめんなどを食べる客の需要が多いためであり、2014年時点で撤去の見込みは無いとしていた が、新幹線南口の自動改札機の増設工事により、2015年9月27日に営業を終了した。

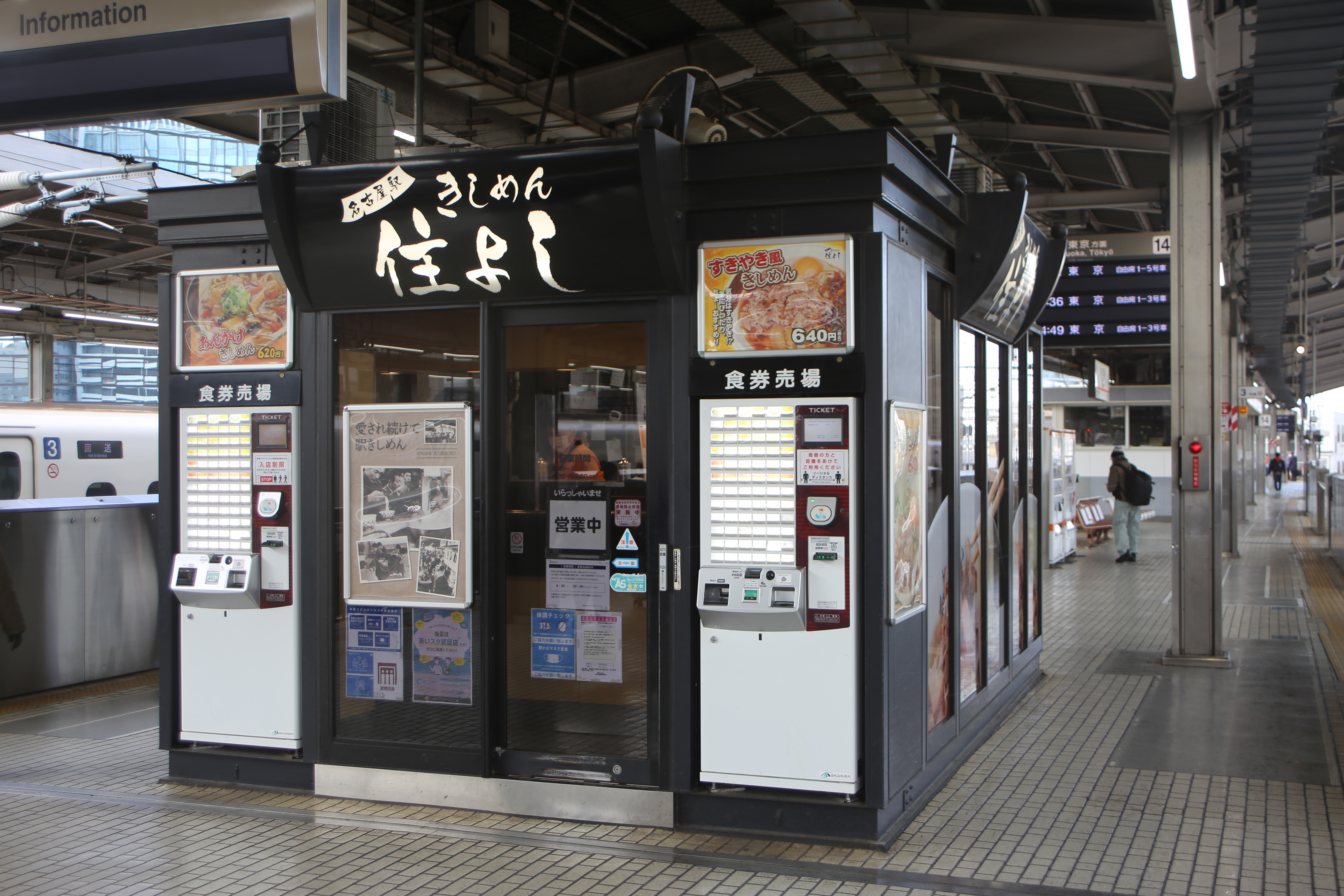
きしめんを販売するホーム上の店舗（2022年2月）

### 名古屋臨海高速鉄道（あおなみ線）
あおなみ線のプラットホームはJR在来線の西側に位置する稲沢線と西名古屋港線にまたがる形で本線上に置かれている。島式ホーム1面2線を有し、可動式ホーム柵が設置されている。なお、プラットホーム自体はかなり長くなっているが、列車が停車しない南側の部分は柵で覆われ、立ち入り禁止となっている。引き上げ線はなく、終端側はそのまま稲沢線の本線となるため構内に車止めも存在しない。
出札及び改札口はJR太閤通南口に隣接して設置されている。あおなみ線の改札口はこの1ヶ所のみで、プラットホームの北端に当たる。JRとの連絡改札口（無人改札、双方とも改札内に相手方の自動券売機を2台設置）も設けられているが、名鉄や近鉄、地下鉄東山線への乗り換えや駅東側へ至るにはJR名古屋駅の中央コンコース又は駅南側で交差する公道まで大きく迂回するか、JRの入場券を用意した上でJRの改札内を通り抜ける必要がある。
終日駅員が配置され、隣のささしまライブ駅を巡回駅として管理している。

#### のりば（あおなみ線）
| 番線 | 路線        | 行先         |
| ---- | ----------- | ------------ |
| 1・2 | ■あおなみ線 | 金城ふ頭方面 |

（出典：あおなみ線:駅構内図）

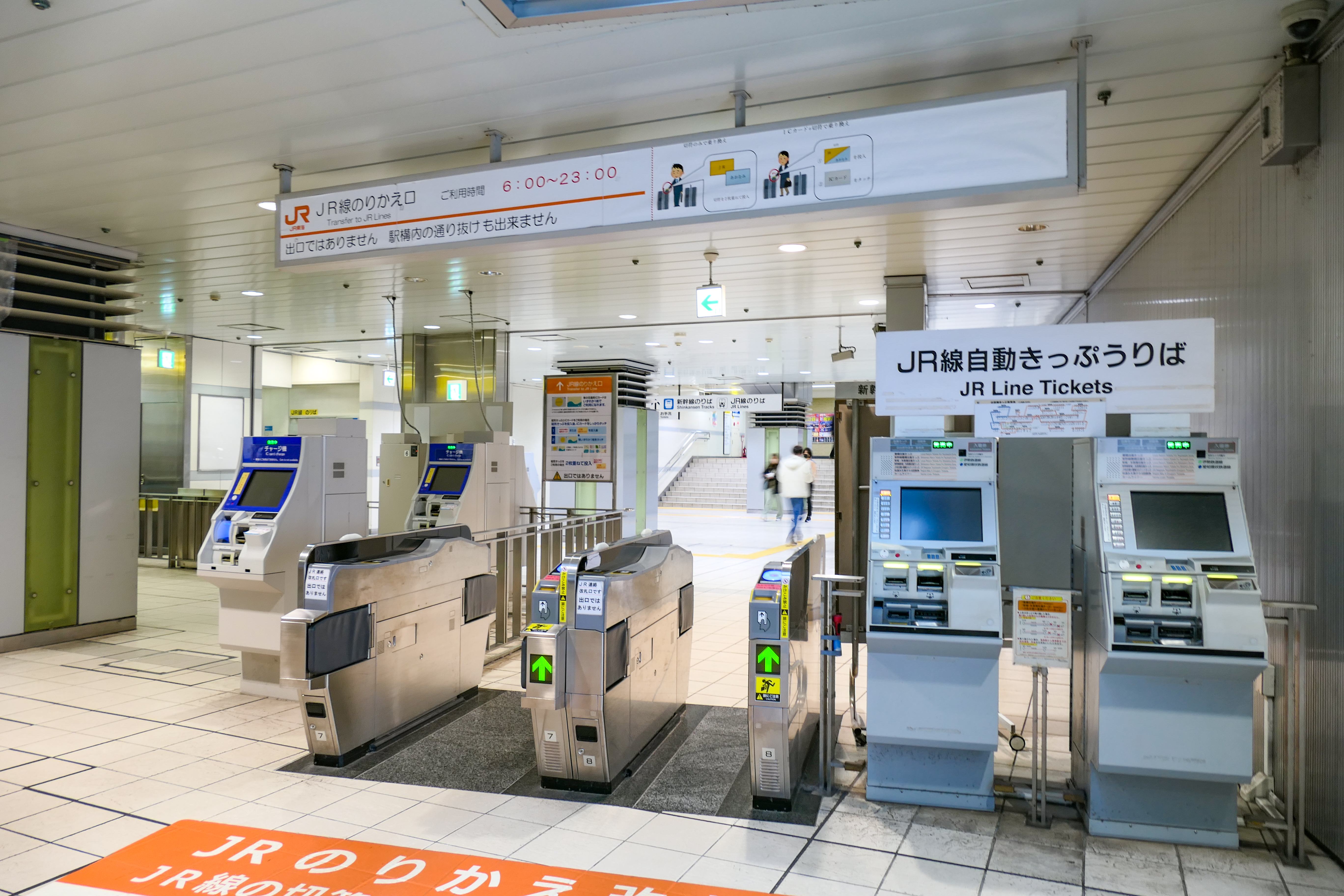
JR線のりかえ口（2022年1月）
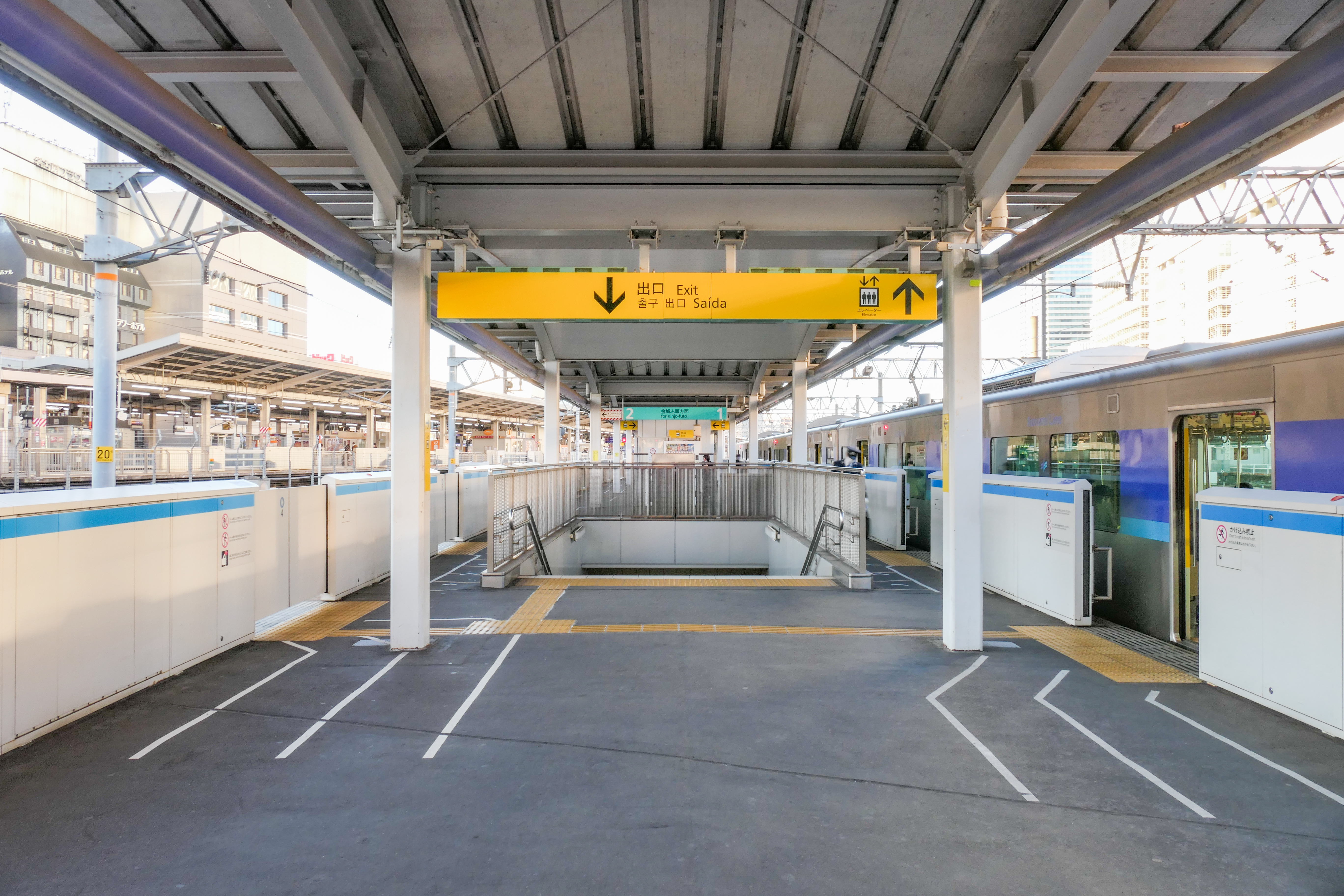
あおなみ線ホーム（2022年1月）
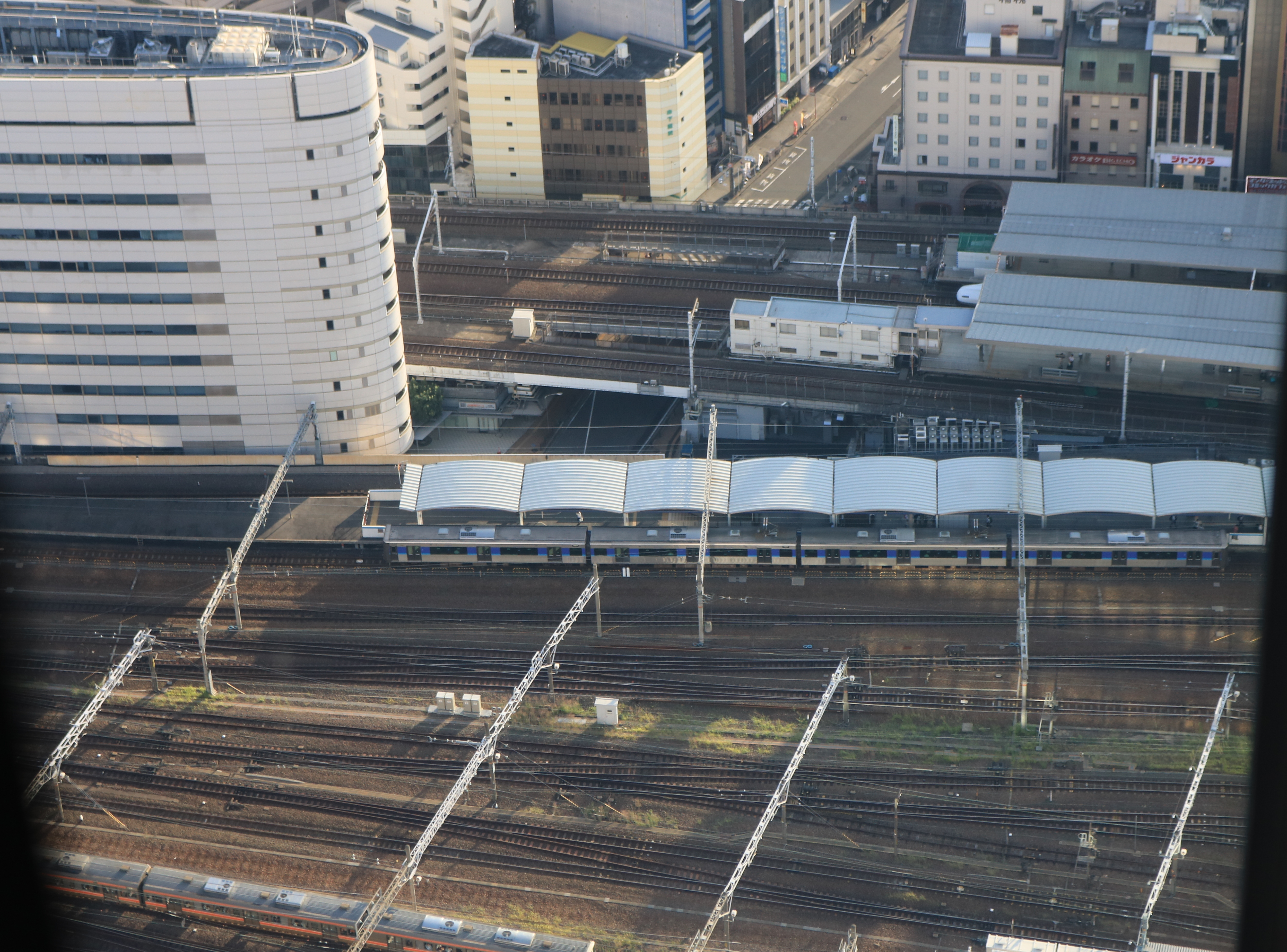
金山方に突出して島式ホームがある（2017年9月）

### 名古屋市営地下鉄
改札口は桜通線側と東山線側に3ヶ所ずつある。地下鉄の駅名サインがある出入口は桜通線側に3ヶ所、東山線側に10ヶ所ある。桜通線への出入口はJR名古屋駅コンコースにも3か所（桜通口付近、太閤通口付近、うまいもん通り付近）ある。桜通線と東山線との乗り換えは連絡通路を経由することで可能である。連絡通路のエレベーターは2020年3月24日に供用された。
名古屋市営地下鉄では最も利用客の多い駅であり、東山線のみで乗車人員は11万人を超えている。東山線は当駅と伏見駅の間が最も混雑率が高く、桜通線が開業するまでは混雑率が250％に至ったこともあった。
名古屋市営地下鉄で唯一駅長室が2つある駅であり、東山線側と桜通線側にそれぞれ設けられている。東山線駅務区名古屋管区駅が管轄する駅であり、八田駅、中村公園駅 - 名古屋駅と、新栄町駅 - 本郷駅（今池、池下、本山、星ヶ丘を除く）の各駅を管理している。
東山線コンコースの周囲には地下街が広がっている。エレベーターは、地上と地下鉄改札周辺とを結ぶものは中改札口近くから地上に直接出られるもののほか、ミッドランドスクエア内、大名古屋ビルヂング内、JRゲートタワー内、JPタワー名古屋内、名古屋ルーセントタワー内のものがある。
桜通線コンコースは東山線や名鉄名古屋本線よりも深い位置にあるために階段などでの上下移動が必要であるが、地上へ出ることなくエスカ地下街やユニモール地下街、ジェイアール名古屋タカシマヤ地下階へ繋がっている。

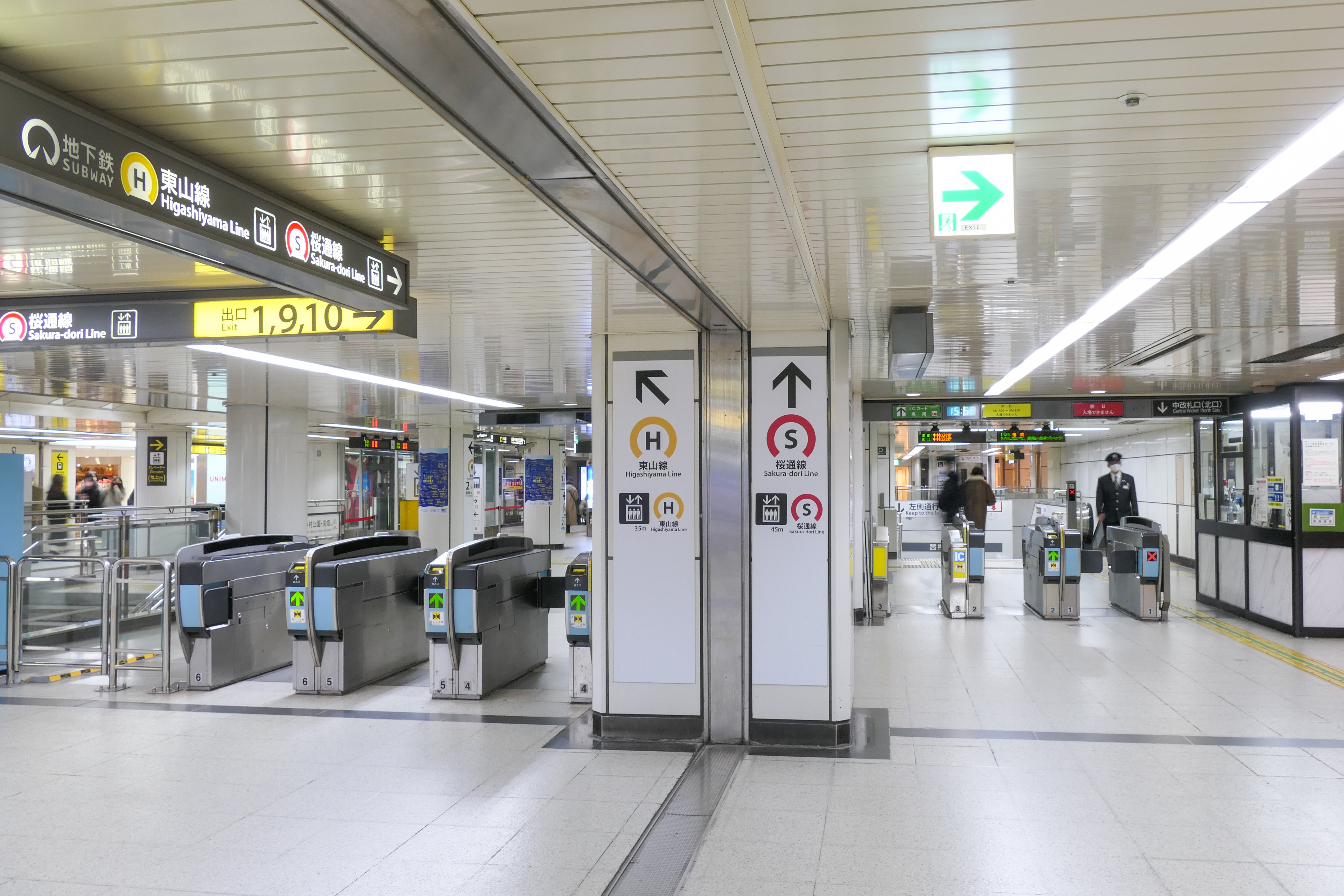
中改札口（2022年1月）
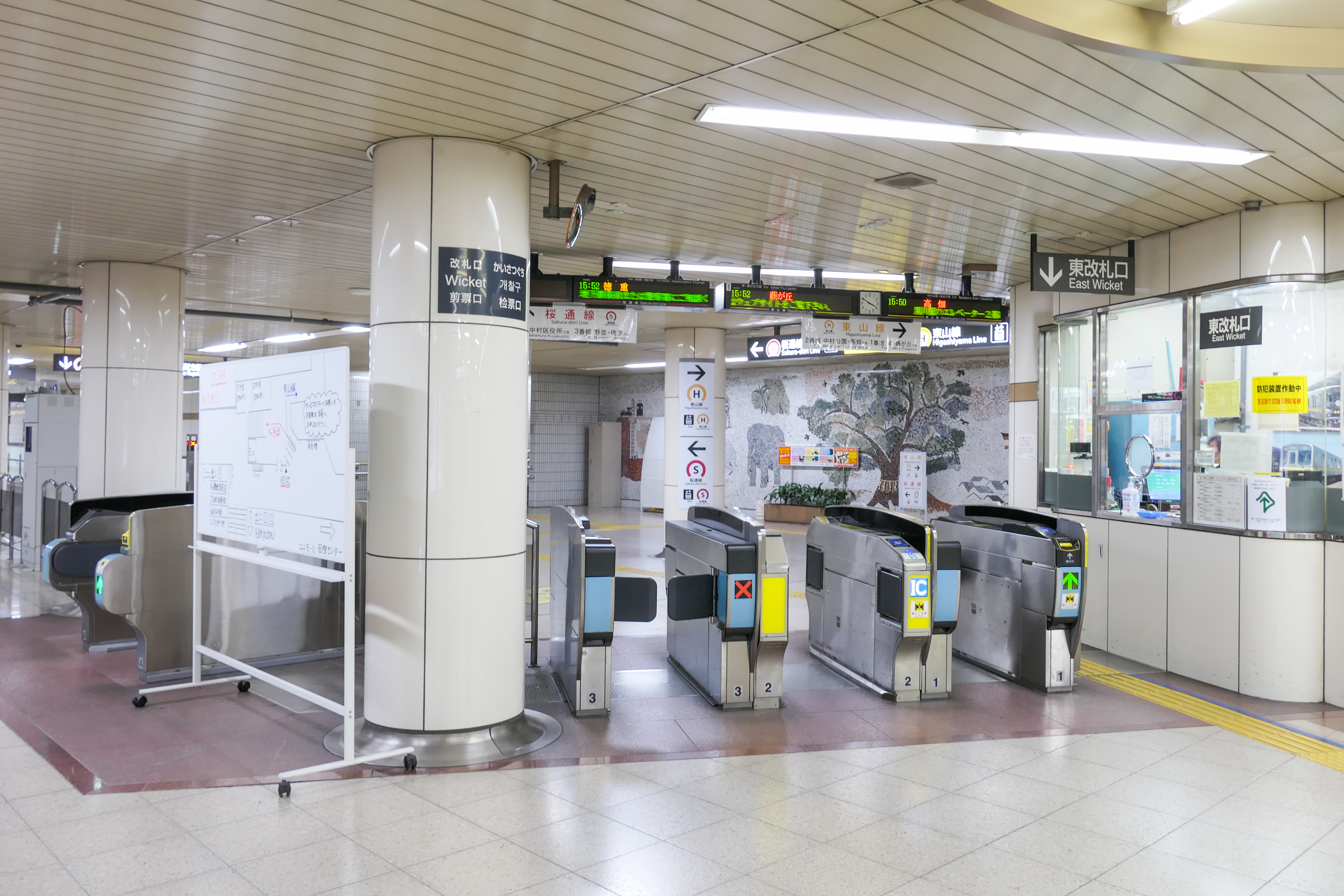
東改札口（2022年1月）
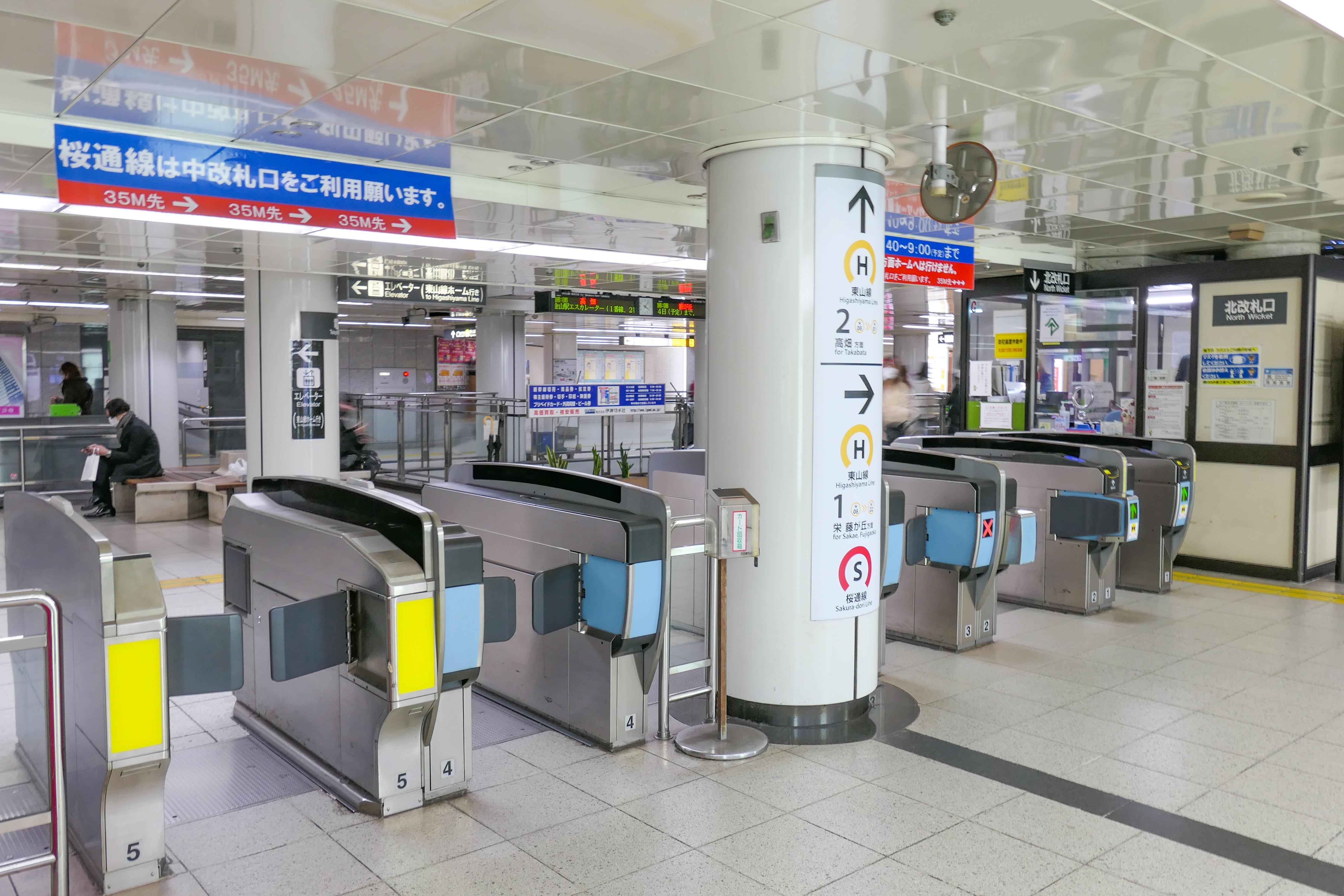
北改札口（2022年1月）
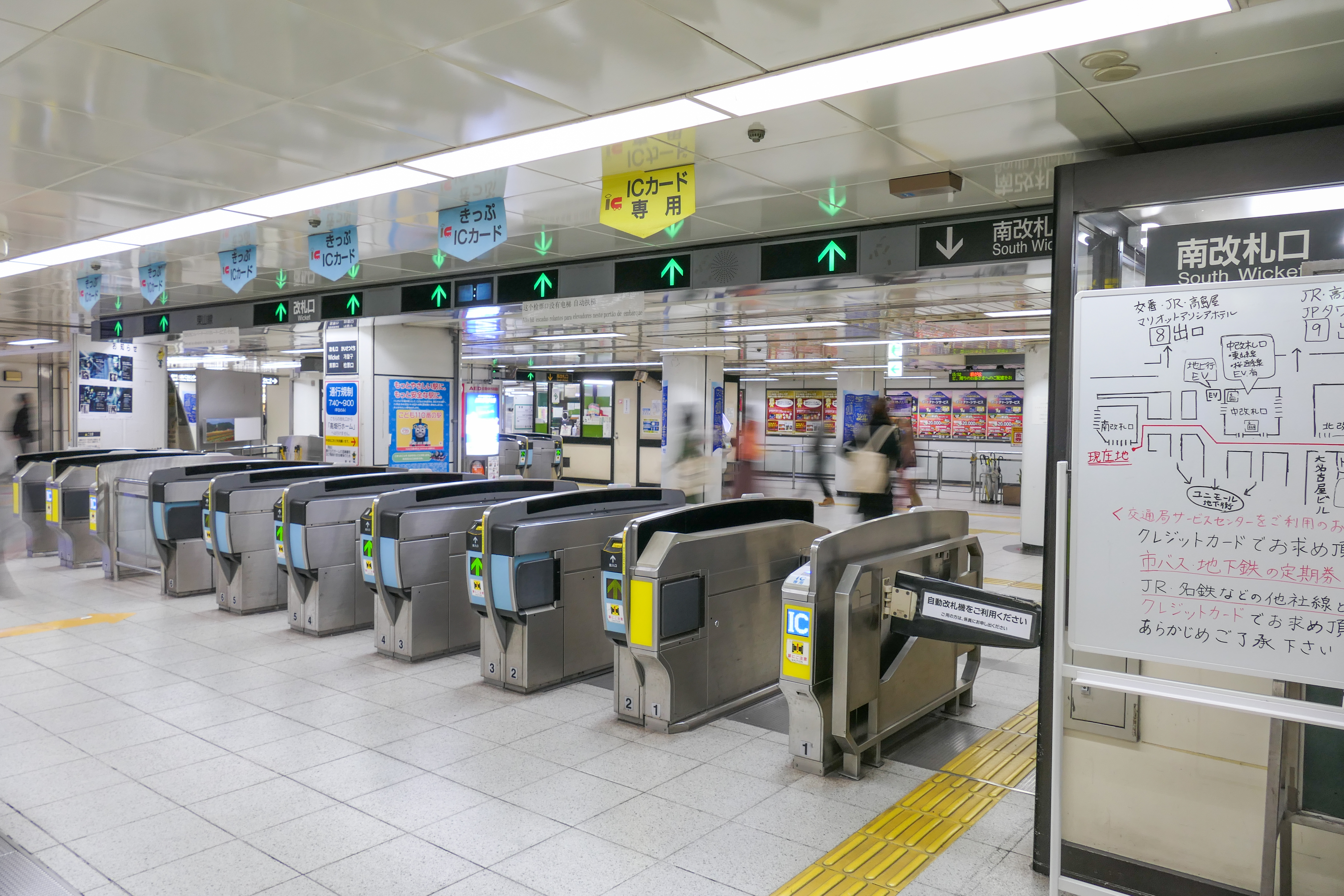
南改札口（2022年1月）

#### のりば（地下鉄）
| ホーム | 路線   | 行先       |
| ------ | ------ | ---------- |
| 1      | 東山線 | 藤が丘方面 |
| 2      | 東山線 | 高畑方面   |
| 3      | 桜通線 | 徳重方面   |
| 4      | 桜通線 | 太閤通方面 |

（出典：名古屋市営地下鉄:駅構内図）

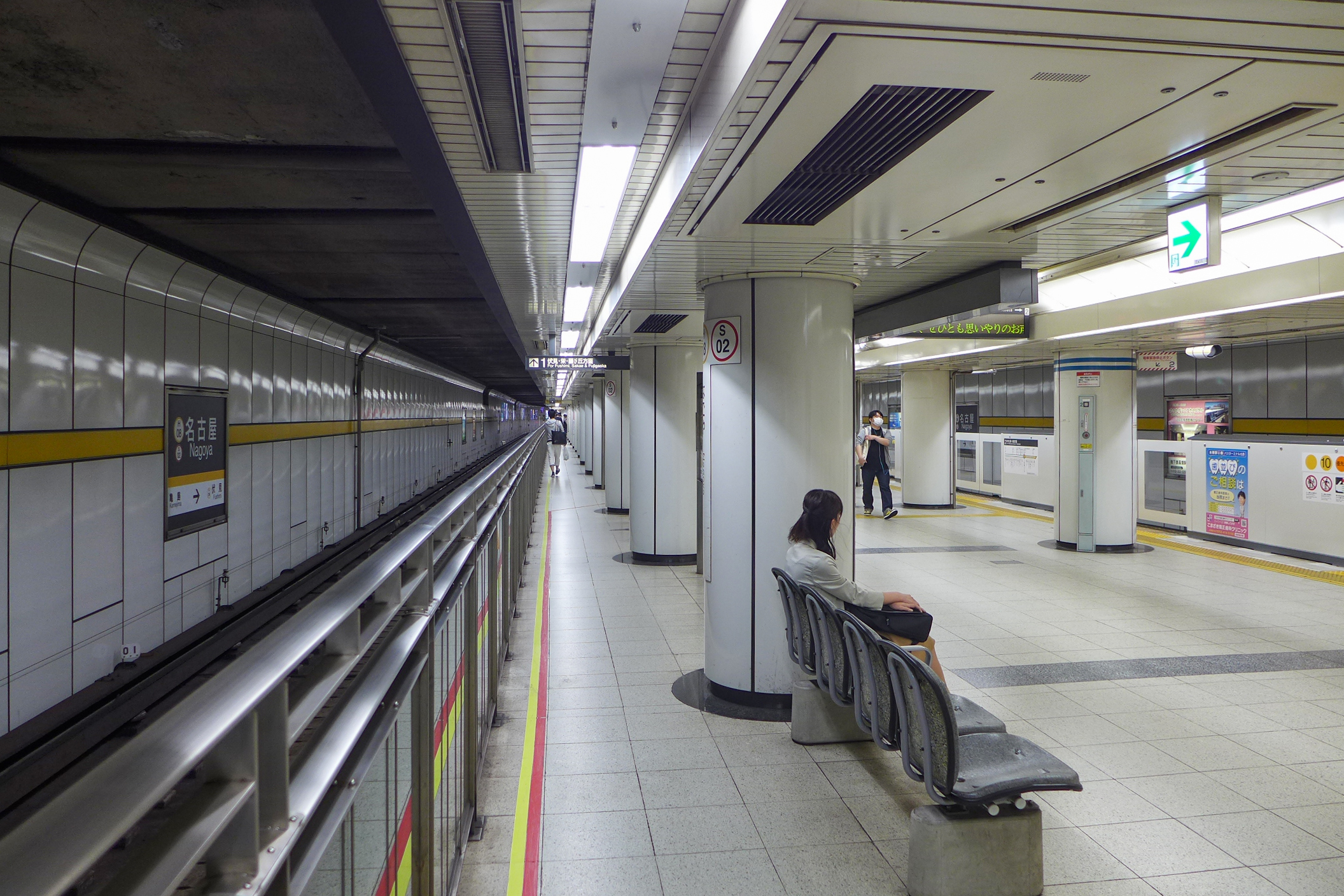
東山線ホーム（2017年6月）
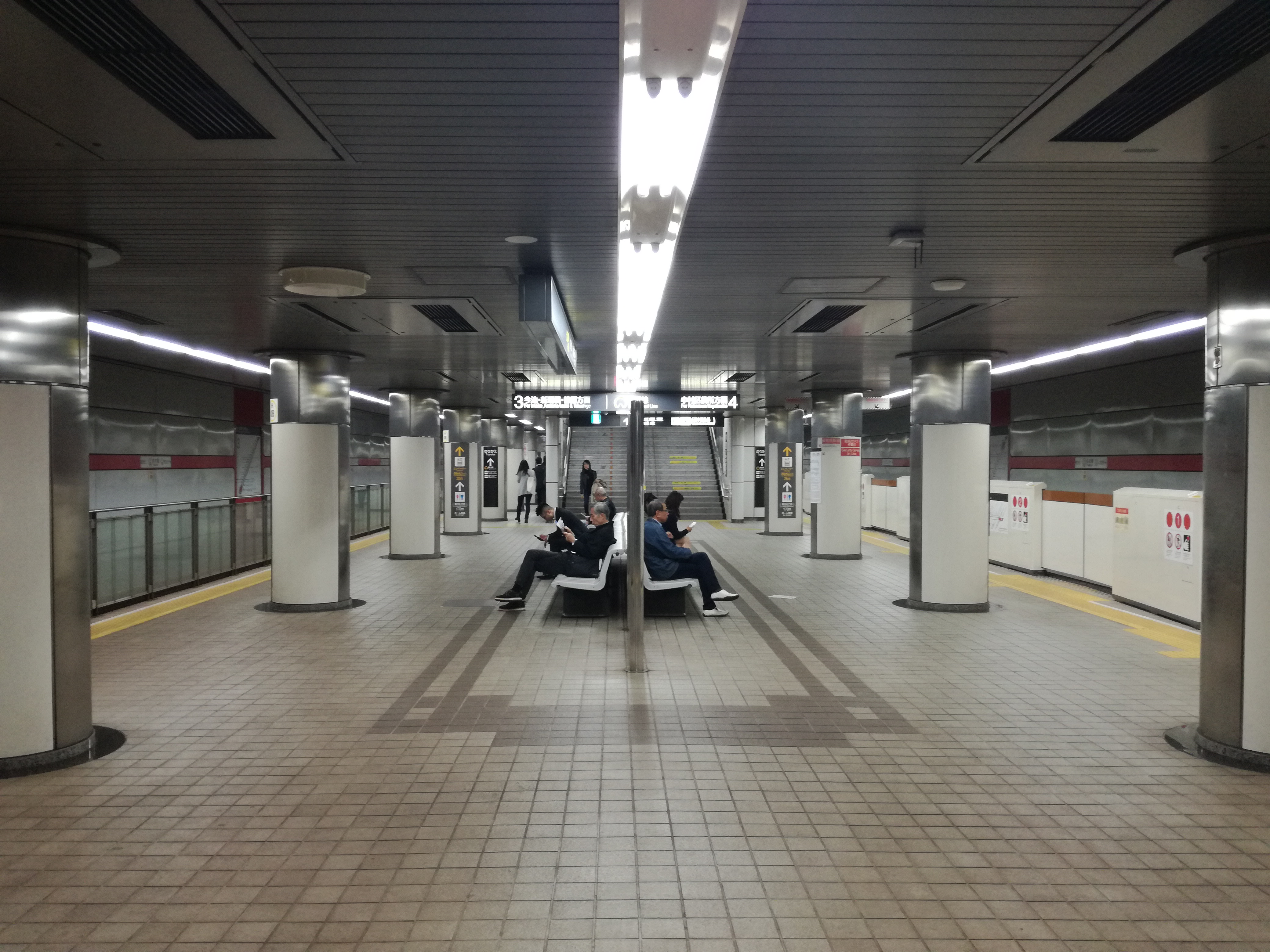
桜通線ホーム（2017年11月）

#### 桜通線ホーム
JR名古屋駅中央コンコースの真下地下4階に位置し東西に延びている。島式ホーム1面2線で可動式ホーム柵が設置されている。ホームの有効長は8両分あるが、列車は全て5両編成(乗車位置番号は、双方とも前から①・②の順で、最後尾5両目の4つ目のドアが⑳)であるため、列車が停車しない部分は柵で遮断されている。桜通線の各駅は、2011年（平成23年）度のホームドア設置以降順次「駅アクセントカラー」が設定されており、当駅のアクセントカラーはセピア■である。地下3階のコンコースとホームを結ぶエレベーターは中央と東端（徳重寄り）の2ヶ所設置されている。エレベーターのみを使用して東山線へ乗り換える場合、東端のエレベーターを使う必要がある。
なお、当駅の建設にあたって平成元年度の土木学会技術賞を受賞している。

#### 東山線ホーム
駅東側の名駅地下街（メイチカ）の真下地下2階に位置し、近鉄名古屋駅や名鉄名古屋駅と平行している。島式ホーム1面2線で12両分の有効長を持ち、南側半分（1957年の開業時より設置）を藤が丘方面行きホーム（6両分）、北側半分（1969年の中村公園延伸時に延長）を高畑方面行きホーム（6両分）が使用する千鳥配置になっている。列車が停車しない部分は柵等で遮断されている。2015年10月25日より可動式ホーム柵の使用を開始した。
亀島寄りに片渡り線がある。これは中村公園延伸の時に設置されたもので、それまでは伏見寄りに両渡り線が設置されていた。1976年までは名古屋駅での夜間滞泊があり、藤ヶ丘駅（現・藤が丘駅）行の初発電車と星ヶ丘駅発の最終電車が名古屋駅始発・終着であった。
当駅の開業から1969年の中村公園延伸の時まで使用された車止めは、名古屋市科学館に移設され保存車であるSL(2412号車)の車止めとして使用された。
コンコースとホームを結ぶエレベーターは従来高畑方面ホーム北端、北改札口側にのみあり藤が丘方面ホームからは距離があったが、2020年3月13日に中改札口内にも増設された。

##### 東山線配線図
| ← 高畑方面                                              | 名古屋市営地下鉄 名古屋駅（東山線） 構内配線略図 | → 栄・藤が丘方面 |
| 凡例 出典: ※ 中央付近で桜通線がアンダークロスしている。 |                                                  |                  |

## 貨物・荷物取扱

### 貨物取扱

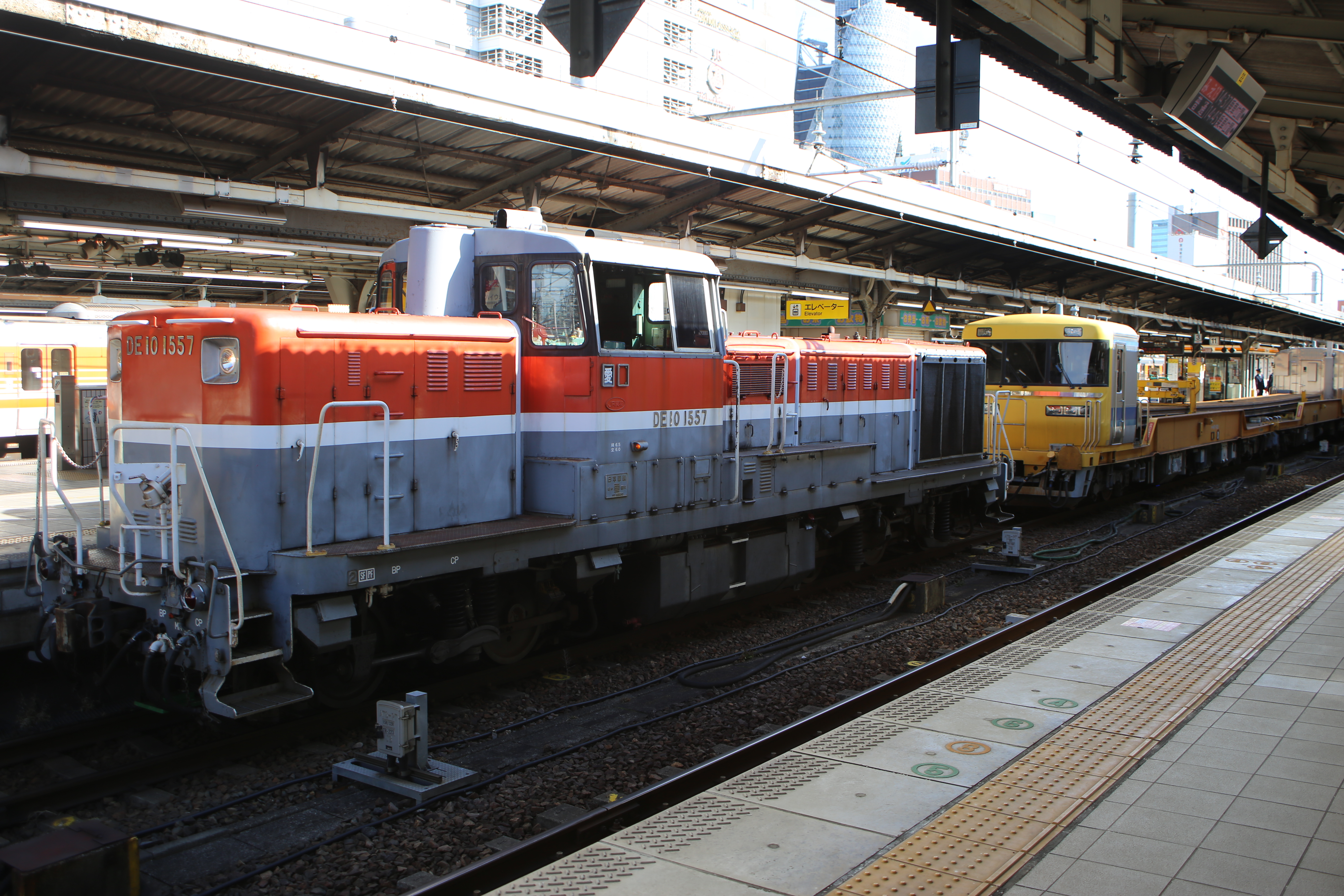
名古屋駅に到着した定尺レール輸送列車（2022年）

2024年現在、名古屋駅は「臨時車扱貨物取り扱い駅」となっているが、定期貨物列車の発着は無く、荷役設備や当駅に接続する専用線も存在しない。2023年度まで名古屋港駅発のレール輸送の到着駅となっており、概ね週3回機関車が牽引するキヤ97が到着して切り離し作業が行われていたが、名古屋港線の廃止に伴いこの輸送は終了した。現在は、鉄道車両メーカなどと当駅に近接する名古屋車両区との車両輸送（甲種輸送）が稀に行われるのみである。近年であると2022年に豊川駅の日本車輌から東海旅客鉄道名古屋工場にHC85系が甲種輸送された事例がある。
開業当初から名古屋駅は貨物の取り扱いがあり有蓋車などが多く発着しており、1936年時点で年間発送貨物量457.874トン、年間到着貨物量754.636トンとなっていた。貨物取扱量の増加により設備が逼迫したため、中川運河の開削に合わせて南西の笹島地区に大規模な荷役設備が整備された。この貨物流通拠点は1937年（昭和12年）に名古屋駅から独立して笹島駅となった。しかしトラック輸送への転換や名古屋貨物ターミナル駅への鉄道貨物の集約に伴い、1986年に笹島駅は廃止となった。その笹島駅が廃止された翌年の1987年（昭和62年）3月31日（JR発足前日）に、貨物の取り扱いが書類上復活した。前述の名古屋港駅発のレールや各駅に発送される新聞紙など僅かな物資の発着が細々と続く形となった。
| 品目     | 主な生産者                                               | 主な仕向地                           |
| -------- | -------------------------------------------------------- | ------------------------------------ |
| 織物類   | 豊田紡錘、東洋紡錘、愛知物産、服部商店、宮本物産など多数 | 東京・大阪など各地                   |
| メリヤス | 猪村、中京、村岡など多数                                 | 北海道など各地                       |
| 綿       | 各紡績会社                                               | 浜松、松本、長野、長岡、宇都宮、仙台 |
| 綿糸     | 東洋紡績、名古屋紡績、豊田紡織、内外紡績                 | 愛知県、静岡県、三重県               |
| 小麦粉   | 日清製粉、日東製粉                                       | 東海、中央、北陸、関西               |

### 荷物取扱
荷物営業も、小荷物や旅客手荷物を中心に取り扱っていたが、1979年（昭和54年）3月までに「ブルートレイン便」や一部の新聞紙などを除く大部分の小荷物取扱機能を熱田駅に移転した。その後熱田駅の小荷物取扱は1986年（昭和61年）11月1日に廃止されている。残った「ブルートレイン便」は2005年（平成17年）3月1日に、東海道新幹線を使用する「レールゴー・サービス」も2006年（平成18年）3月18日に廃止された。これらとは別に1990年代後半までJR東海が名古屋駅で発生したゴミを有蓋車に積載してディーゼル機関車により八田駅まで輸送していた。この輸送車は「じんあい運搬車」「ゴミワム」などの愛称で呼ばれていたが、八田駅の高架化工事に伴い終了し、1998年にJR東海所属の有蓋車も全廃となった。新聞紙輸送は近鉄・名鉄と並んで国鉄でも古くから中央線・関西線・紀勢線・高山線向けなどで行われており、現在は旅客列車を用いて新聞紙を取り扱っている。近年、JR東海は新幹線を用いた青果物などの輸送の実証実験をしており、2024年に法人向けの即日荷物輸送サービス「東海道マッハ便」が名古屋駅-東京駅・名古屋駅-大阪駅間が開始された。

## 駅弁
当駅は、複数の業者が激しい競争を繰り広げている駅弁激戦区である。また、リニューアルも激しく、新製品が登場から半年で消滅する例も珍しくない。かつては幕の内や寿司弁当が人気であったが、近年は「みそかつ」「名古屋コーチン」「ひつまぶし」など名古屋独自の食文化をストレートに弁当化したものが人気である。駅弁業者は松浦商店・名古屋だるま・JR東海リテイリング・プラスの3社。
主な駅弁は下記の通り。
- ひつまぶし
- ～お出汁で味わう～ひつまぶし弁当
- 特製幕之内御膳
- 松浦の松阪牛焼肉弁当
- 松阪牛 牛すき重
- 名古屋味めぐり
- あいち牛 牛めし
- 炭火焼牛カルビと牛すき煮重
- なごや満載
- みそかつ＆大えびフライ弁当
- 天下とり御飯
- 東海道新幹線弁当
- なごや
- 松浦のみそカツ
- 炭火焼カルビ重
- ひつまぶし巻
- 松浦の味噌ヒレカツ重
- うま旅弁当
- ひれ味噌かつ重
- みそかつ弁当
- コーチンわっぱめし
- からあげ弁当相性抜群！タルタルソース
- でっきゃあからあげ弁当
- 復刻弁当
- こだま
- おむすび弁当

また、駅弁ではないが、前述のように新幹線・在来線ホームともきしめんの店が古くから営業され、人気である。

## 利用状況
乗換駅である名鉄名古屋駅・近鉄名古屋駅を含めた名古屋駅全体の乗降客数は1日平均1,154,915人（2023年度）で、中部地方において最多の利用者数である。世界で8番目に利用者数の多い駅であり、東海道新幹線のみの乗降人員に限ると1日約13.3万人で、東京駅、新大阪駅に次いで多い。

### 2019年度の年間乗車人員（括弧内は一日平均）
- JR東海 - 78,951,336人[82]（215,714人）
- 名古屋臨海高速鉄道 - 6,902,420人[82]（18,859人）
- 名古屋市交通局 - 72,699,483人[82]（198,633人）
  - 東山線 - 51,437,843人[82]（140,540人）
  - 桜通線 - 21,261,640人[82]（58,092人）

上記の数字はいずれも、各社局内の駅の中で第1位である。

### 2012年度の1日平均乗降者数
- JR東海 - 385,465人[PR 17]
- 名古屋市営地下鉄 - 346,458人
- 名古屋鉄道 - 272,981人
- 近畿日本鉄道 - 121,452人

### 国鉄時代の1日平均乗車人員
- 1913年度 - 4,191人[83]
- 1960年度 - 43,181人[83]
- 1971年度 - 66,078人[83]
- 1984年度 - 75,233人[83]

### 近年の一日平均乗車人員
| 年度               | 一日平均乗車人員推移 | 一日平均乗車人員推移 | 一日平均乗車人員推移 | 一日平均乗車人員推移 |
| 年度               | JR東海               | あおなみ線           | 地下鉄               | 出典                 |
| ------------------ | -------------------- | -------------------- | -------------------- | -------------------- |
| 1991年（平成3年）  | 147,221              | 未開業               | 167,943              | [ 84 ]               |
| 1992年（平成4年）  | 152,269              | 未開業               | 165,109              | [ 84 ]               |
| 1993年（平成5年）  | 152,662              | 未開業               | 161,484              | [ 84 ]               |
| 1994年（平成6年）  | 150,847              | 未開業               | 157,724              | [ 84 ]               |
| 1995年（平成7年）  | 155,015              | 未開業               | 158,798              | [ 84 ]               |
| 1996年（平成8年）  | 160,955              | 未開業               | 156,846              | [ 85 ]               |
| 1997年（平成9年）  | 158,802              | 未開業               | 152,598              | [ 85 ]               |
| 1998年（平成10年） | 159,103              | 未開業               | 155,081              | [ 85 ]               |
| 1999年（平成11年） | 160,255              | 未開業               | 151,262              | [ 85 ]               |
| 2000年（平成12年） | 167,642              | 未開業               | 169,594              | [ 85 ]               |
| 2001年（平成13年） | 171,222              | 未開業               | 170,730              | [ 86 ]               |
| 2002年（平成14年） | 171,665              | 未開業               | 173,104              | [ 86 ]               |
| 2003年（平成15年） | 173,789              | 未開業               | 163,840              | [ 86 ]               |
| 2004年（平成16年） | 176,993              | 3,852                | 162,280              | [ 86 ]               |
| 2005年（平成17年） | 188,312              | 10,565               | 166,899              | [ 86 ]               |
| 2006年（平成18年） | 184,491              | 9,925                | 165,233              | [ 87 ]               |
| 2007年（平成19年） | 190,942              | 10,969               | 168,127              | [ 87 ]               |
| 2008年（平成20年） | 191,558              | 11,504               | 168,152              | [ 87 ]               |
| 2009年（平成21年） | 185,387              | 11,839               | 163,915              | [ 87 ]               |
| 2010年（平成22年） | 187,624              | 12,300               | 165,298              | [ 87 ]               |
| 2011年（平成23年） | 189,123              | 13,119               | 168,719              | [ 88 ]               |
| 2012年（平成24年） | 193,260              | 13,377               | 173,704              | [ 88 ]               |
| 2013年（平成25年） | 199,119              | 13,759               | 179,748              | [ 88 ]               |
| 2014年（平成26年） | 198,504              | 14,298               | 180,068              | [ 88 ]               |
| 2015年（平成27年） | 204,509              | 14,817               | 184,554              | [ 88 ]               |
| 2016年（平成28年） | 208,911              | 15,323               | 189,606              | [ 89 ]               |
| 2017年（平成29年） | 216,040              | 18,240               | 196,363              | [ 90 ]               |
| 2018年（平成30年） | 219,917              | 18,826               | 199,883              | [ 91 ]               |
| 2019年（令和元年） | 215,714              | 18,859               | 198,633              | [ 82 ]               |
| 2020年（令和2年）  | 128,173              | 12,335               | 126,581              |                      |
| 2021年（令和3年）  | 143,058              | 13,422               | 143,984              |                      |

## 駅周辺

### 名駅（めいえき）

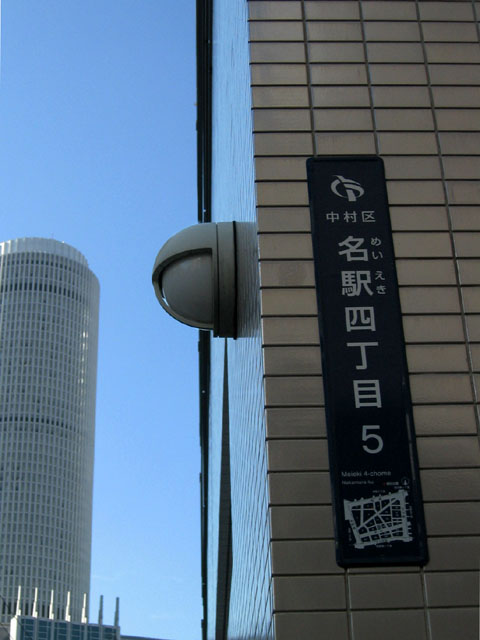
中村区名駅の番地表示

名古屋駅の略称である名駅は、名古屋市中村区、西区の町名となっている。駅の表玄関である東口を中心に、栄とともに名古屋を代表する繁華街・オフィス街として知られ、1999年のJRセントラルタワーズ開業を契機に近年の再開発により日本屈指の超高層オフィス街にまで発展している。JRセントラルタワーズの核テナントであるジェイアール名古屋タカシマヤは、2011年以降栄の老舗百貨店である松坂屋の売上を上回る地域一番店となるまで成長し、店舗別売上高としては日本4位の売上を誇る。駅周辺では2027年のリニア中央新幹線開業に向けて、今まで再開発が遅れていた駅西側（太閤通口）を含めたさらなる再開発計画が進められている。

#### 住所としての名駅
名古屋市中村区と西区に置かれている。中村区名駅は1丁目から5丁目まで、西区名駅は1丁目から3丁目まで設置されている。
名古屋駅は中村区名駅1丁目と西区名駅1丁目に跨っている（ただし、駅ビル（セントラルタワーズ）など駅建築施設の大半は中村区側にあり、西区に所在するのは駅構内のホーム下り側（岐阜方面）半分とゲートタワーの一部のみである）。

### 方面別の概要

#### 東側（桜通口・広小路口）

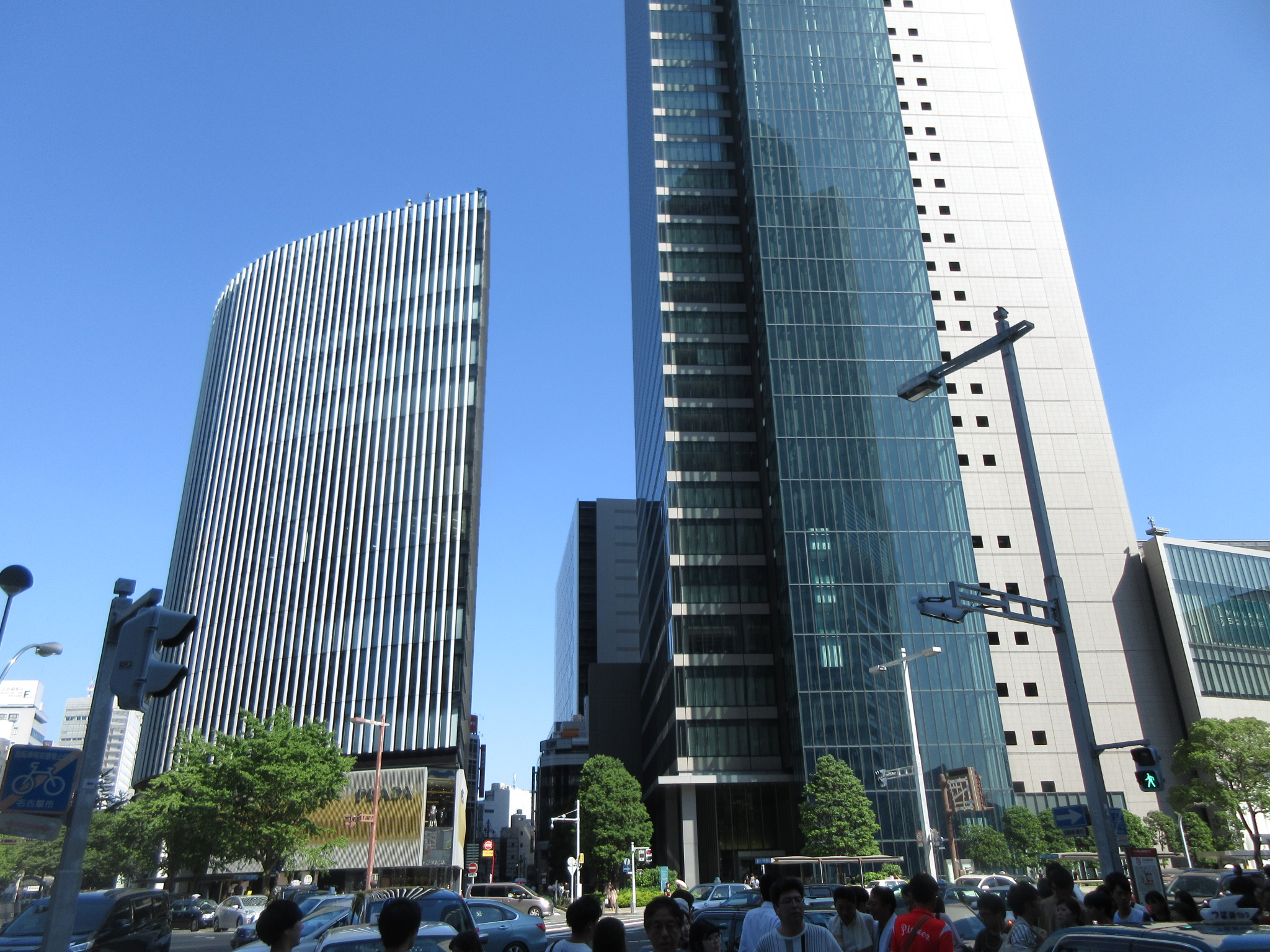
名古屋ビルディングとミッドランドスクエア

旧来から名古屋の玄関口で、バス・地下鉄・近鉄・名鉄やJR間の乗り換え客などで人通りが多く商業施設も多い。
主な大型商業施設は、JRセントラルタワーズ内のジェイアール名古屋タカシマヤを筆頭に、近鉄パッセ・名鉄百貨店本店・ヤマダデンキLABI名古屋・ミッドランドスクエア・名鉄レジャックなどがある。また市バスターミナルの他、市内最大のバスターミナル「名鉄バスセンター」もある。地下にはサンロードやメイチカ・ゲートウォーク・ユニモール・ミヤコ地下街と広大な地下街が広がる。

#### 西側（太閤通口）
太閤通口は「新幹線口」「西口」「駅西」とも呼ばれる。また「駅裏」と呼ばれることもある。地下にはエスカ地下街がある。駅北西には名古屋市を本拠地とする河合塾などの大手予備校や学習塾が進出し学生街や若者街として発展している。付近にはアニメショップや同人ショップが林立し、オタク街としての一面も持つ。また、ジェイアール東海バスなどが発着する太閤通口正面のJRハイウェイバスのりばをはじめ、WILLER EXPRESSチーム、東京バス（大阪バス）グループなど、高速バスが発着する停留場が分散して所在している。2000年の規制緩和後、2013年の新高速乗合バス制度施行までは高速ツアーバスも太閤通口周辺から多数発着していた。
駅前広場はテレビ番組のロケでよく使用される。
桜通口や広小路口側に比べると開発が遅れていることから、少し入ると昔ながらの商店が多く残っている。かつて花街として栄え、現在は特殊浴場街である大門（おおもん）地区も徒歩圏内である。

#### 南側（ささしまライブ24）
かつて名古屋駅南側に広がっていた笹島駅（貨物駅）の再開発エリア。東海道線と関西線に挟まれたエリアで、新都心を形成している。

### 主な施設
- JRセントラルタワーズ
  - ジェイアール名古屋タカシマヤ
  - JR名古屋駅ショッピング店・飲食店
  - 名古屋マリオットアソシアホテル
  - 東海旅客鉄道本社
  - 愛知県旅券センター（15階）
  - JR名古屋駅
- 名古屋駅構内（JR名古屋駅ショッピング店・飲食店）
  - 名古屋うまいもん通り[92]
  - 名古屋・驛麺通り（2002年12月10日開業）[93]
  - カフェ ジャンシアーヌ

名古屋の新スイーツ『ぴよりん』を販売する喫茶店。
- 愛知県警察 鉄道警察隊名古屋駅警察官詰所（中央コンコース）
- 名古屋駅地下街
  - エスカ地下街（太閤通口側に所在する唯一の地下街）
  - 名古屋駅ファッションワン（JR名古屋駅ショッピング店・飲食店）
    - 名古屋駅（名古屋市営地下鉄桜通線）

  - ゲートウォーク（旧：テルミナ名古屋駅前地下街）
  - ダイナード地下街（大名古屋ビル地下街）
  - ユニモール
  - 地下鉄名古屋駅地下街メイチカ
    - 名古屋市営地下鉄東山線 名古屋駅

  - ルーセントアベニュー
  - 近鉄名古屋ビル地下街
  - 名駅地下街サンロード
  - ミヤコ地下街
  - キタチカ（旧：新名フード）
  - 名古屋三井ビル地下街
  - スパイラルタワーズSHOP&RESTAURANTS
- センチュリー豊田ビル
  - 豊田通商 名古屋本社
- アパホテル〈名古屋駅前北〉
- アパホテル〈名古屋駅前〉
- アパホテル〈名古屋駅前南〉

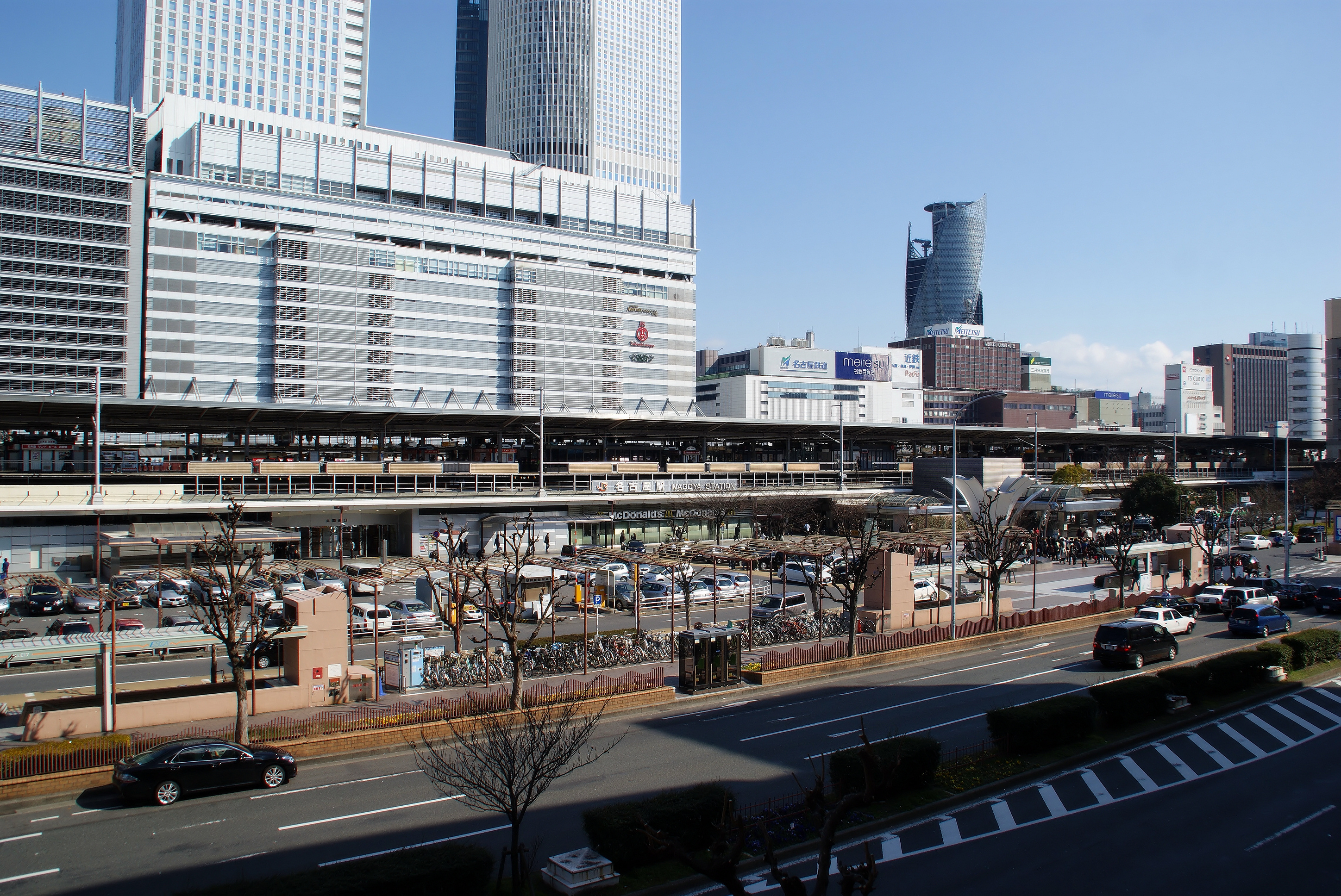
太閤通口駅前広場
太閤通口周辺
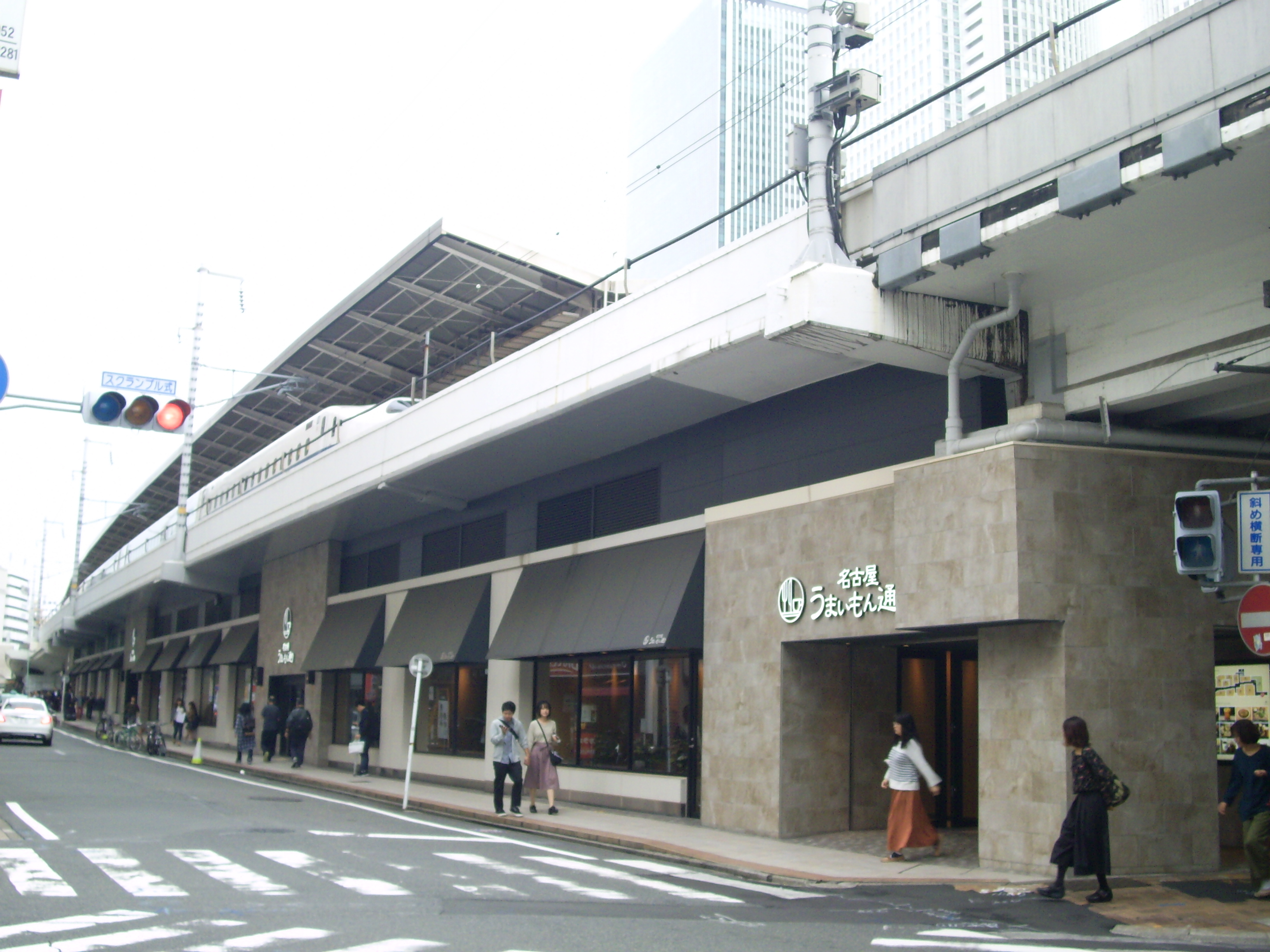
名古屋うまいもん通りの外観

#### 桜通口方面
- 桜通（愛知県道68号名古屋津島線）
- JRゲートタワー
- JPタワー名古屋
  - KITTE名古屋
  - 名古屋中央郵便局
- 大名古屋ビルヂング
  - 三菱UFJ銀行名古屋駅前支店・笹島支店・枇杷島支店（以上旧UFJ店舗）・新名古屋駅前支店（旧東京三菱店舗）
  - 三菱UFJ信託銀行名駅支店
  - 十六銀行名古屋駅前支店
  - あおぞら銀行名古屋支店
  - SBI新生銀行名古屋フィナンシャルセンター
  - 安藤証券名古屋駅前支店
- 名古屋ビルディング
- 名古屋ルーセントタワー
- 名古屋プライムセントラルタワー
- ノリタケの森（最寄り駅は亀島駅および栄生駅だが、当駅からも徒歩圏内である）
  - イオンモール Nagoya Noritake Garden
- ブリリアタワー名古屋グランスイート
- 大原簿記専門学校名古屋校
- 三井住友信託銀行名古屋駅前支店・名駅南支店
- 飛翔 (モニュメント)跡地

#### 広小路口方面
- 広小路通（愛知県道60号名古屋長久手線）
- 錦通
- 名鉄百貨店本店
  - 名鉄ホール
  - 名鉄名古屋本線 名鉄名古屋駅
- 大手町建物名古屋駅前ビル

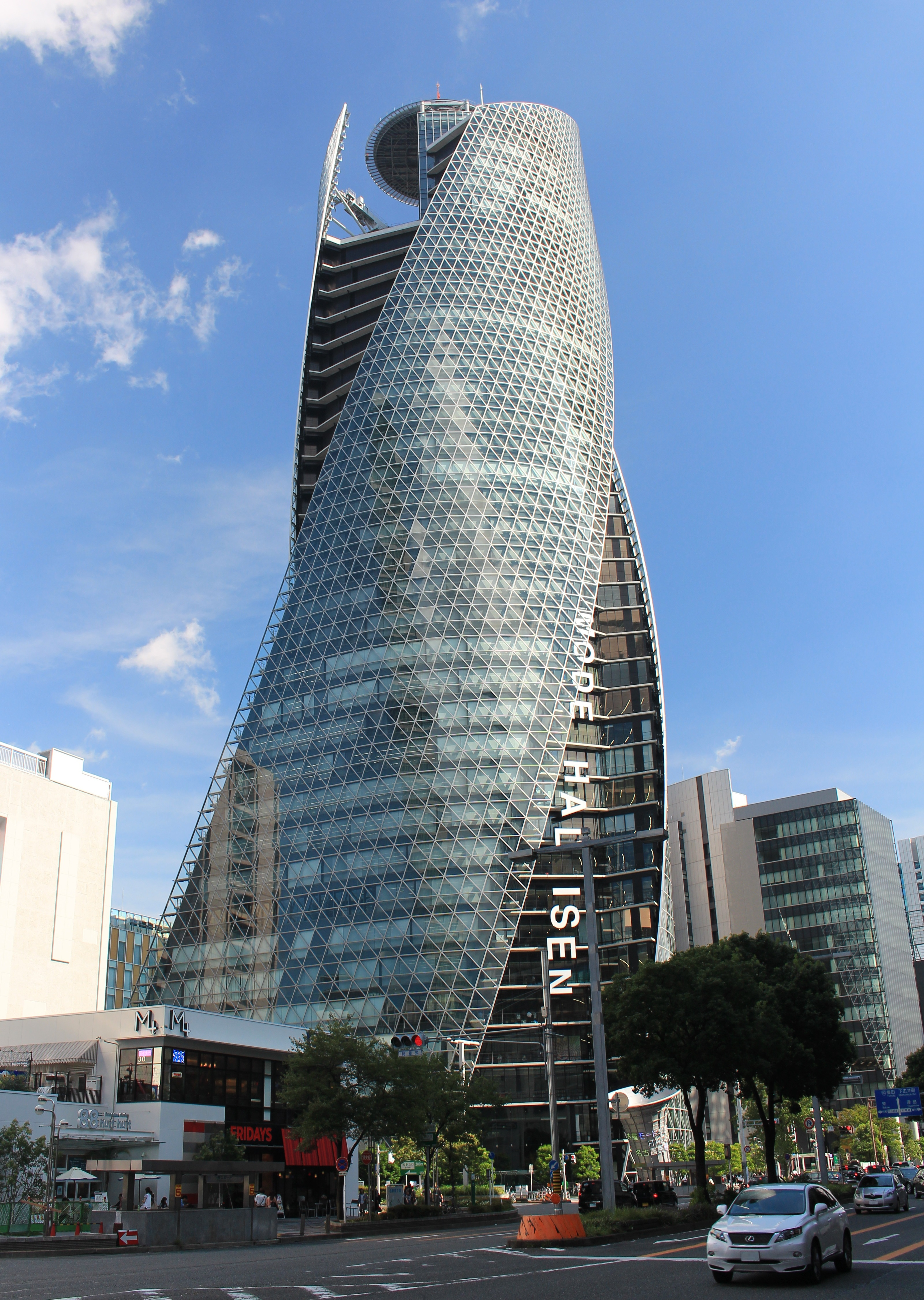
モード学園スパイラルタワーズ

  - ヤマダデンキLABI名古屋（旧:名鉄百貨店ヤング館）
  - ナナちゃん人形
  - 名鉄スカイパーキング
- 名鉄バスターミナルビル
  - 名古屋鉄道本社
  - 名鉄百貨店メンズ館
  - 名鉄バスセンター
  - 名鉄グランドホテル
- 名鉄レジャック
- 近鉄パッセ
  - 近鉄名古屋線 近鉄名古屋駅
- ミッドランドスクエア
  - トヨタ自動車
  - 毎日新聞中部本社
- 愛知県産業労働センター（ウインクあいち）
- 名古屋駅前柳橋中央市場
  - マルナカ中央市場総合食品センター（丸中食品センター）
- 名古屋三井ビルディング
  - 三井住友銀行名古屋駅前支店（北館5階）
- モード学園スパイラルタワーズ
- 名古屋四季劇場
- 成城石井名古屋駅広小路口店
- 百五銀行名古屋支店
  - 百五証券名古屋支店
- 百十四銀行名古屋支店
- 愛知銀行名古屋駅前支店
- 名古屋高速都心環状線 名駅入口・錦橋出口

#### 太閤通口方面
- 太閤通（愛知県道68号名古屋津島線）
- ニッセイ名古屋駅西ビル
  - ビックカメラ名古屋駅西店
  - ソフマップ名古屋駅西店
  - 名鉄ニューグランドホテル（閉館）
- OVA21

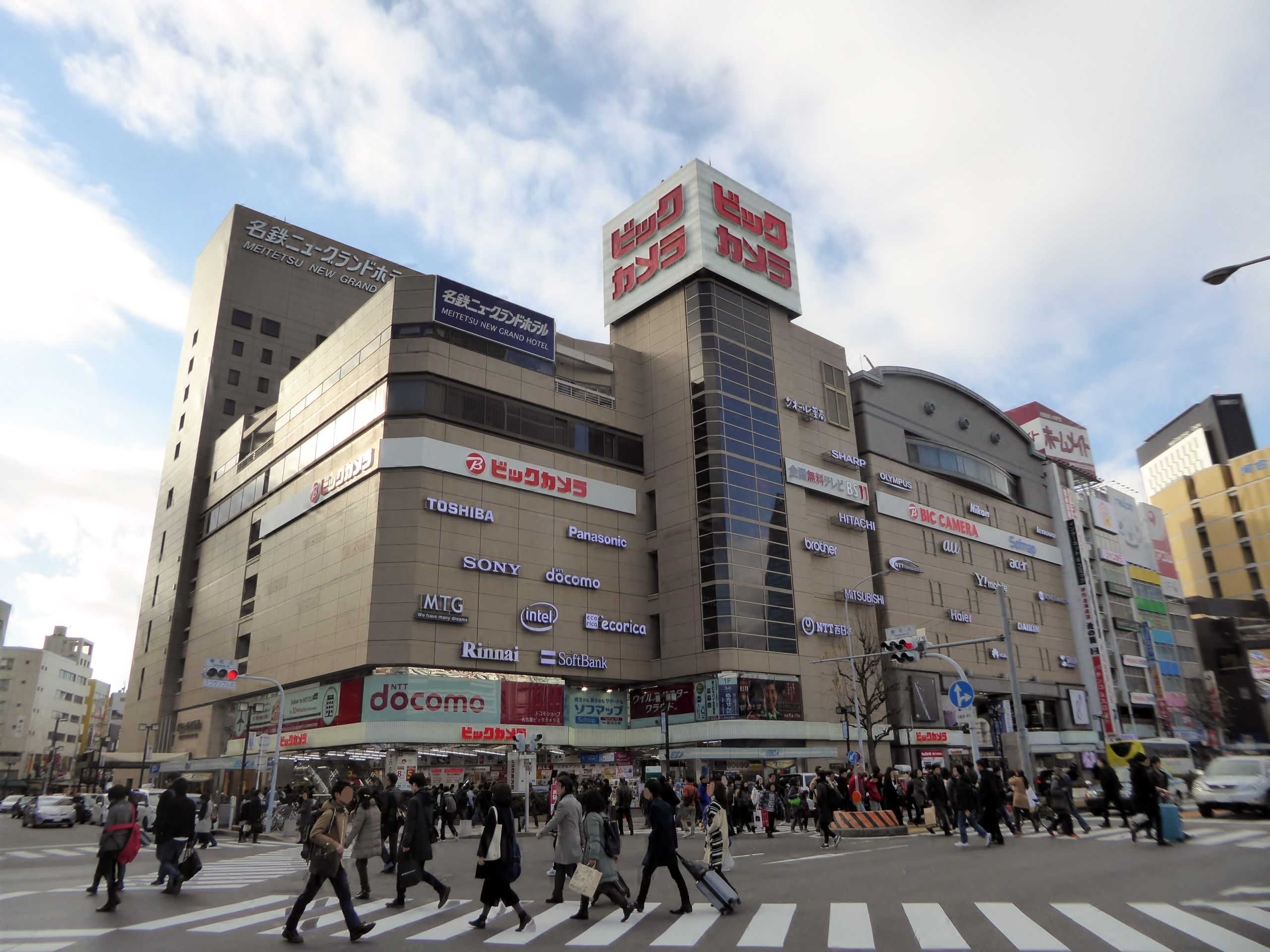
ビックカメラ名古屋駅西店

  - LIGHTNING WAVE NAGY（電光掲示板）
  - TSUTAYA名古屋駅西店
- イオンタウン太閤ショッピングセンター
- 愛知県中村警察署
- 愛知県警察 鉄道警察隊本隊
- 名古屋セントラル病院
- 名古屋市立牧野小学校
- 名古屋市中村区役所
- 学校法人立志舎 東京IT会計専門学校名古屋校/東京法律専門学校名古屋校/名古屋動物専門学校
- 学校法人河合塾 名駅キャンパス名駅校［東大・京大・医進館］/名駅キャンパス名古屋校
- 代々木ゼミナール 名古屋校
- ベルヴュオフィス名古屋
  - 名鉄イン名古屋駅新幹線口
- チサン イン 名古屋
- スポーツ医学 & カイロプラクティック研究所
- シネマスコーレ
- ダイワロイネットホテル名古屋新幹線口
- 浜学園名古屋本部
- ザ・グランドティアラ名古屋駅前
- 武田テバファーマ 本社
- 三十三銀行名古屋駅前支店（旧三重銀行店舗）
- 北陸銀行中村支店
- 愛知県信用保証協会
- 三交イン名古屋新幹線口・名古屋新幹線口ANNEX
- 東横イン名古屋駅新幹線口
- ゆりの噴水跡地

## バス路線

### 名古屋駅太閤通口

#### JRハイウェイバスのりば

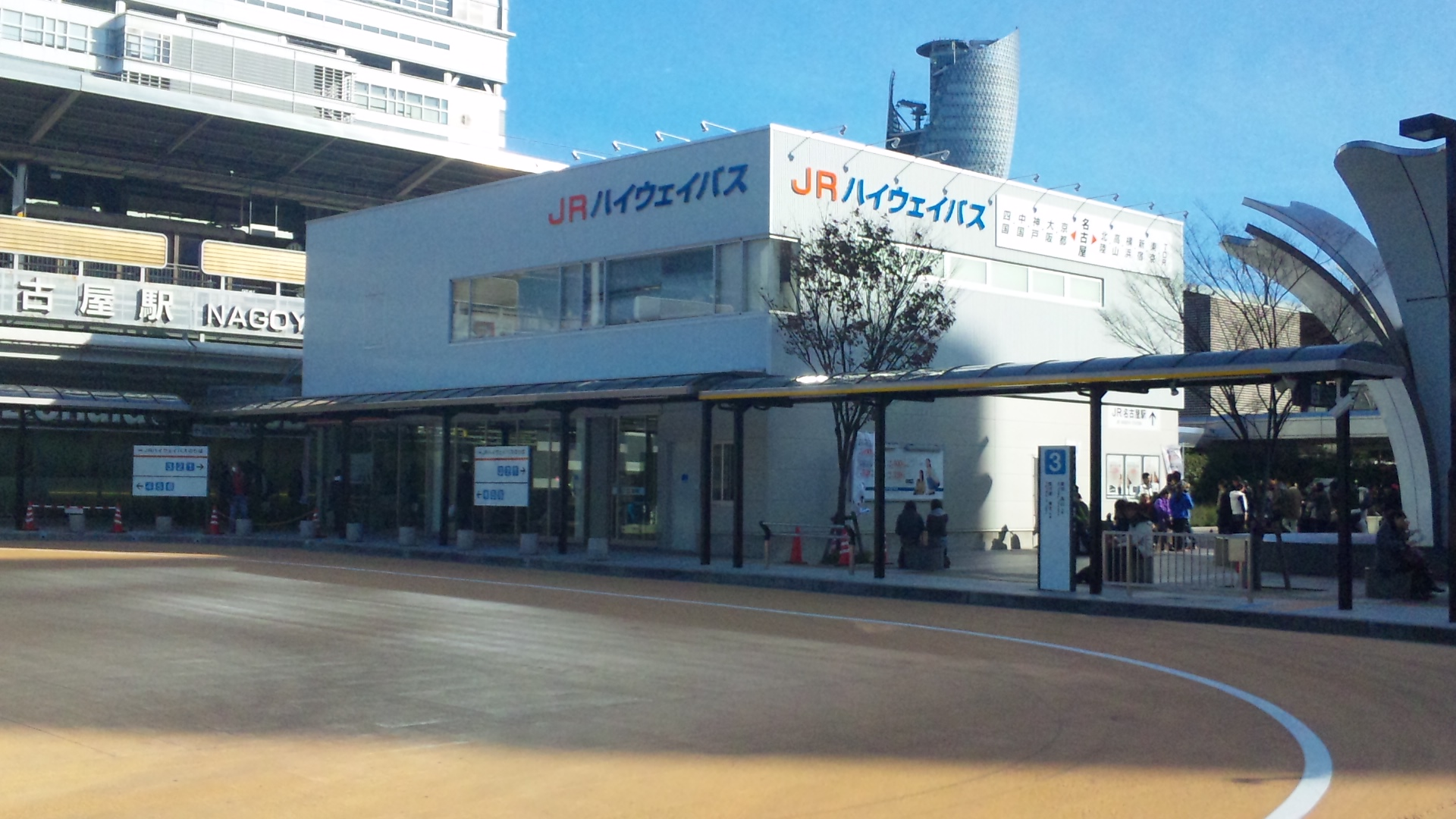
2010年12月9日に移築されたJRハイウェイバスのりば

JR名古屋バスターミナル は、JR名古屋駅の太閤通口にあるジェイアール東海バスが管理運営する高速バスターミナルである。停留所名は名古屋駅（新幹線口）停留所。
駅に「新幹線口」という出口はないが、新幹線結節を分かりやすくするためこの名を名乗っており、案内図でも出口名より新幹線北改札口の至近にあることを強調している。現地では「JRハイウェイバスのりば」を目印に掲げている。
桜通口にあったバスターミナル（名古屋ターミナルビル）の取り壊しに伴い移転し、2010年12月9日より使用開始した。
桜通口に市バスターミナルが復活した後も引き続き使われており、元の場所には戻らなかった。但しJR東海バスが主催するつばめツアーの集合バスは市バスターミナルの12番のりばとなっている。

##### 1番のりば
- 臨時便

##### 2番のりば
- 北陸道ハイウェイバス（福井駅行）：JR東海バス・名鉄バス・京福バス・福井鉄道
- 北陸道ハイウェイバス（金沢駅行）：JR東海バス・西日本JRバス・名鉄バス・北陸鉄道
- 北陸ドリーム名古屋号（富山駅・高岡駅・金沢駅行）：JR東海バス・西日本JRバス
- 名古屋ライナー甲府号（甲府駅・竜王行）：JR東海バス・山梨交通
- 青春大阪ドリーム名古屋号（草津駅・京都深草・大阪駅・難波OCAT行）：JR東海バス・西日本JRバス

##### 3番のりば
- 東名ハイウェイバス（東名浜松北・東名静岡・静岡駅・東名御殿場・東京駅行）：JR東海バス・JRバス関東
- 新東名スーパーライナー（バスタ新宿・東京駅行）：JR東海バス・JRバス関東
- ひだ高山号（飛騨高山行）：JR東海バス・名鉄バス・濃飛乗合自動車
- ドリームなごや号（東京駅行、新木場駅行）：JR東海バス

##### 4番のりば
- 名神ハイウェイバス（京都駅・神戸行）：JR東海バス・西日本JRバス・名鉄バス・名阪近鉄バス
- 名神ハイウェイバス（伊吹山行）：名阪近鉄バス　※夏季運行
- にしみの高速線（にしみのライナー）[95]（ 名神大垣 経由　 道の駅パレットピアおおの行）：名阪近鉄バス
- 出雲・松江・米子ドリーム名古屋号（米子駅・松江駅・出雲市駅行）：JRバス中国
- セレナーデ号（広島ドリーム名古屋号）（広島行）：JR東海バス・JRバス中国
- ファンタジアなごや号（京成バス名古屋線、横浜駅（YCAT）・東京駅・TDR行）：JR東海バス・京成バス
- 瀬戸内エクスプレス名古屋号[96]（徳島駅・高松駅・松山駅行）：JR東海バス・JR四国バス・名鉄バス・伊予鉄バス

##### 5番のりば
- 名神ハイウェイバス（大阪行）：JR東海バス・西日本JRバス・名阪近鉄バス
- ドリームなごや号（バスタ新宿（新宿駅）・東京駅行）：JR東海バス・JRバス関東

##### 6番のりば
- 降車専用

#### 名古屋市営バス

##### 32番のりば
- 深夜2系統（地下鉄高畑行）

##### 33番のりば
- 深夜2系統（栄行）

##### 34番のりば
- 名駅25系統（右回り・名古屋駅行）
- 中村巡回系統（本陣行、稲西車庫行）

#### その他事業者
- 日本中央バス（愛知県信用保証協会本店・エスカE2出入口前）
  - シルクライナー：高崎バスセンター・BUSターミナルおおた・佐野新都市バスターミナル方面
- 名古屋バス（ビックカメラ前）
  - 名古屋特急ニュースター号：長田駅・布施駅・天王寺駅方面　（大阪バスと共同運行）
  - 名古屋京都特急ニュースター号：京都駅方面　（京都観光バスと共同運行）
  - 東名特急ニュースター号：横浜YCAT・東京駅・北区王子駅方面　　(東京バスと共同運行)
  - エアポートライナー[97]：中部国際空港（セントレア）方面
- 大阪バス（ビックカメラ前）※名古屋バスとバス停を共用
  - 名古屋福知山特急ニュースター号：京都駅・綾部駅・福知山駅方面

#### 旧ツアーバス事業者
太閤通口には、いわゆるツアーバスなど貸切バスや団体バス用の乗降スペースが2箇所ある（愛知県バス協会が管理）が、2013年7月31日から新高速バス制度施行に伴い、高速ツアーバスから移行した事業者が新たに停留所を設置した。なお、一部の便はささしまライブ駅近くの名古屋南バス停から発車する。

##### 名古屋駅西口
- 22時 - 1時に出発するバス限定の停留所で、大半の事業者はこのバス停を使用する。バス停自体は河合塾18号館向かいにあるが待合スペースがないため、西口の「ゆりの噴水」前に乗客を集合させ、バス停まで誘導する形態をとる。

##### 名古屋駅（則武一丁目）
- NTTネオメイトサービス東海の前。WILLER EXPRESSの一部の便が使用する。

##### 名古屋VIPラウンジ
- 平成エンタープライズが使用。

### 名古屋駅桜通口
名古屋ターミナルビル（名古屋バスターミナル）の1階にJRハイウェイバスのりば（JR東海バスなどが発着）、2階・3階に名古屋市営バスが発着していたが、ターミナルビル取り壊しのためJRハイウェイバスは2010年12月9日に太閤通口へ移転、名古屋市営バスは同年12月23日より駅周辺に移転していた。
2017年4月1日、JRゲートタワーとJPタワー名古屋の1階に新たに名古屋駅バスターミナルを整備。桜通口周辺に散らばっていた停留所が集約された。

### 名古屋駅広小路口
JR広小路口と名鉄名古屋駅西側の間（成城石井前）に所在し、JR東海バスが管理している。
現在定期バスの発車はなく、降車のほか貸切バスの乗車などで不定期に使用される。

### ミッドランドスクエア前
- あおい交通
  - 県営名古屋空港・エアポートウォーク名古屋連絡バス
- イルカ交通
  - きときとライナー 砺波駅・新高岡駅・高岡駅・小矢部市方面
- 青木バス
  - あおぞらライナー 横浜・東京・大宮方面／高岡・金沢／仙台
- 杉崎観光バス
  - 杉崎高速バス 秦野・横浜・東京方面
- 名鉄バス
  - ささしまウェルカムバス ささしまライブ24行き[PR 18]
- 名古屋市営バス（市バス21番のりば、南行き）
  - 深夜2系統（栄行き）
  - 幹名駅2、名駅16、名駅20、C-758の4系統が名古屋バスターミナルの次に停車

#### 名鉄百貨店前
- 名古屋市営バス（市バス22番のりば、北行き）
  - 深夜2系統（地下鉄高畑行き）

### 名鉄バスセンター
名鉄バスセンターは、名鉄百貨店メンズ館3階・4階に所在し、名鉄バスや三重交通などの高速バス・路線バス・深夜・長距離バスなどが発着している。

### 笹島町停留所
名古屋駅南側、笹島交差点付近に所在する。名古屋駅バスターミナルや名鉄バスセンターなどを発着しない路線バスへの接続停留所としての役割を担っている。

### 無料シャトルバス（無料送迎バス）

#### 桜通口付近
- CBC自動車学校行き（大名古屋ビルヂング前）
- 庄内橋自動車学校行き（名古屋駅前モンブランホテル前・名古屋モード学園前）
- 城北自動車学校行き（名駅北やぎや前（降車のみ）・ユニモール4番出口前）
- 東横イン名古屋丸の内行き（ユニモール4番出口前）

#### 太閤通口付近
- 大治自動車学校行き（ビックカメラ前（降車のみ））
- GLASTONIA行き
- 猿投温泉 ホテル金泉閣行き
- CBC自動車学校（ダイワロイネットホテル名古屋新幹線口前）
- 三谷温泉 松風園行き
- 湯快リゾート 恵那峡国際ホテル行（日本海庄や前）

#### 広小路口付近
- ホテルナゴヤキャッスル行き

#### ミッドランドスクエア前（シャトルバス）
- Canal Resort行き
- 中部日本自動車学校行き
- 名古屋ビーズホテル行き
- ヒルトン名古屋行き
- ラウンドワン中川1号線店行き

#### 笹島付近
- 大治自動車学校行き（名鉄レジャック前）

## 登場作品など
- ホームタウン・エクスプレス、クリスマス・エクスプレス - JR東海のCM。初回のほか複数回の撮影に使用されている。
- モスラ3 キングギドラ来襲 - 劇中でキングギドラに破壊された。
- 小さき勇者たち〜ガメラ〜 - 終盤での名古屋駅ビルが、ジーダスに吹き飛ばされたガメラと激突した。
- ザ・警察官2 全国大追跡スペシャル - 名古屋駅前（桜通口方面）がステージとして登場する。
- 俺の空 - 刑事編で連続誘拐事件の犯人を追いかける際の舞台となる。
- 風立ちぬ (2013年の映画) - 高架化前の名古屋駅が登場する。
- 八十亀ちゃんかんさつにっき - 主人公が名古屋駅内外を舞台に入部を賭けた撮影勝負を行う。

## 隣の駅
※新幹線各列車と、在来線の特急列車については各列車記事を参照のこと。
東海旅客鉄道（JR東海）
 東海道新幹線
三河安城駅 - 名古屋駅 - 岐阜羽島駅
 東海道本線
- 特急「ひだ」「しらさぎ」始発・終着駅
- 「ホームライナー大垣」始発・終着駅

■特別快速・■新快速・■区間快速・■快速
金山駅 (CA66) - 名古屋駅 (CA68)  - (快速の一部稲沢駅 (CA71)) - 尾張一宮駅 (CA72)
※新快速と快速は、中央競馬のG1競走開催日のみ尾頭橋駅に一部臨時停車
■普通
尾頭橋駅 (CA67) - 名古屋駅 (CA68) - 枇杷島駅 (CA69)
 中央本線
- ■特急「しなの」始発・終着駅
- ｢ホームライナー瑞浪」始発・終着駅

■快速・■区間快速・■普通
金山駅 (CF01) - (山王信号場) - 名古屋駅 (CF00)
  関西本線
- 特急「南紀」始発・終着駅

■快速「みえ」・■快速
名古屋駅 (CJ00) - 桑名駅 (CJ07)
■区間快速・■普通
名古屋駅 (CJ00) - (笹島信号場) - 八田駅 (CJ01)
名古屋臨海高速鉄道
■あおなみ線
■普通
名古屋駅 (AN01) - ささしまライブ駅 (AN02)
- 括弧内は駅番号を示す。土休日などには終点の金城ふ頭駅 (AN11)まで無停車のノンストップ列車が運行されることがある。

名古屋市営地下鉄
 東山線
亀島駅 (H07) - 名古屋駅 (H08) - 伏見駅 (H09)
 桜通線
太閤通駅 (S01) - 名古屋駅 (S02) - 国際センター駅 (S03)
- 括弧内は駅番号を示す。

### 廃止区間
東海旅客鉄道（JR東海）
名古屋港線
名古屋駅 - (山王信号場) - ナゴヤ球場正門前駅（臨時駅）